# Liste der Kulturdenkmäler in Lohfelden
Die Liste der Kulturdenkmäler in Lohfelden enthält alle Kulturdenkmäler in Lohfelden.

## Legende
- Bezeichnung: Nennt den Namen, die Bezeichnung oder die Art des Kulturdenkmals.
- Lage: Nennt den Straßennamen und wenn vorhanden die Hausnummer des Kulturdenkmals. Die Grundsortierung der Liste erfolgt nach dieser Adresse. Der Link „Karte“ führt zu verschiedenen Kartendarstellungen und nennt die Koordinaten des Kulturdenkmals.
- Datierung: Gibt die Datierung an; das Jahr der Fertigstellung bzw. den Zeitraum der Errichtung. Eine Sortierung nach Jahr ist möglich.
- Beschreibung: Nennt bauliche und geschichtliche Einzelheiten des Kulturdenkmals, vorzugsweise die Denkmaleigenschaften.
- Objekt-Nr: Gibt, sofern vorhanden, die vom Landesamt für Denkmalpflege vergebene Objekt-ID des Kulturdenkmals an.

## Crumbach

### Gesamtanlage I Historischer Ortskern
| Bild                               | Bezeichnung                        | Lage                                                                                        | Beschreibung | Bauzeit                        | Daten |
| ---------------------------------- | ---------------------------------- | ------------------------------------------------------------------------------------------- | --- | ------------------------------ | ----- |
| Bild gesucht BW                    | Gesamtanlage                       | Lage                                                                                        | Bachstraße 5, 9, 11, 19–31, 22–30, 36–40; Brückenstraße 1–11, 2–6; Crumbacher Straße 51–71, 75–83, 91, 93, 97, 30–48; Fahrweg 1–3, 2–8; Im Alten Teich 1–5; Jahnstraße 1–2; Kirchweg 1–7, 2–14; Mittelstraße 1, 2–8; Spangenberger Pfad 1–3, 2; Stichelweg 1–9, 10–16; Vorsterstraße 1–5, 6; Wälzebachstraße 1–7, 2–6. |                                |       |
| Freifläche am ehemaligen Ortsrand  | Freifläche am ehemaligen Ortsrand  | LageFlur: 2, Flurstück: 85/5, 87/2, 88/1, 348/1, 349/2, 672/351, 352/2, 355/6, 364/1, 364/2 | |                                |       |
| zweigeschossiges Backsteingebäude  | zweigeschossiges Backsteingebäude  | Bachstraße 21 LageFlur: 2, Flurstück: 268/2                                                 | (g, k) | aus dem frühen 20. Jahrhundert |       |
| Einhaus                            | Einhaus                            | Bachstraße 38 LageFlur: 2, Flurstück: 196/3                                                 | (g, s) | spätes 18. Jahrhundert         |       |
| Wirtschaftsgebäude einer Hofanlage | Wirtschaftsgebäude einer Hofanlage | Jahnstraße 2 LageFlur: 2, Flurstück: 6/11                                                   | (g, s) |                                |       |
| evangelische Kirche                | evangelische Kirche                | Kirchweg 5 LageFlur: 2, Flurstück: 287                                                      | (g, k, s, w) | vor 1770                       |       |
| ehem. Gaststätte                   | ehem. Gaststätte                   | Mittelstraße 1 LageFlur: 2, Flurstück: 265/1                                                | (g, s) | Anfang des 20. Jahrhunderts    |       |

Denkmäler der Gesamtanlage I Historischer Ortskern ohne eigenen Eintrag in der Topographie („Ensembleschutz“)
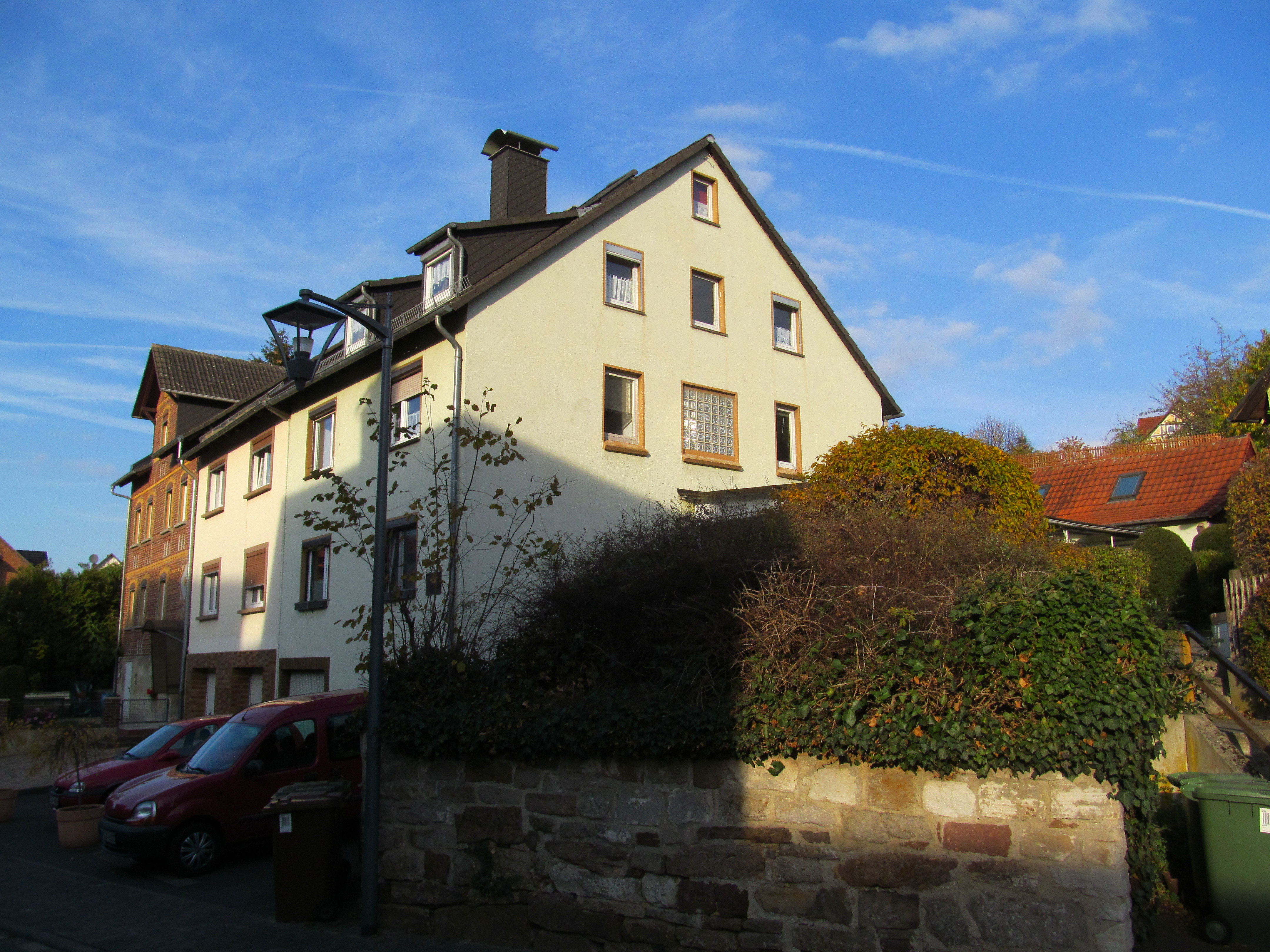
Bachstraße 23
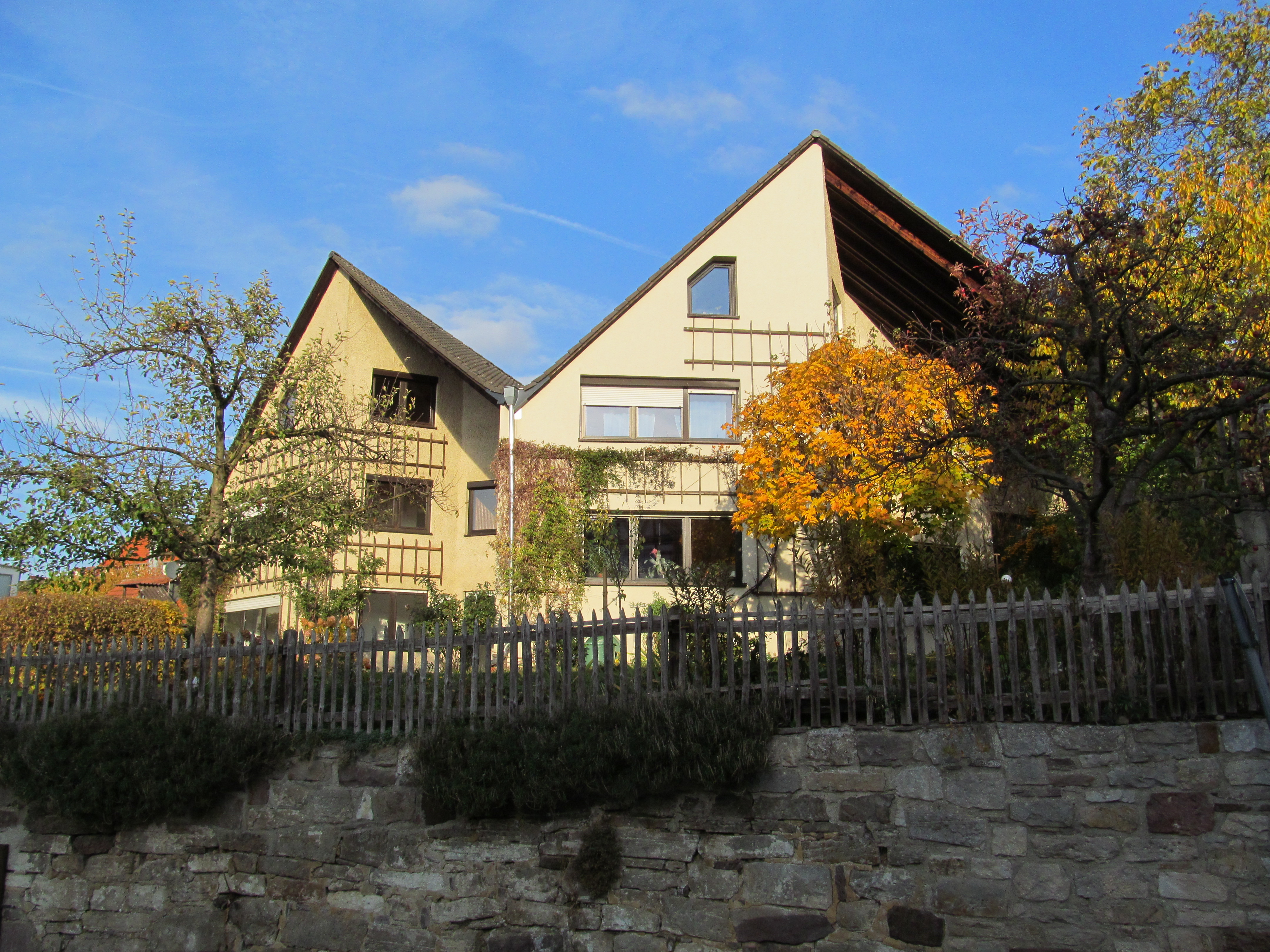
Bachstraße 25
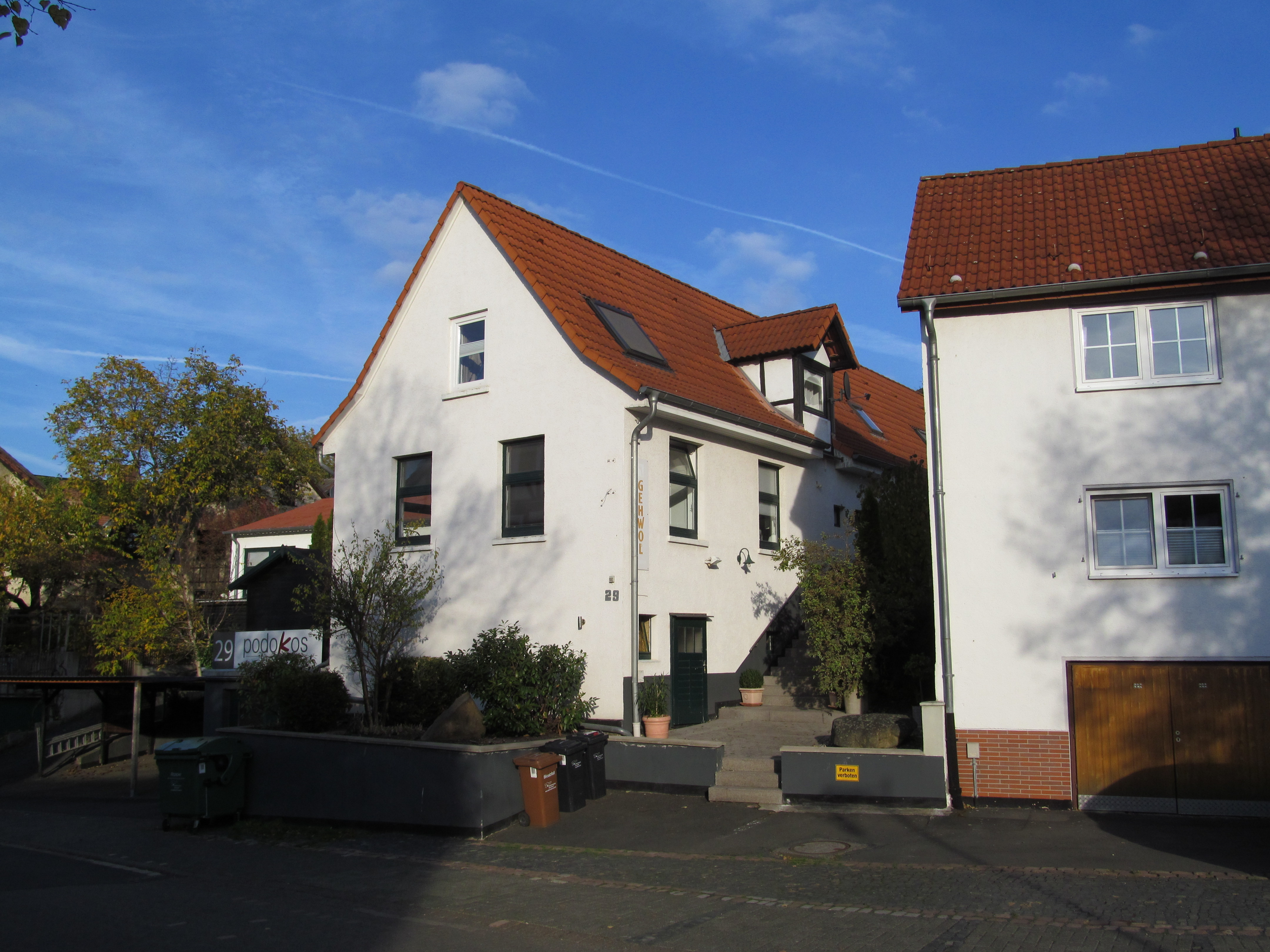
Bachstraße 29
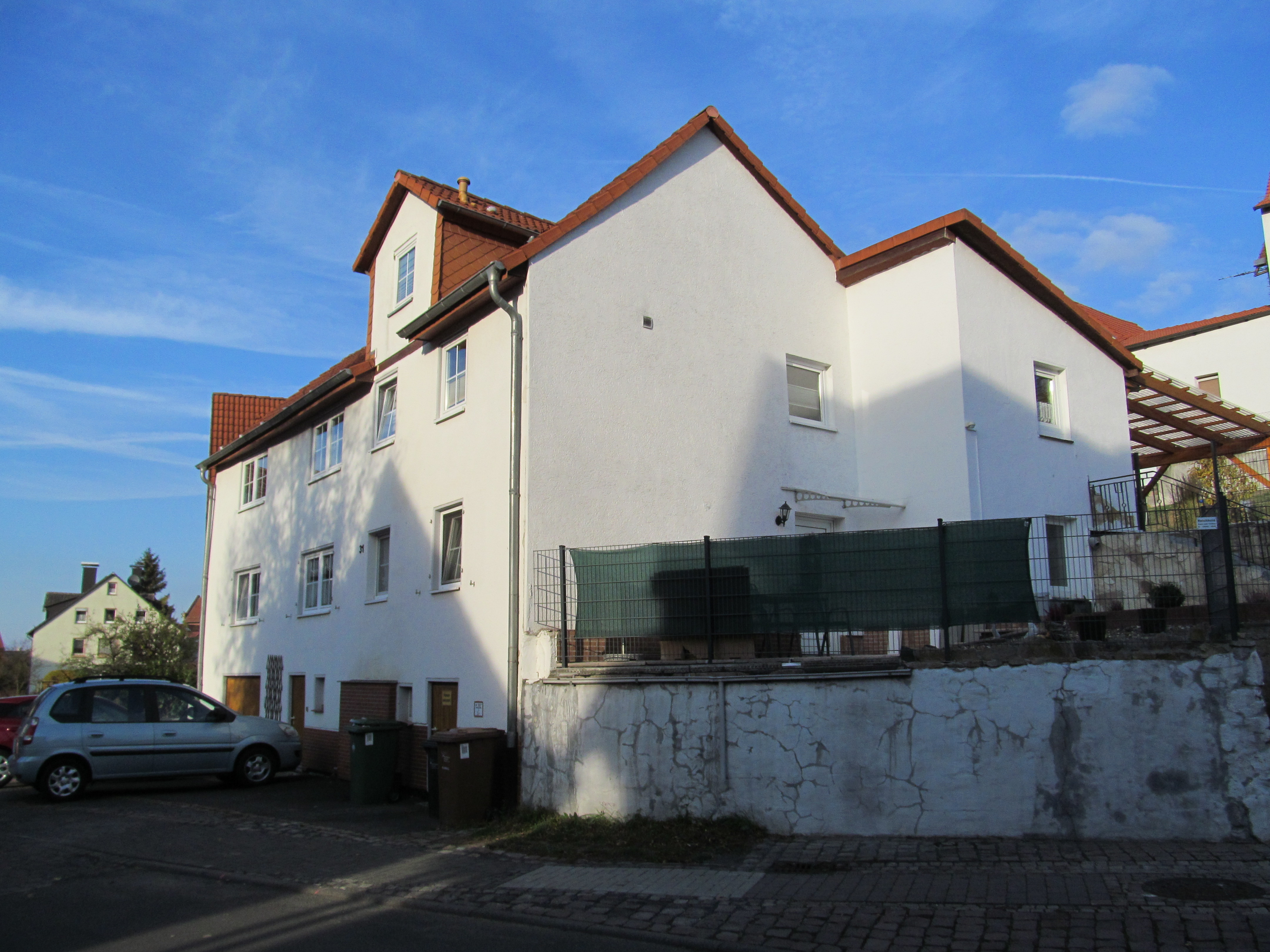
Bachstraße 31
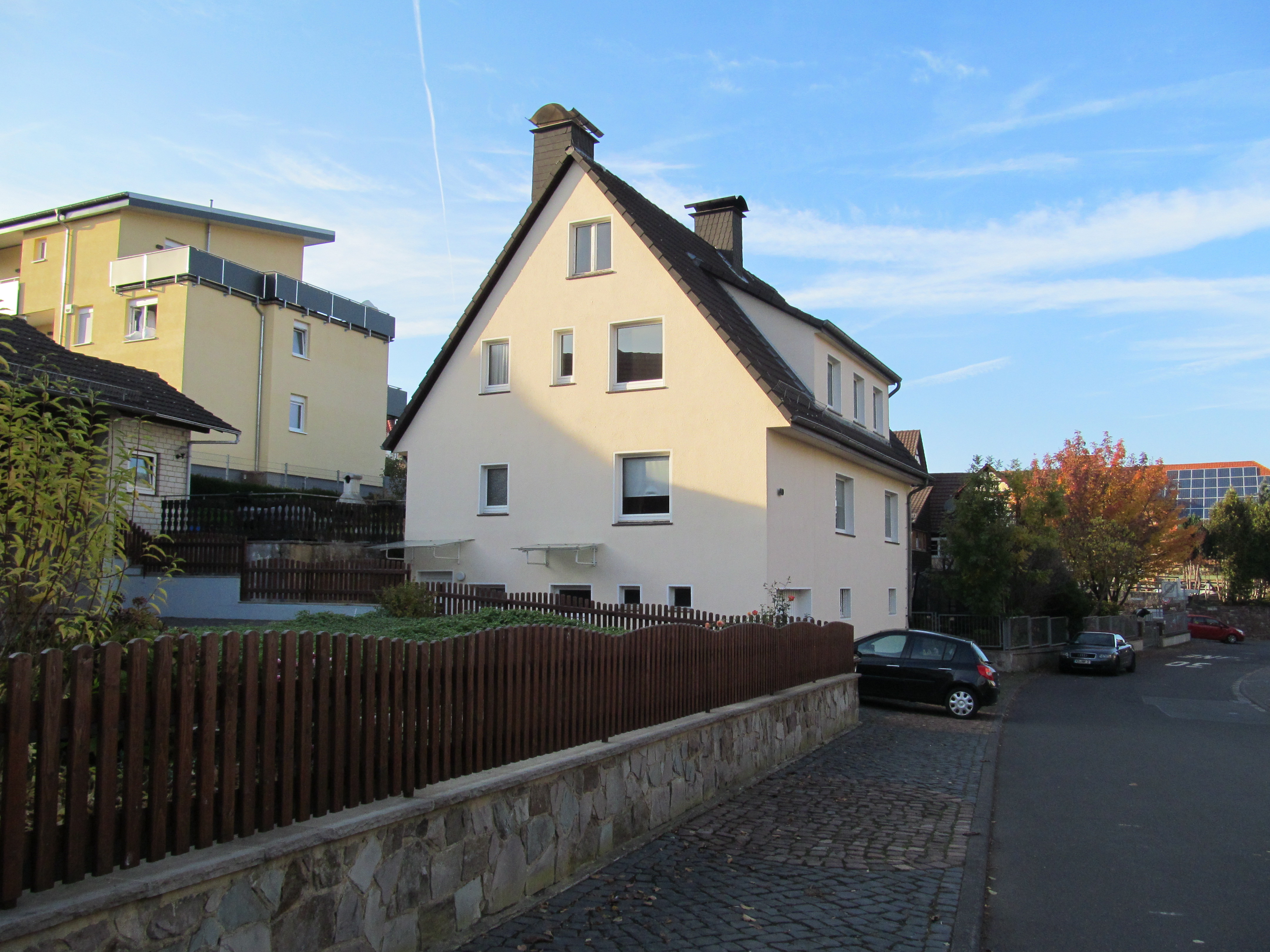
Bachstraße 40
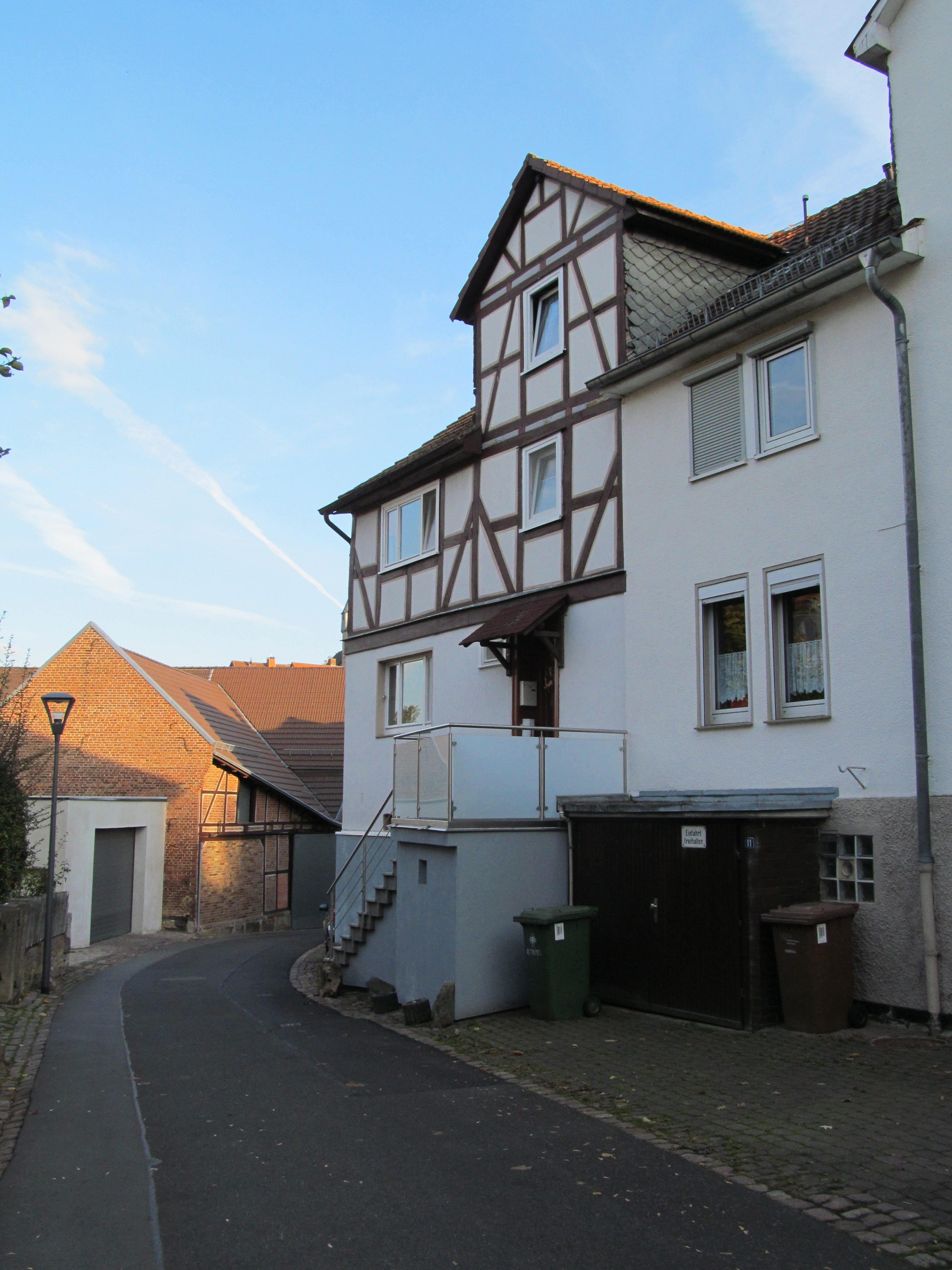
Brückenstraße 9
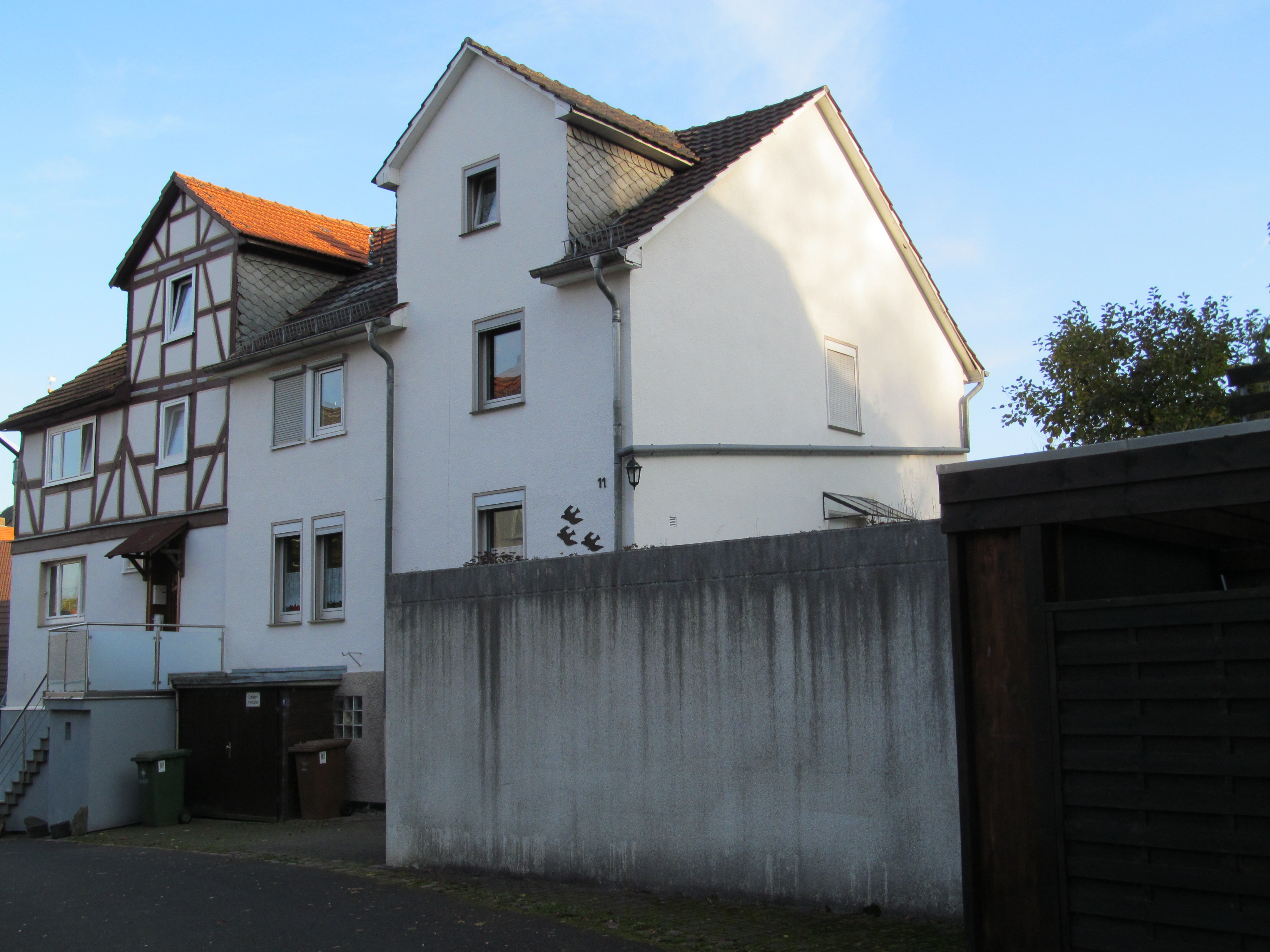
Brückenstraße 11
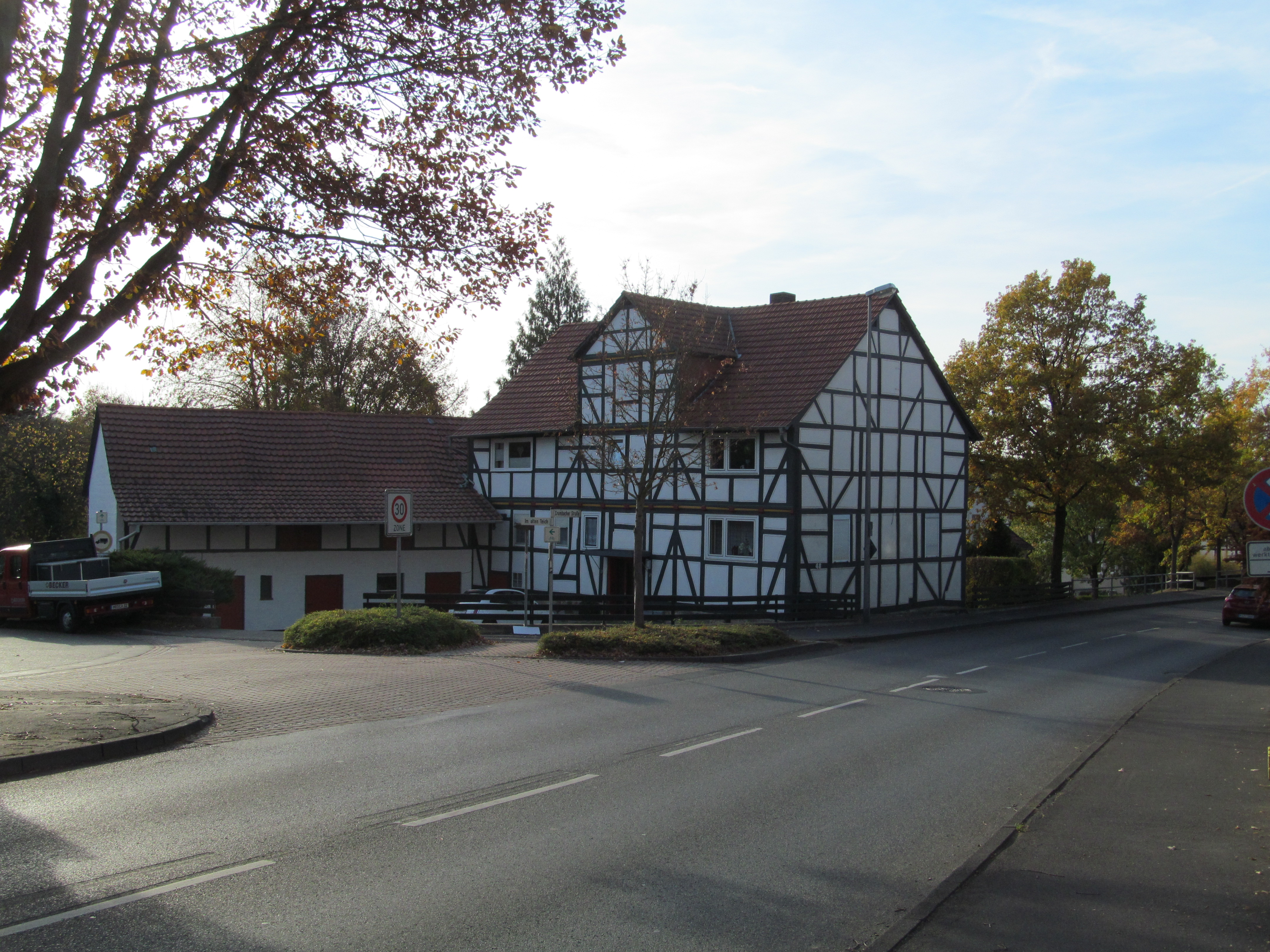
Crumbacher Straße 48
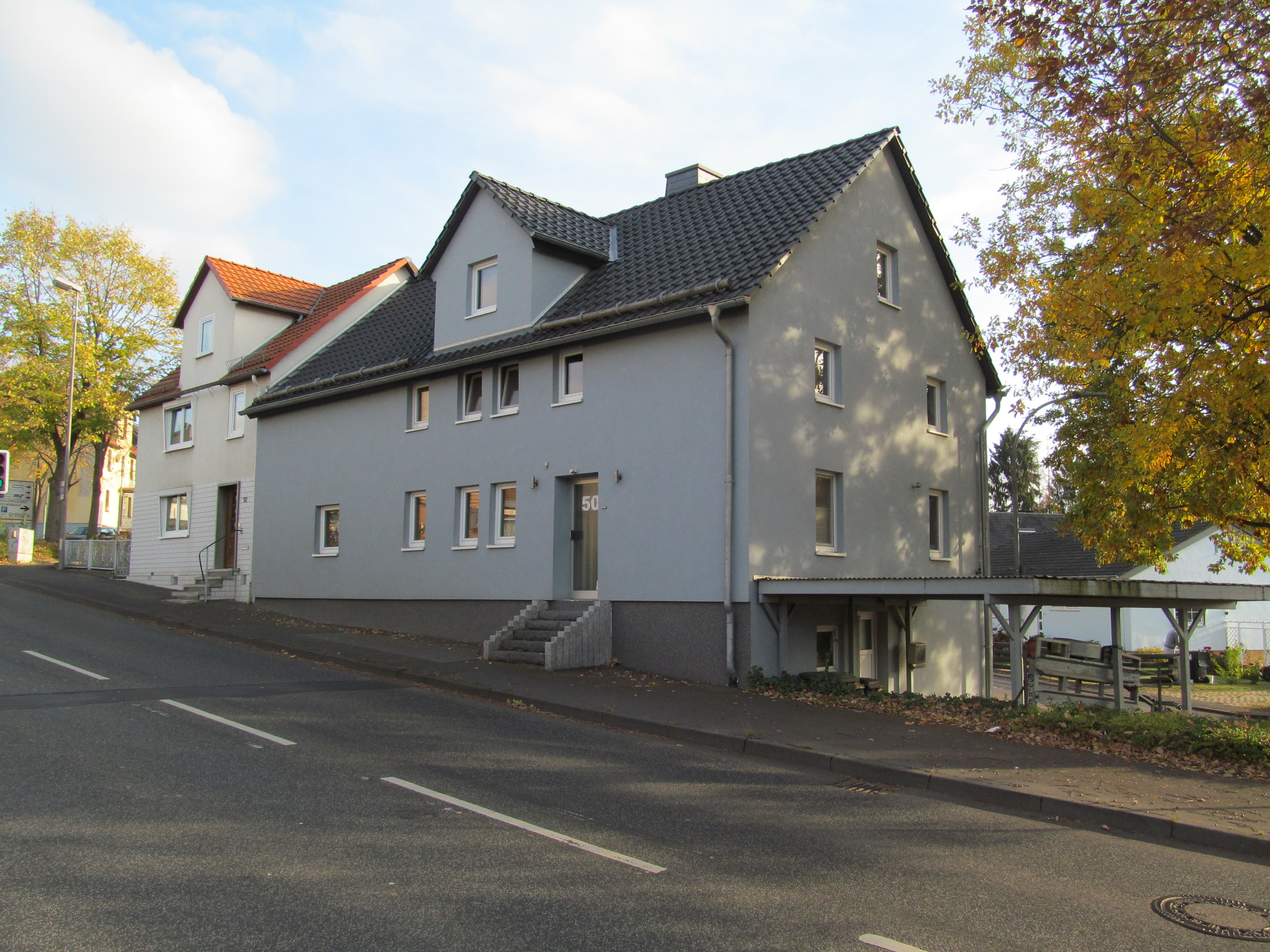
Crumbacher Straße 50
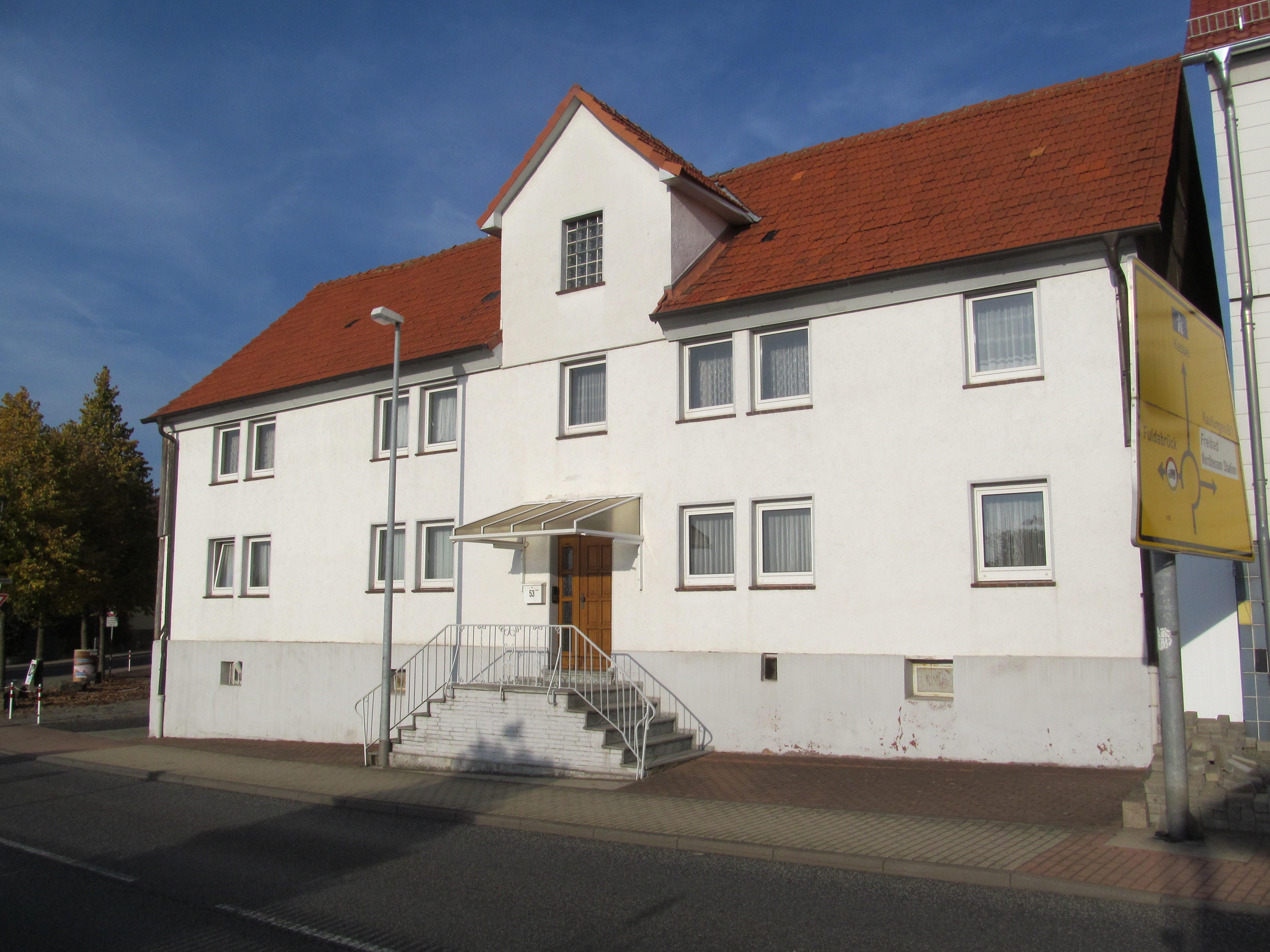
Crumbacher Straße 53
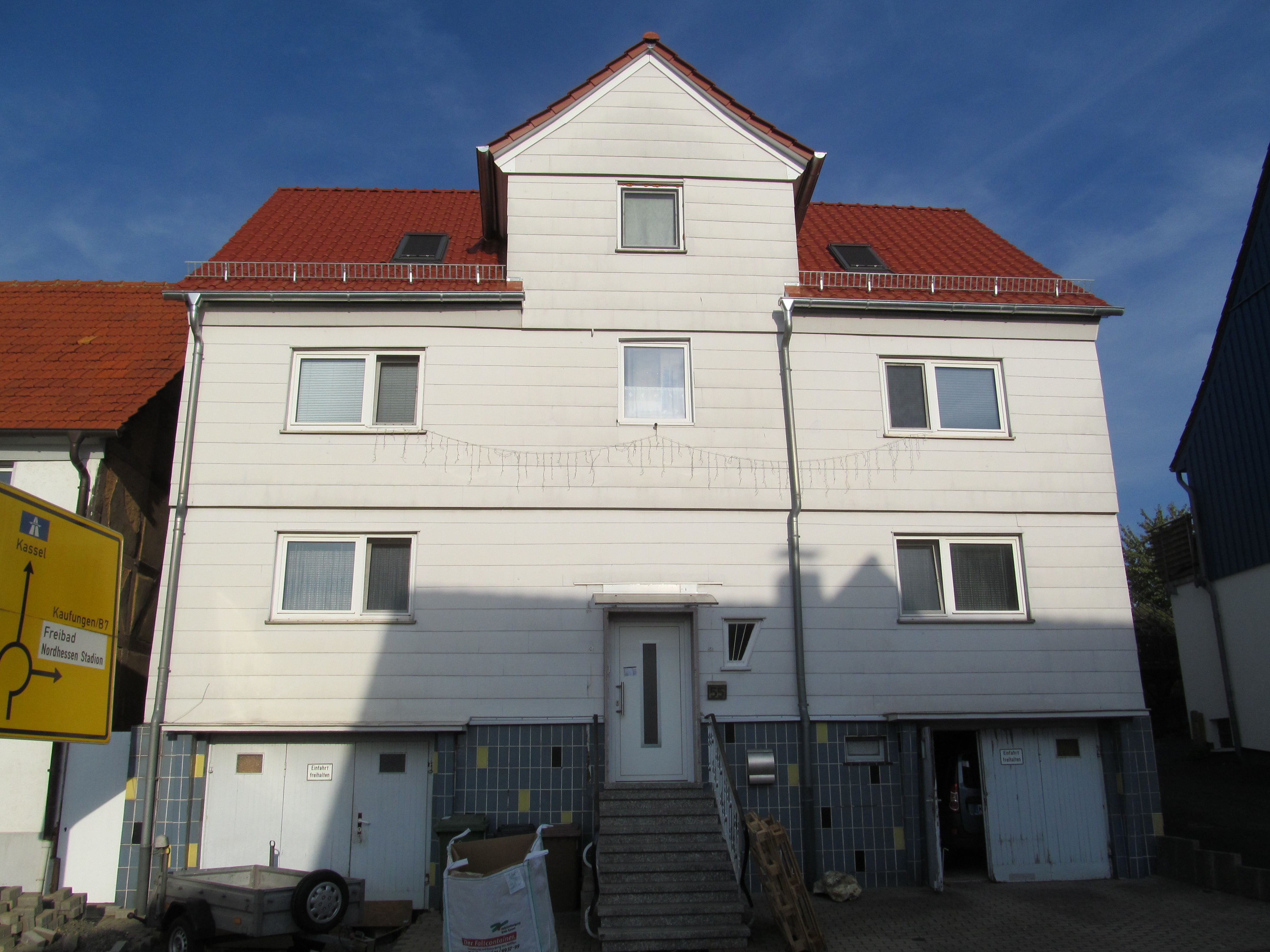
Crumbacher Straße 55
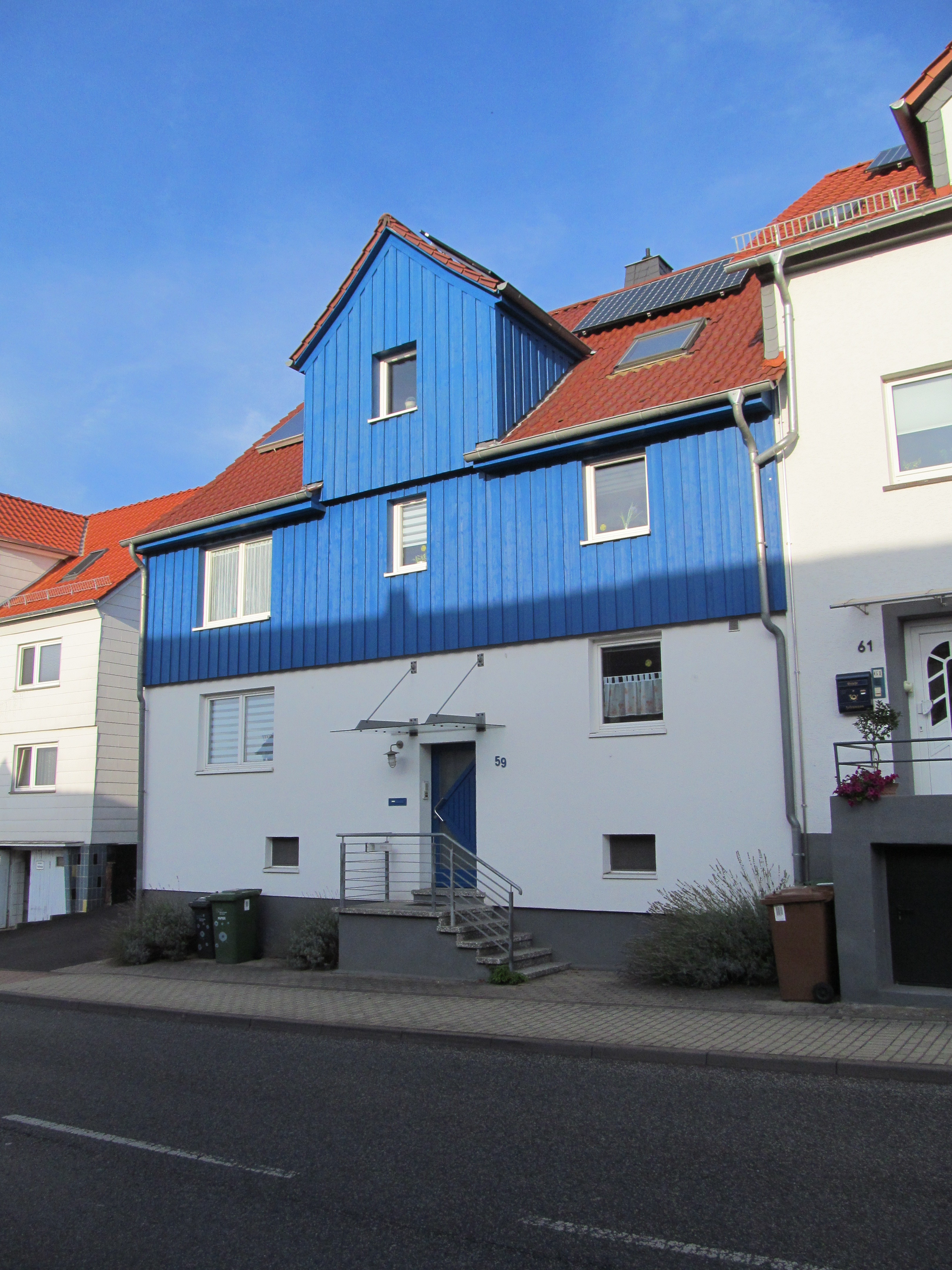
Crumbacher Straße 59
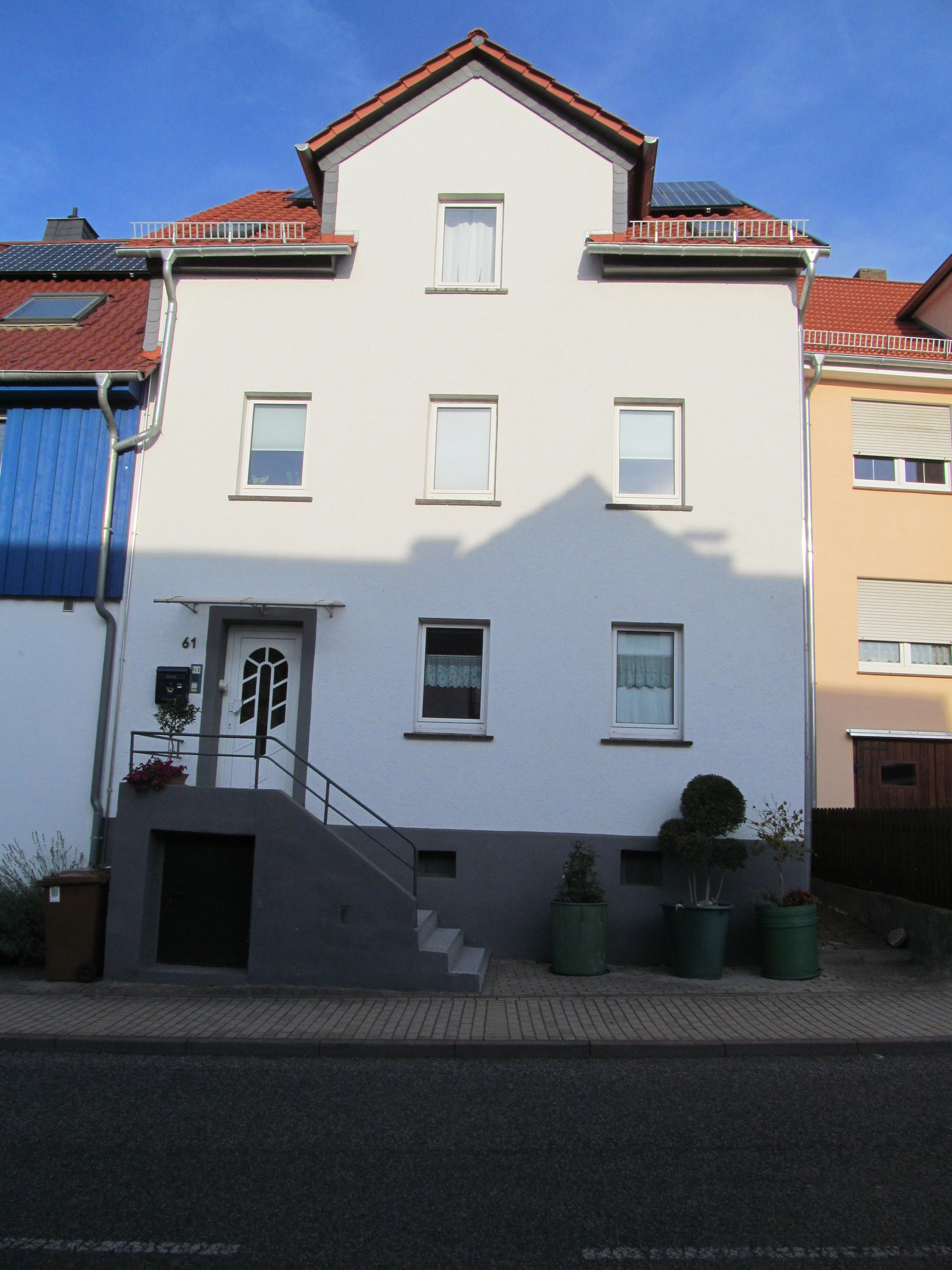
Crumbacher Straße 61
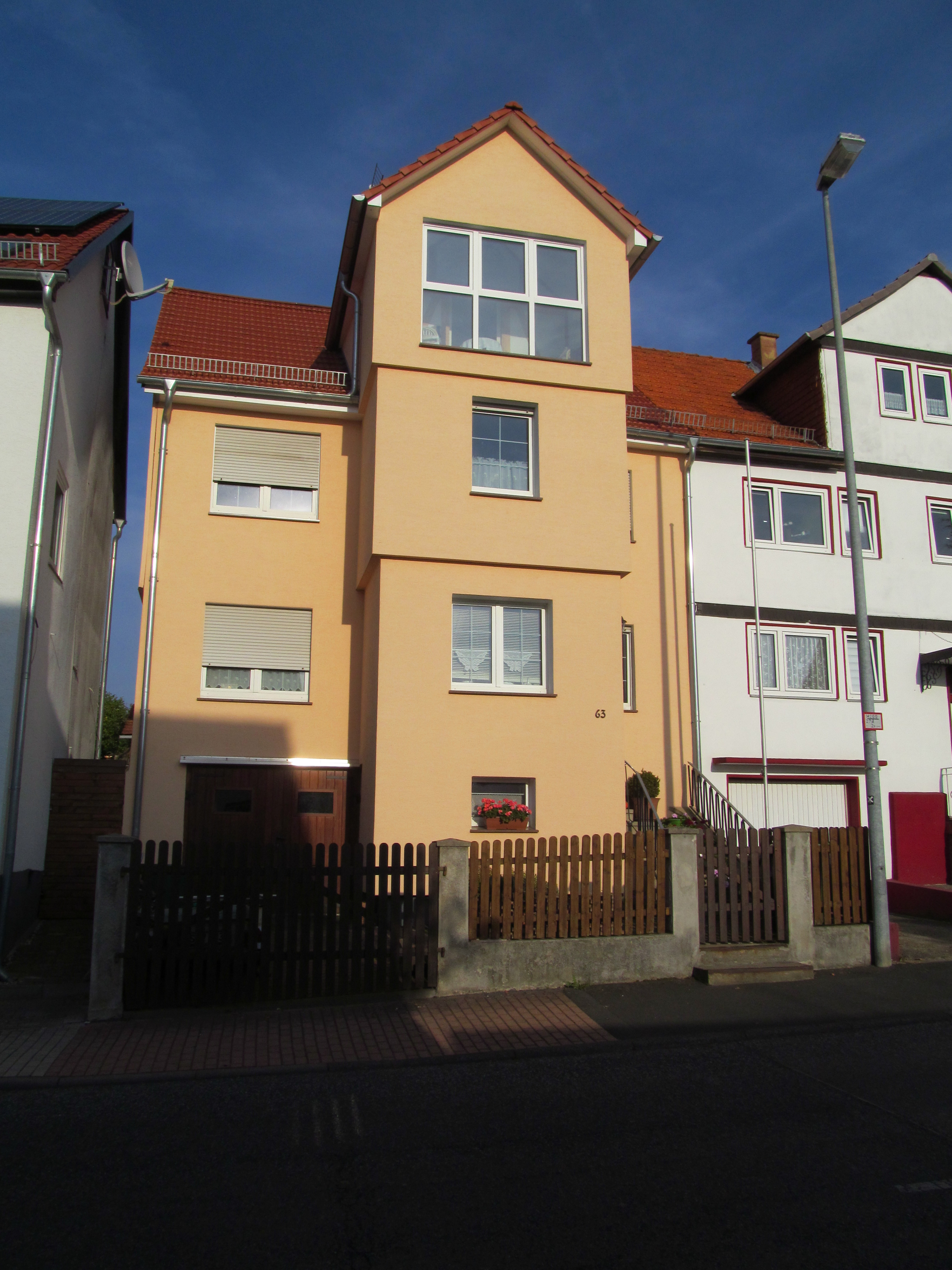
Crumbacher Straße 63
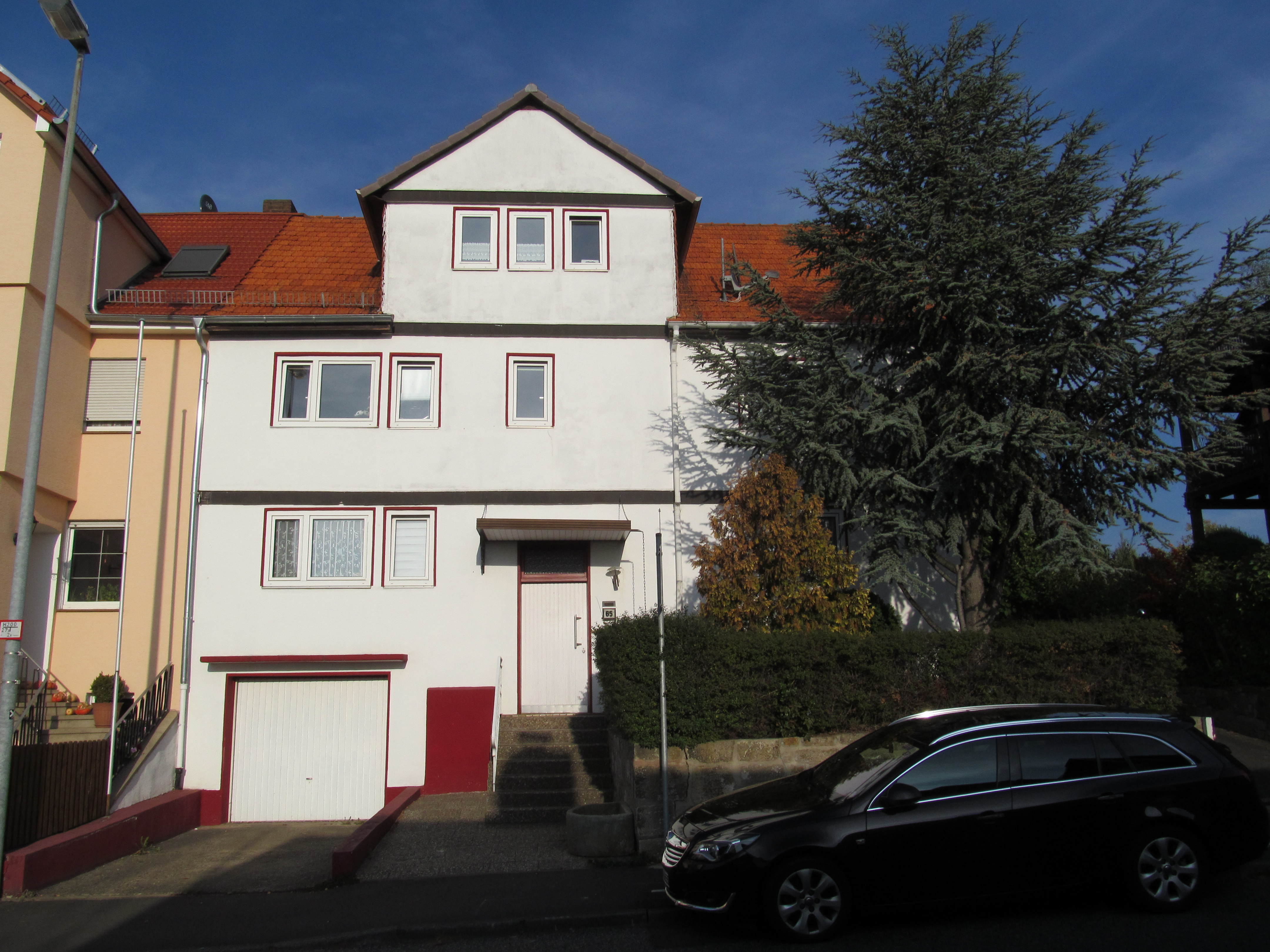
Crumbacher Straße 65
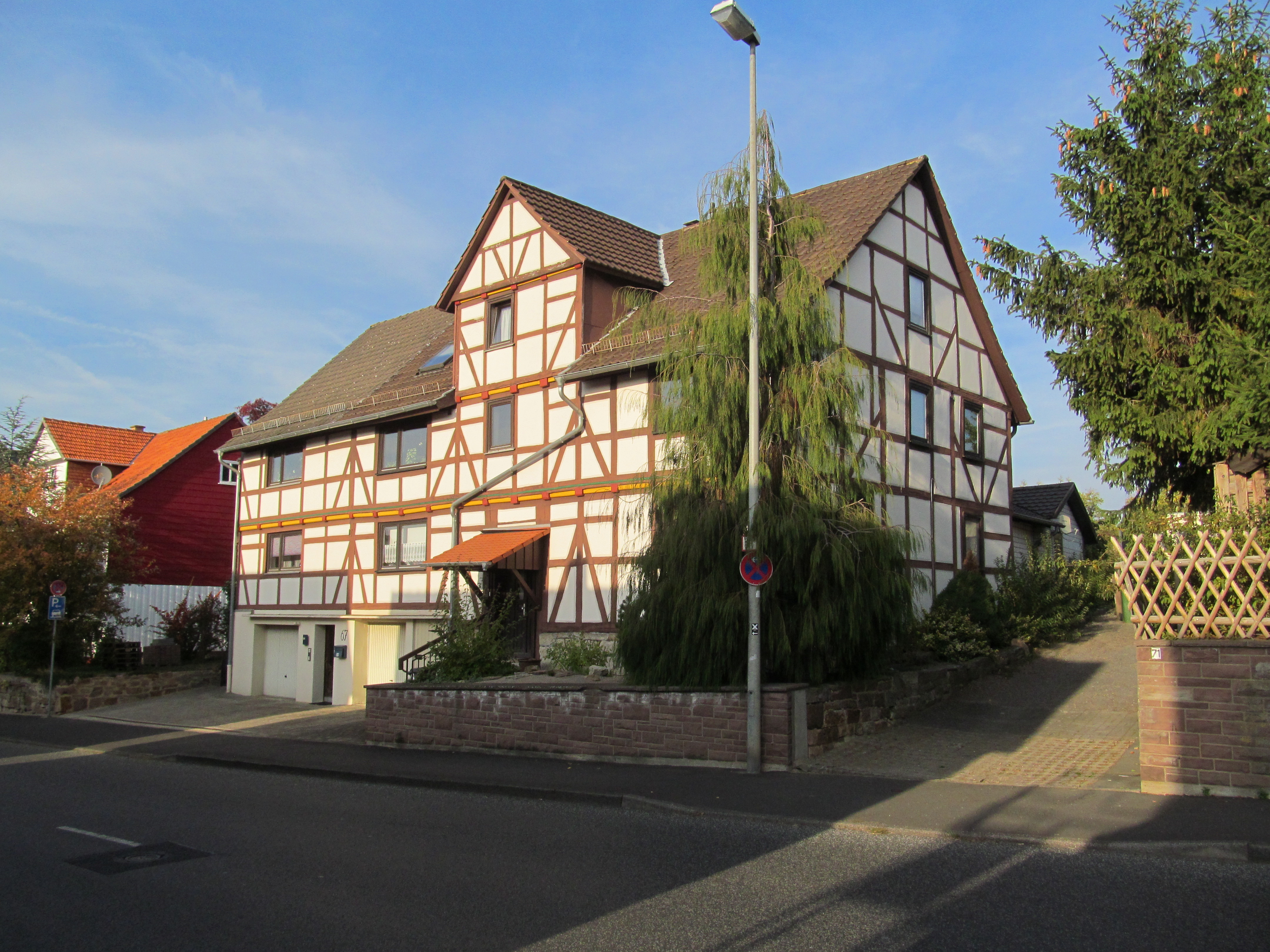
Crumbacher Straße 67
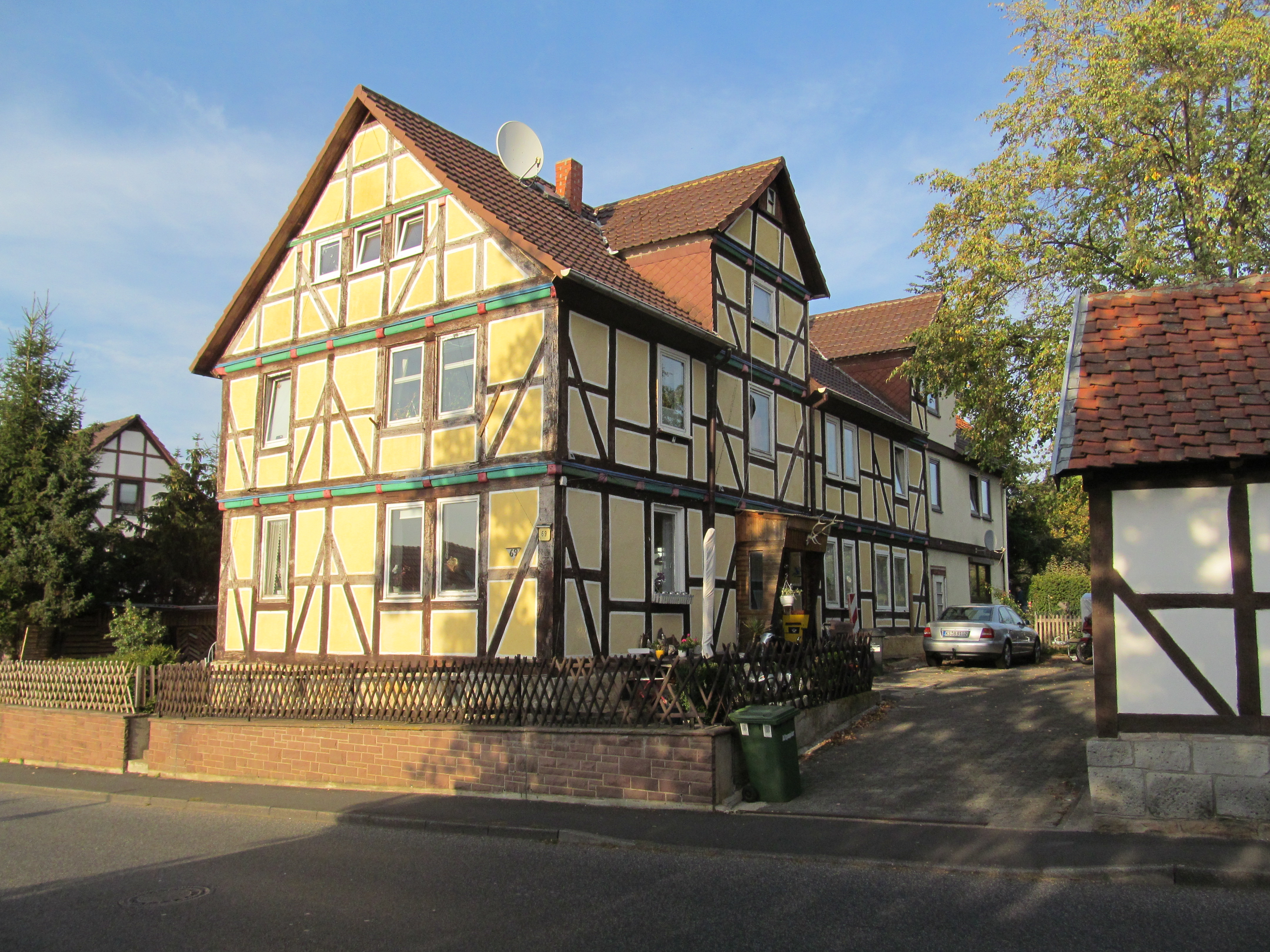
Crumbacher Straße 69
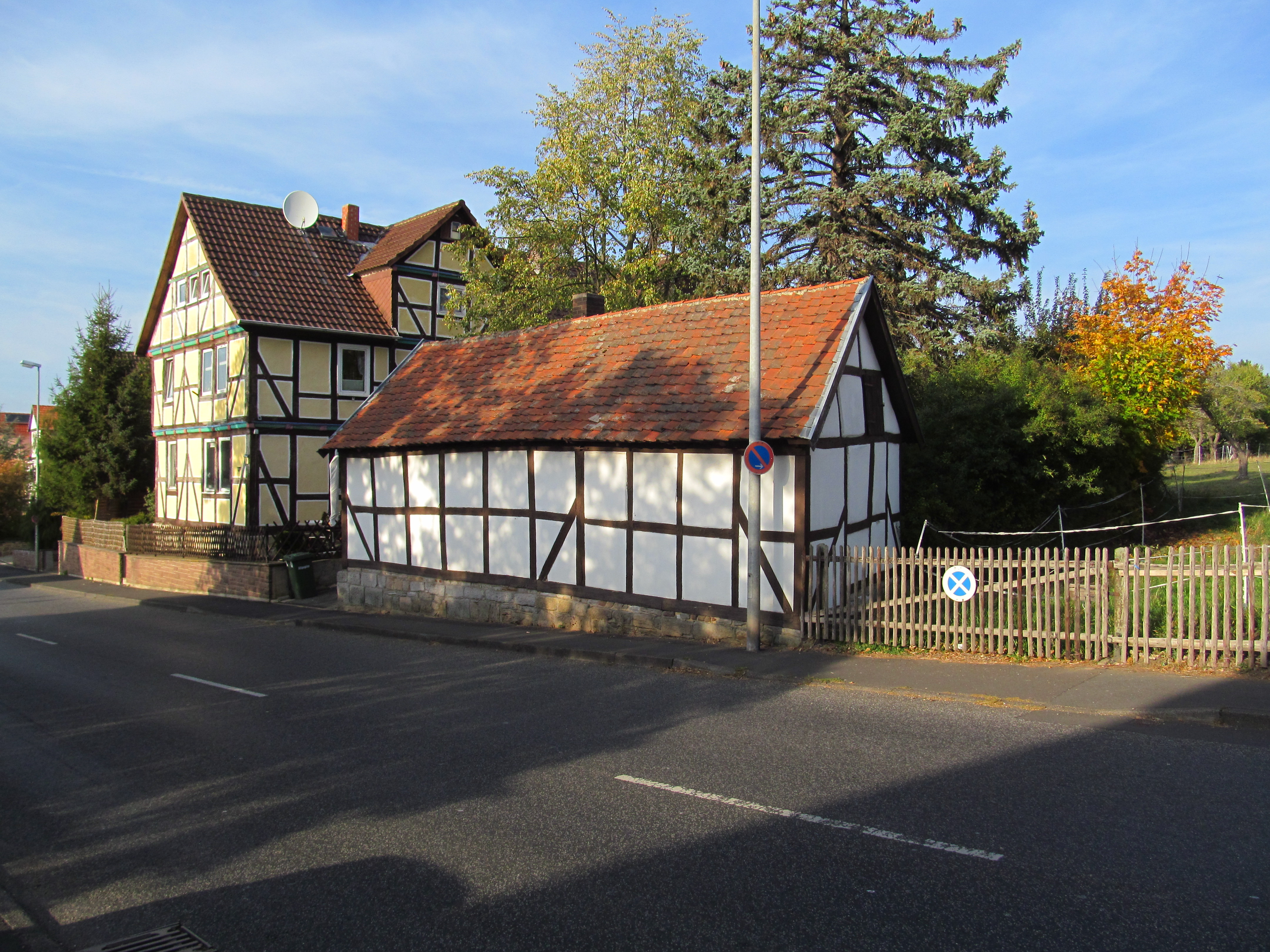
Crumbacher Straße (73)
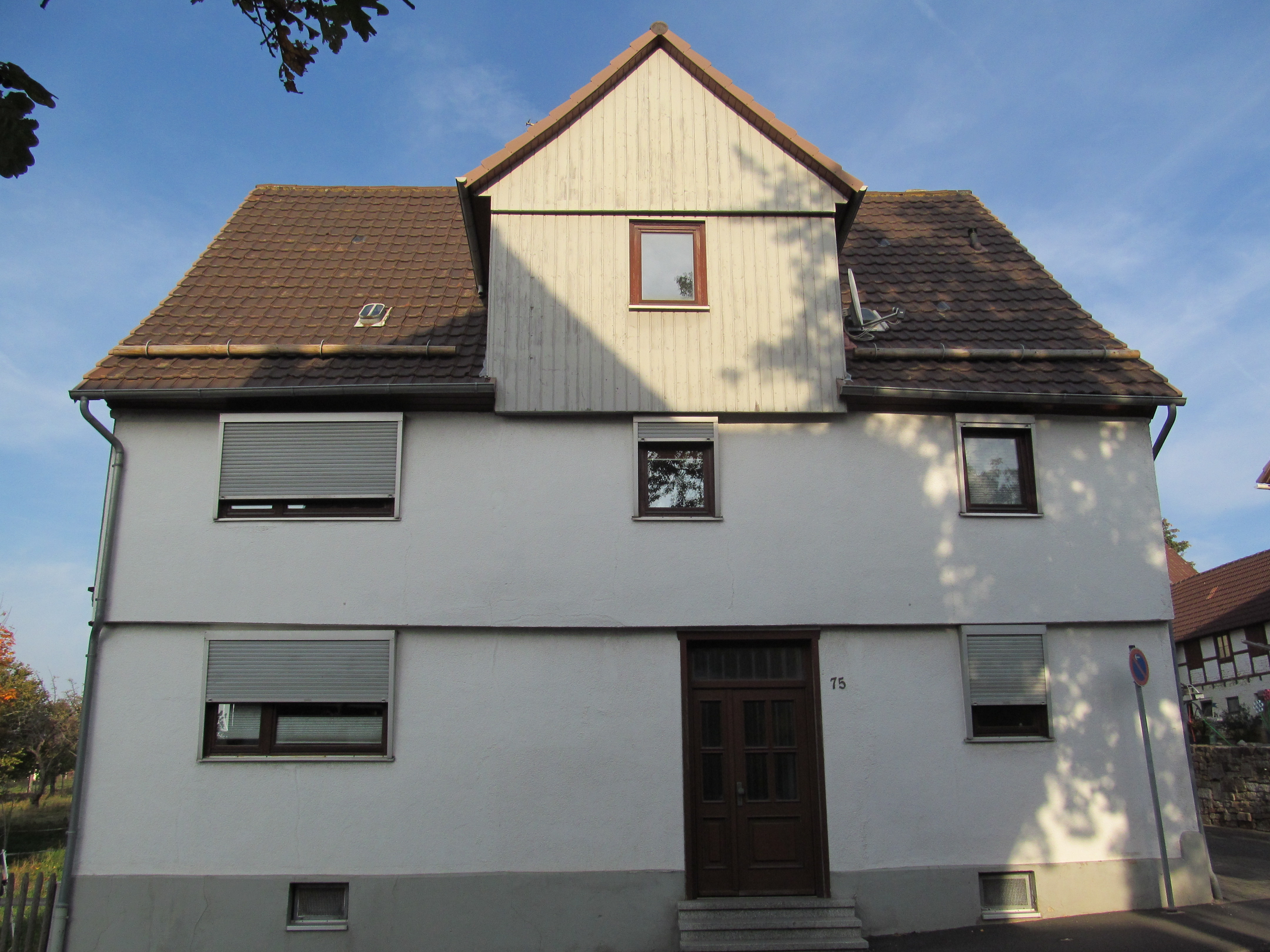
Crumbacher Straße 75
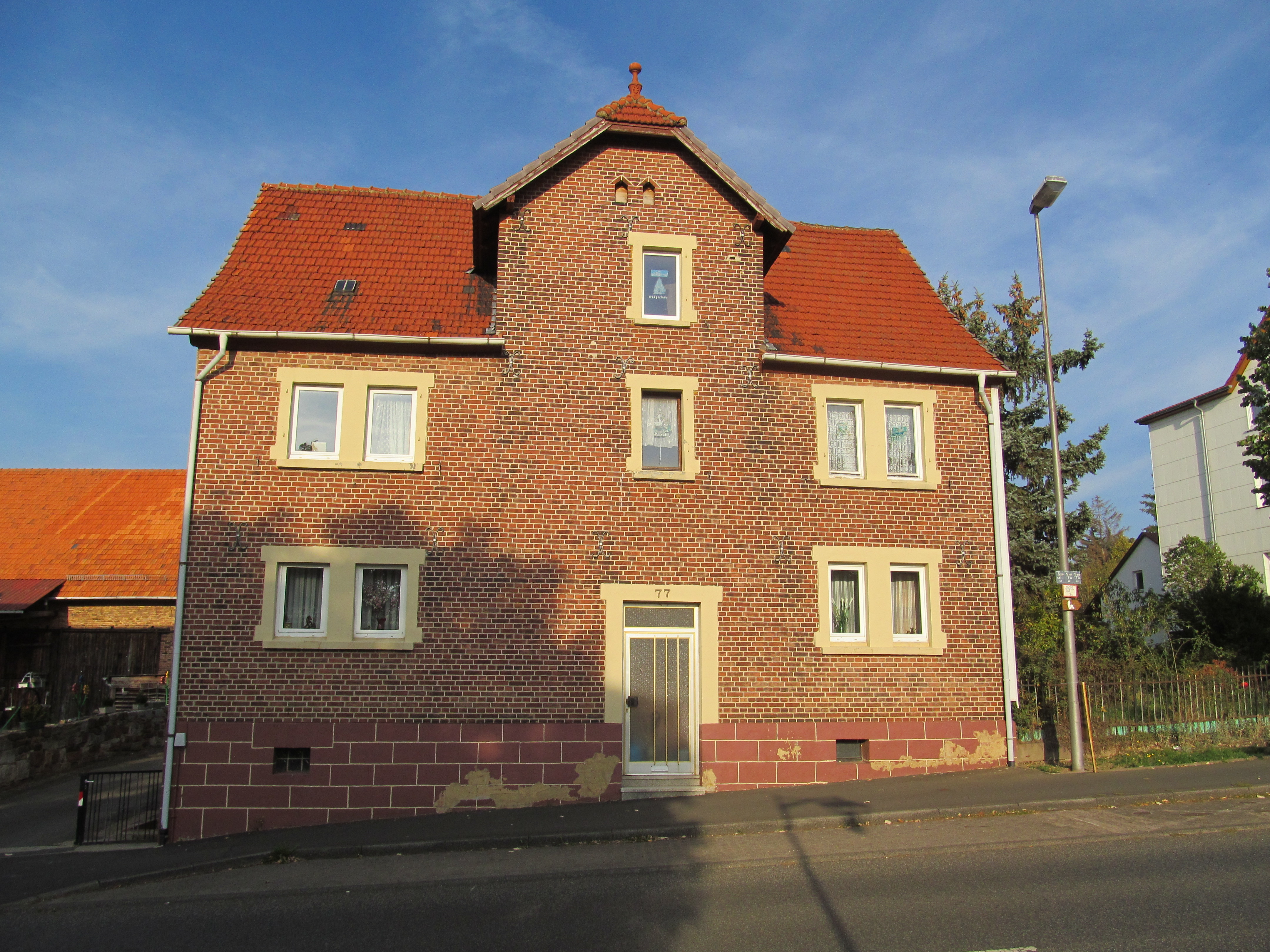
Crumbacher Straße 77
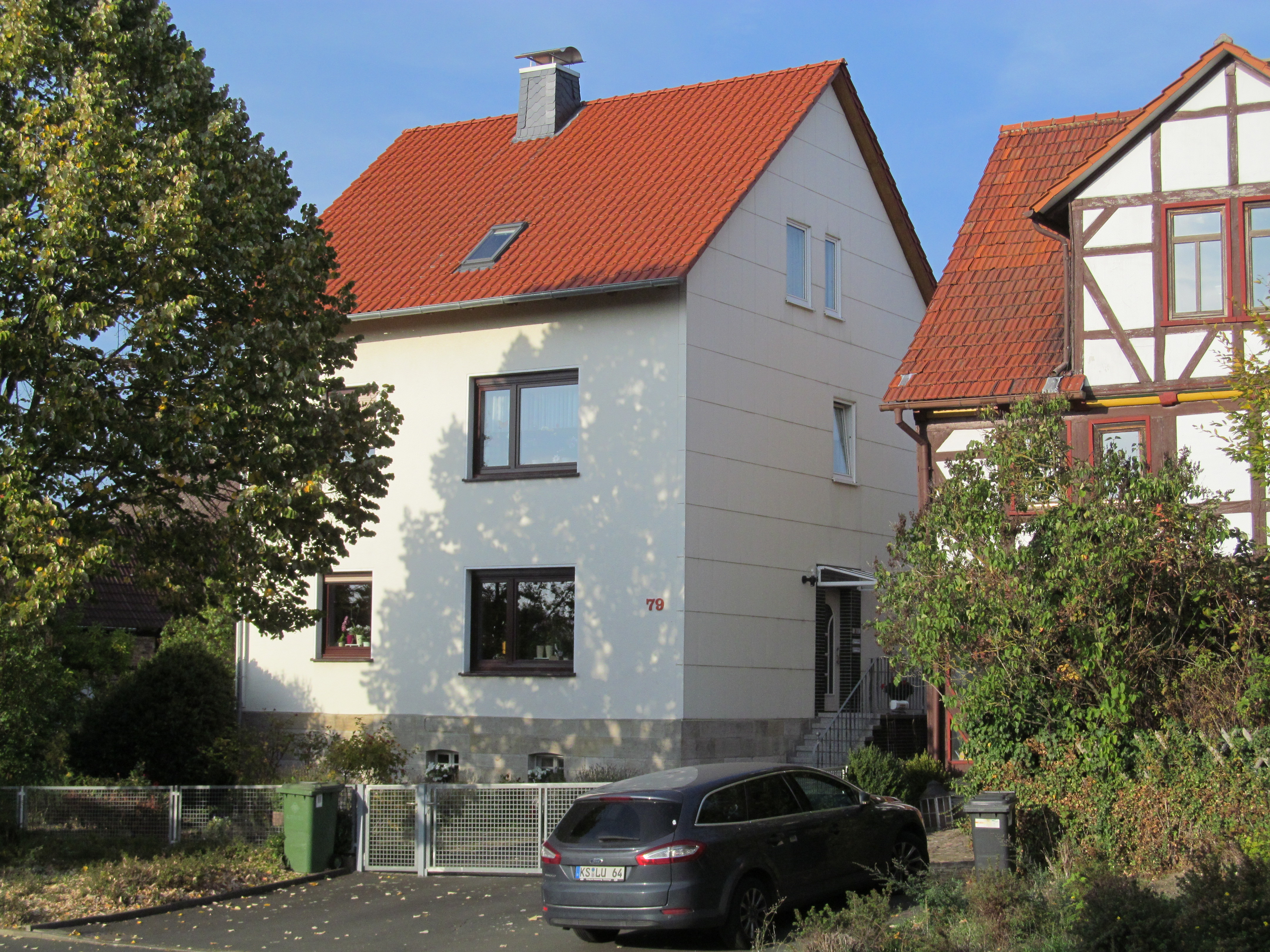
Crumbacher Straße 79
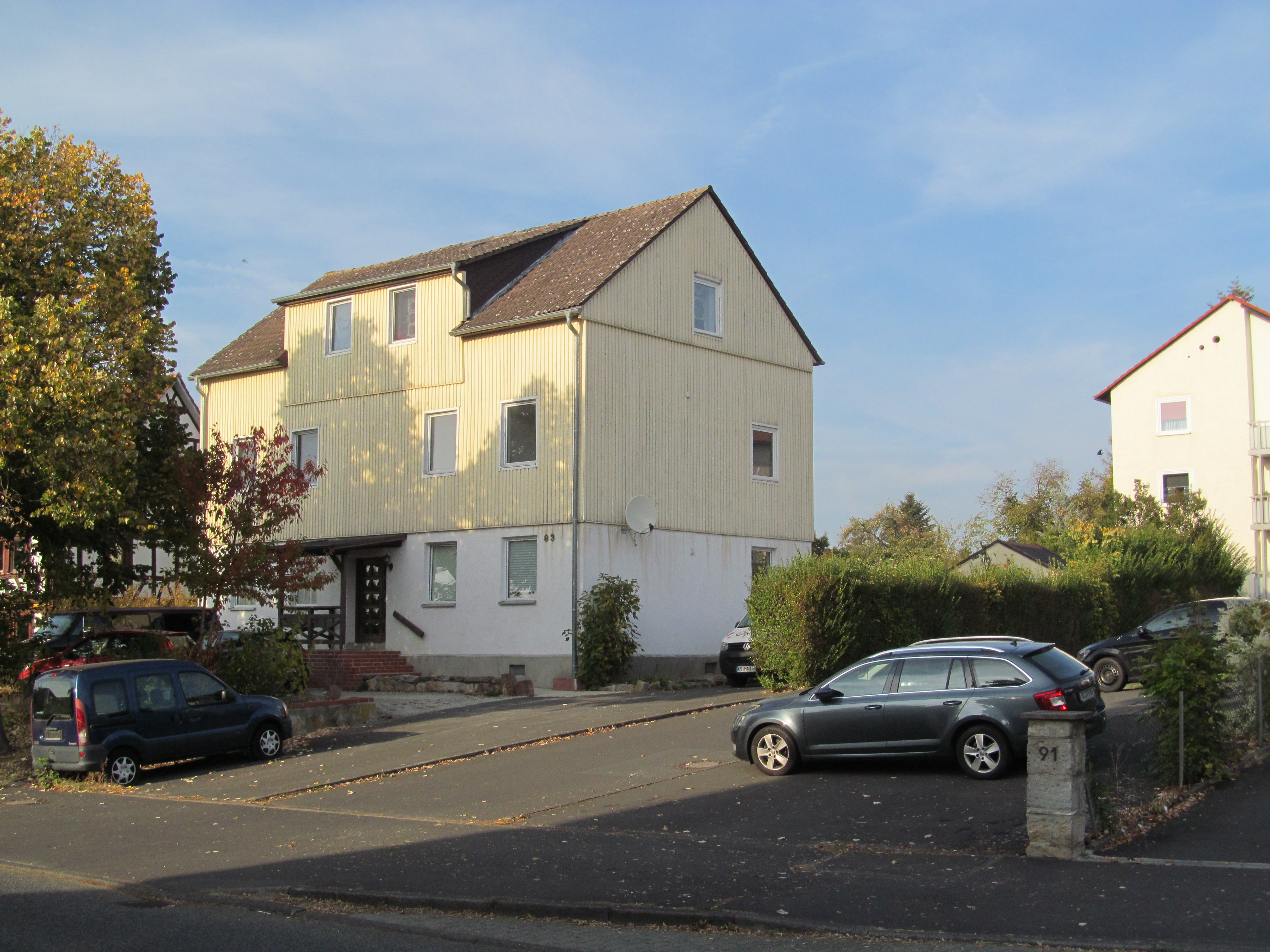
Crumbacher Straße 83
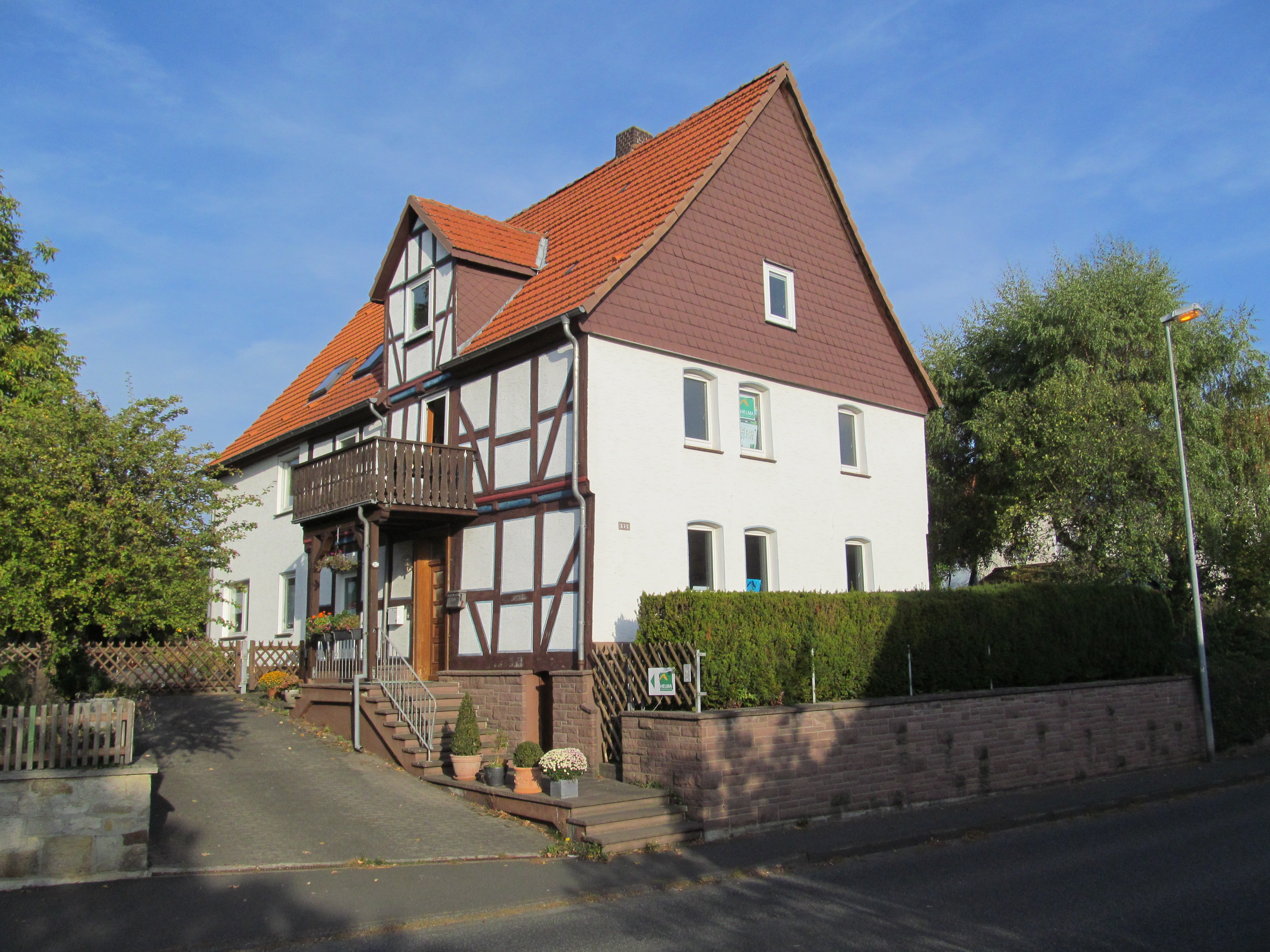
Crumbacher Straße 93
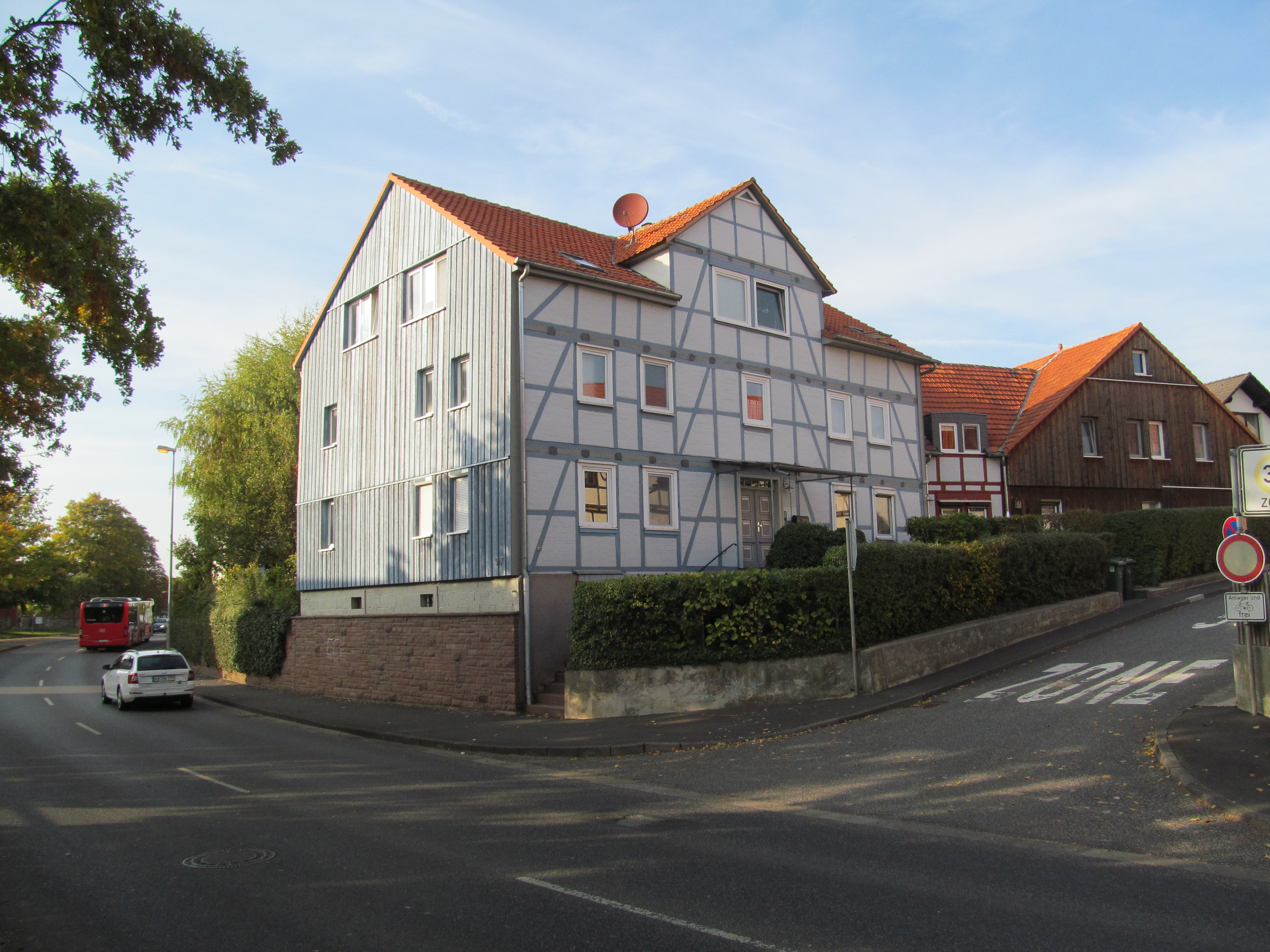
Crumbacher Straße 97
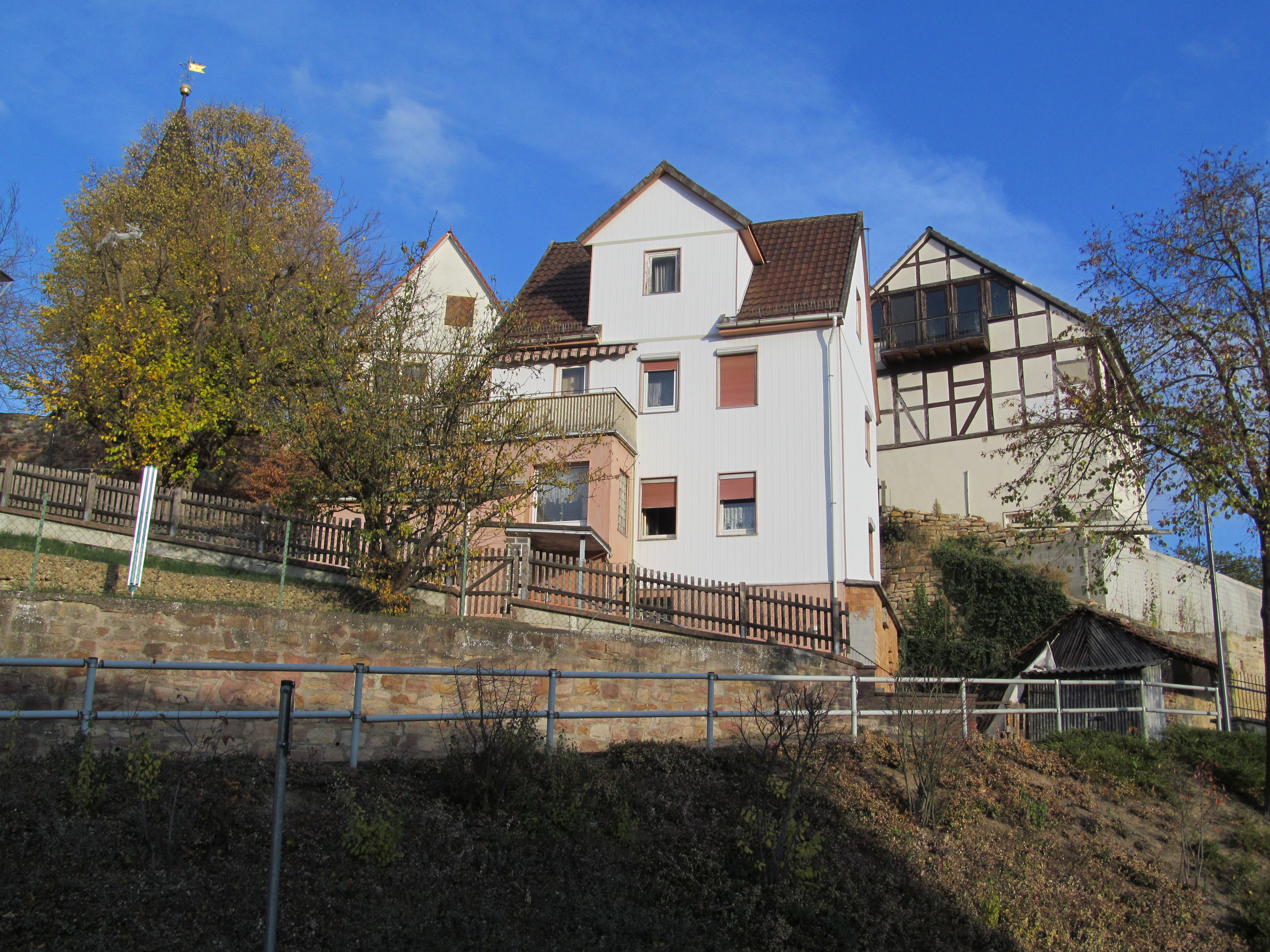
Fahrweg 1
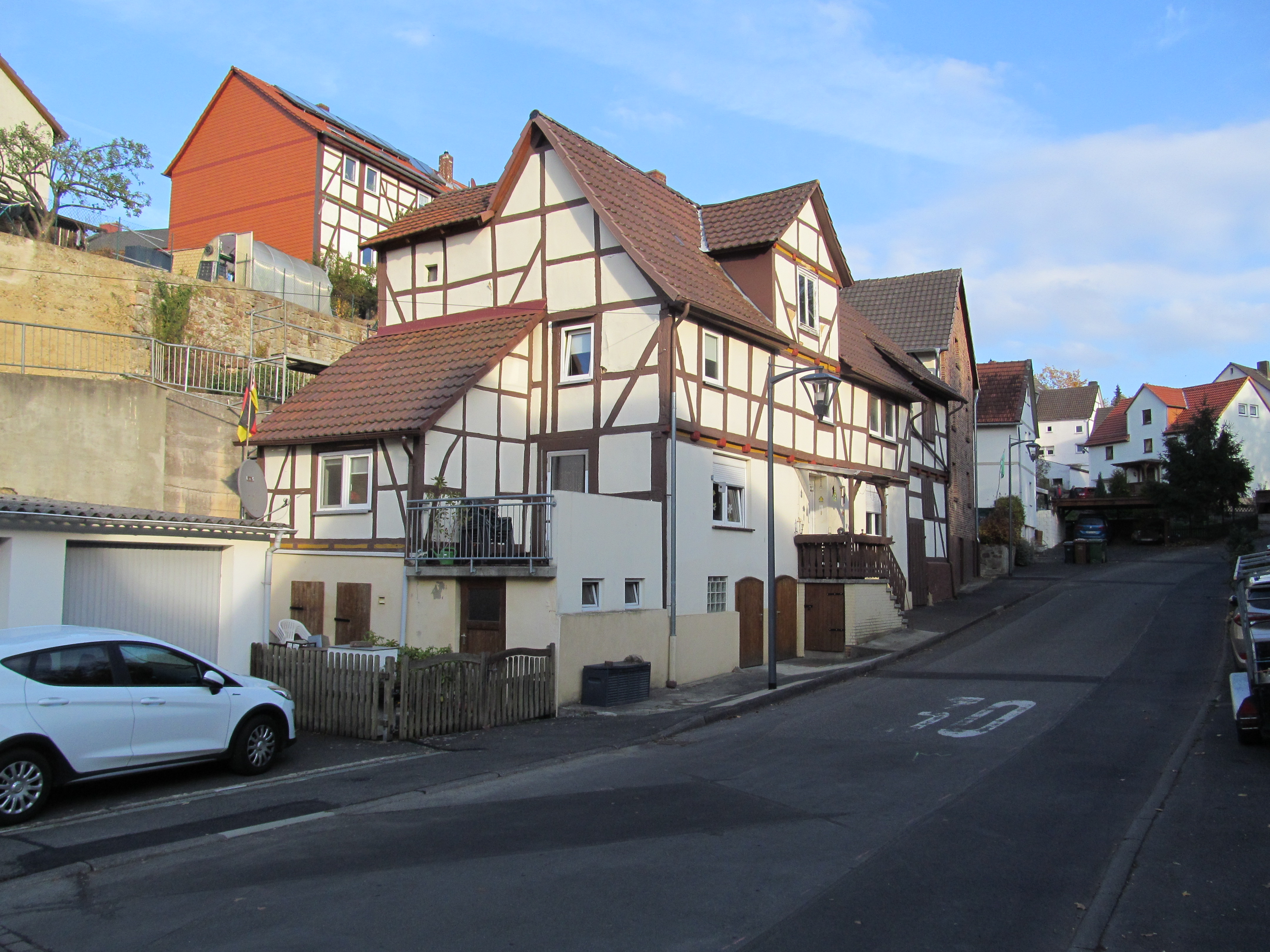
Im Alten Teich 1
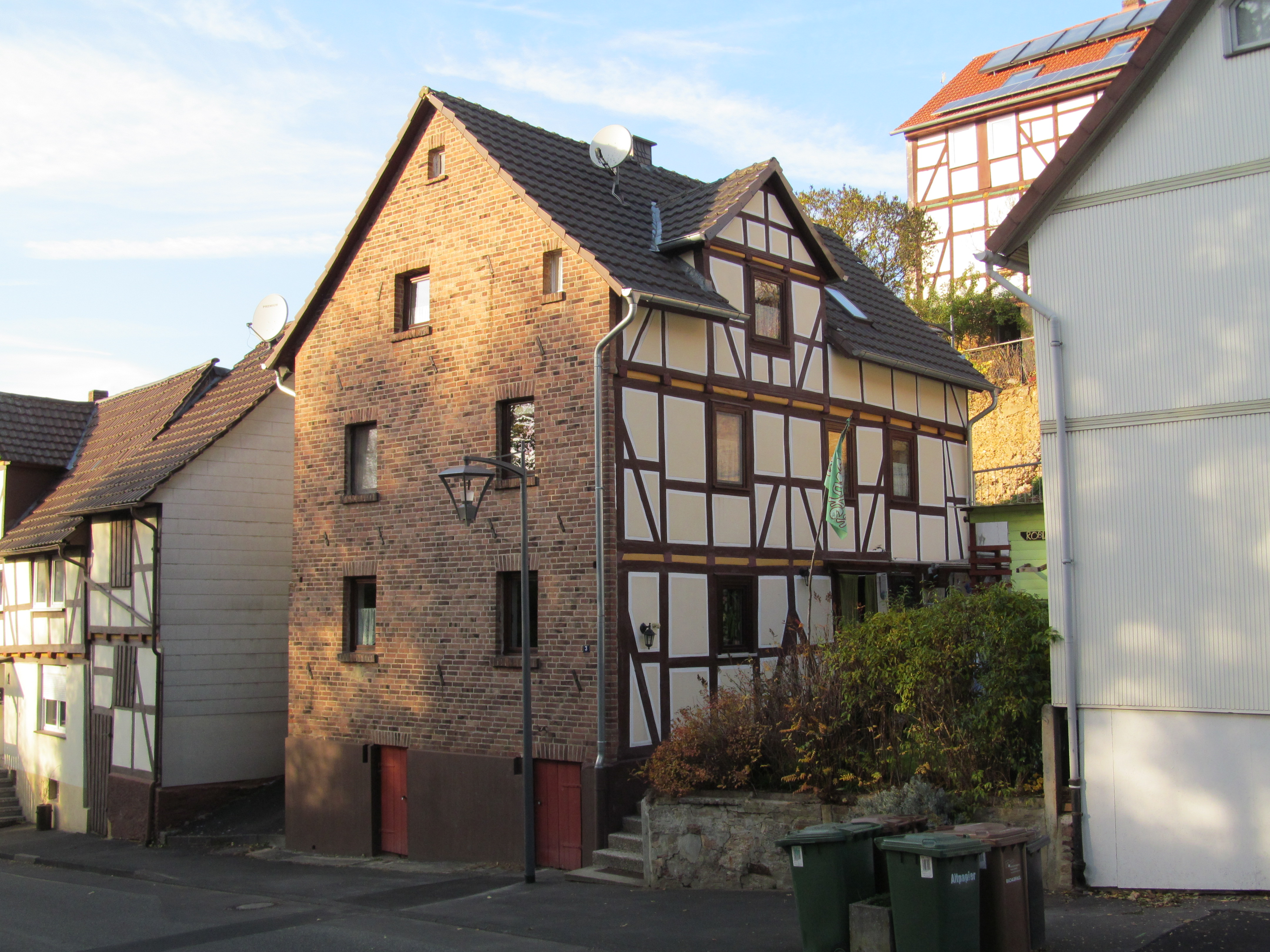
Im Alten Teich 3
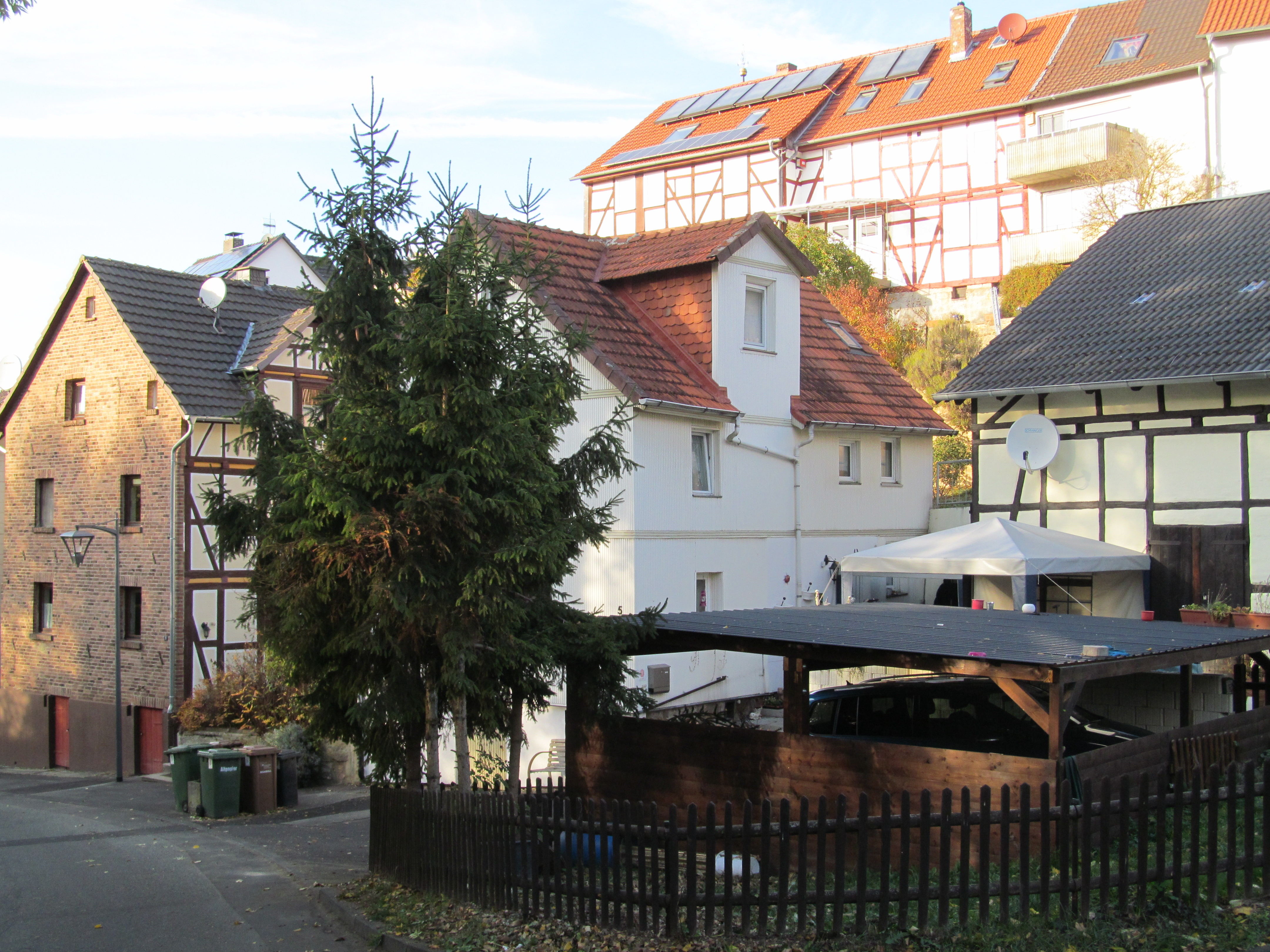
Im Alten Teich 5
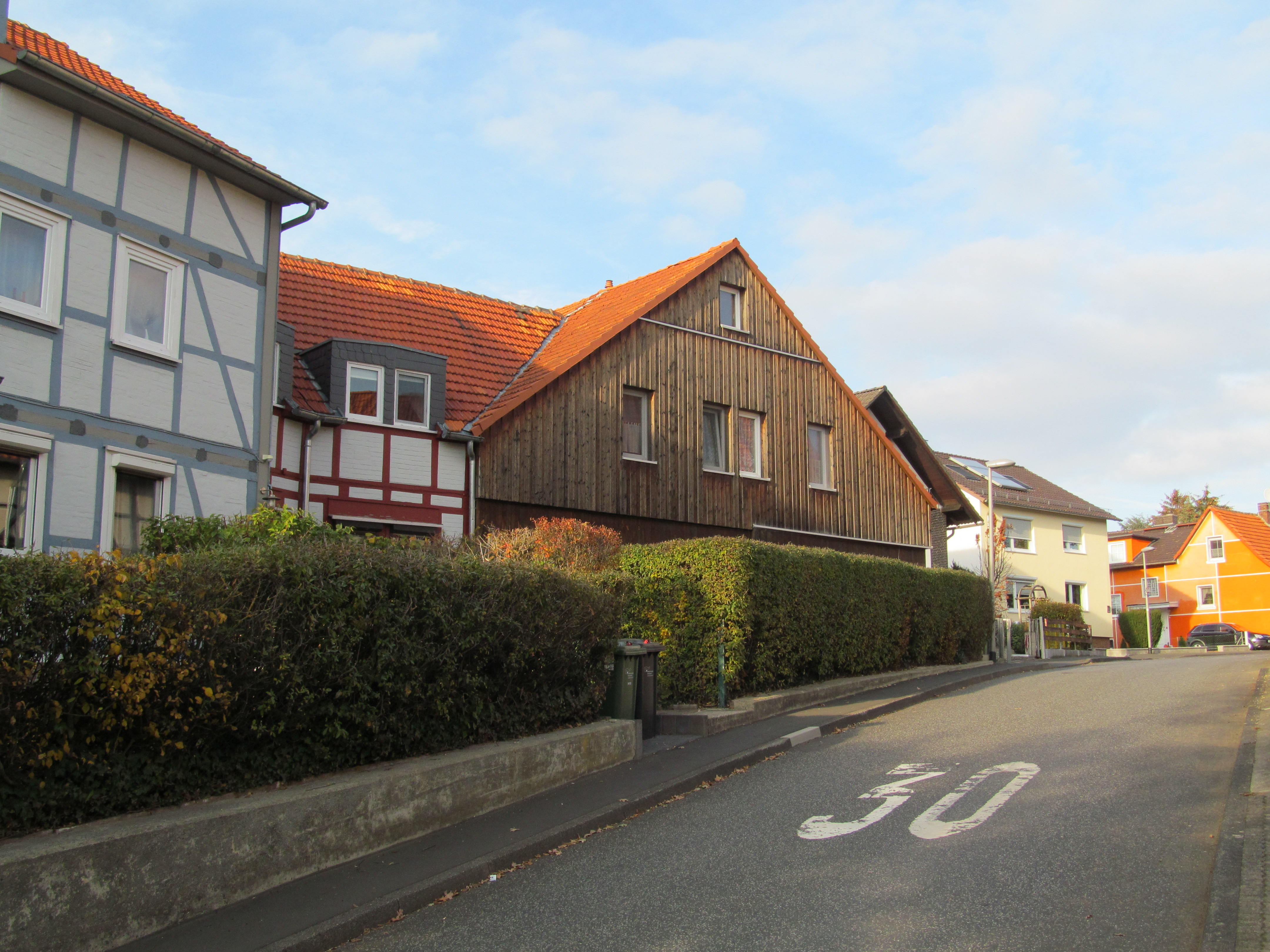
Jahnstraße 1
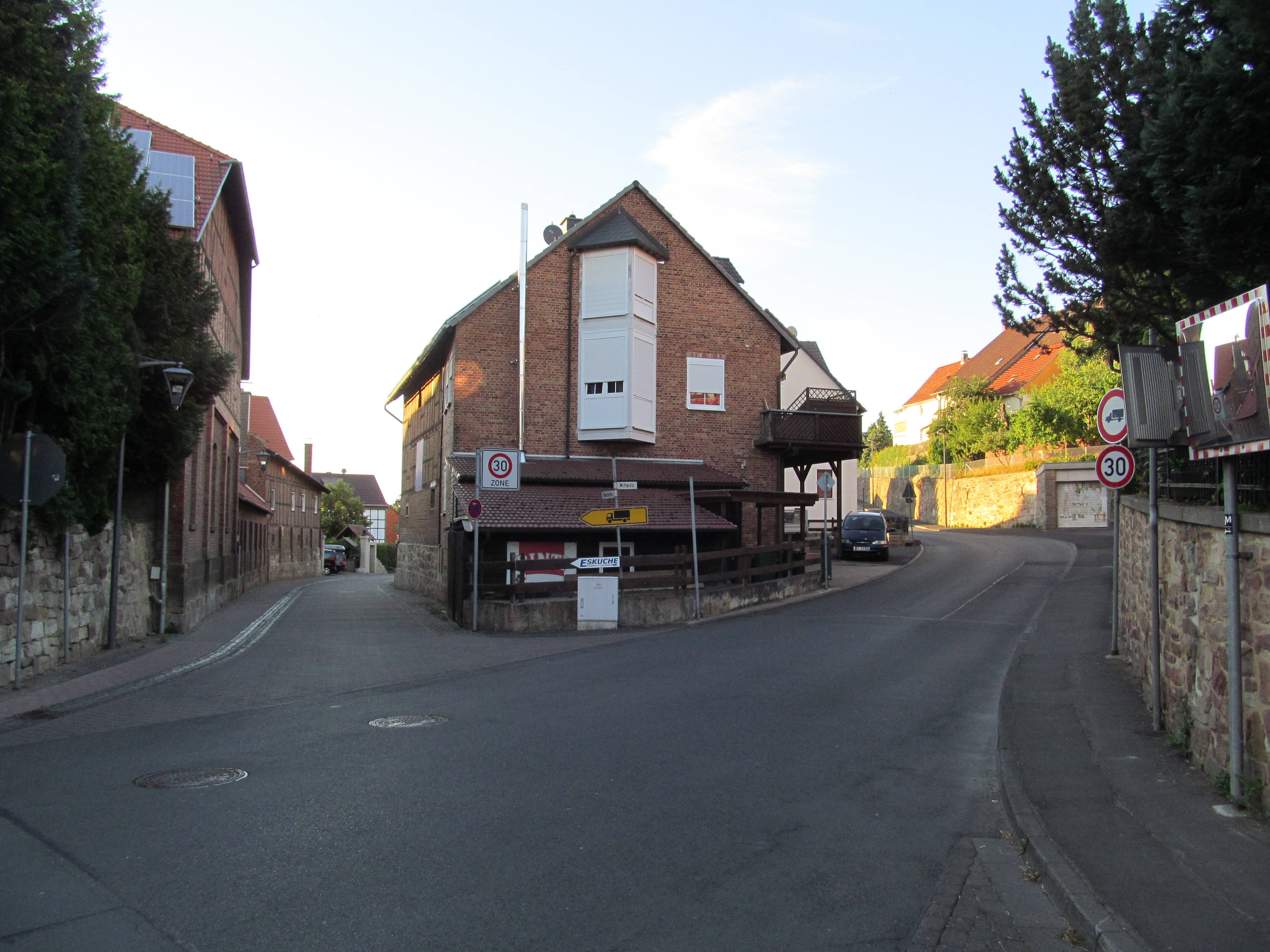
Mittelstraße 8
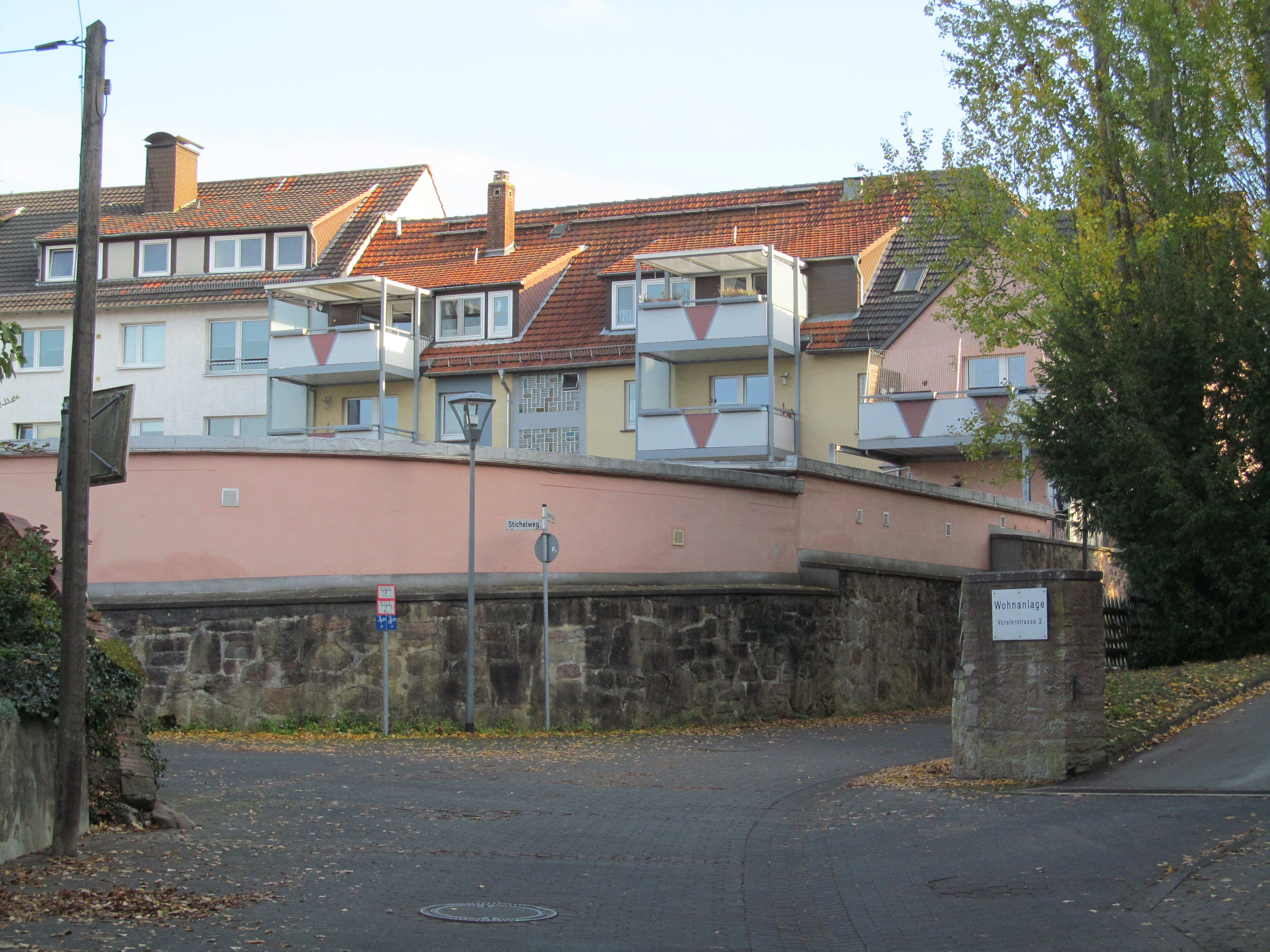
Stichelweg 7
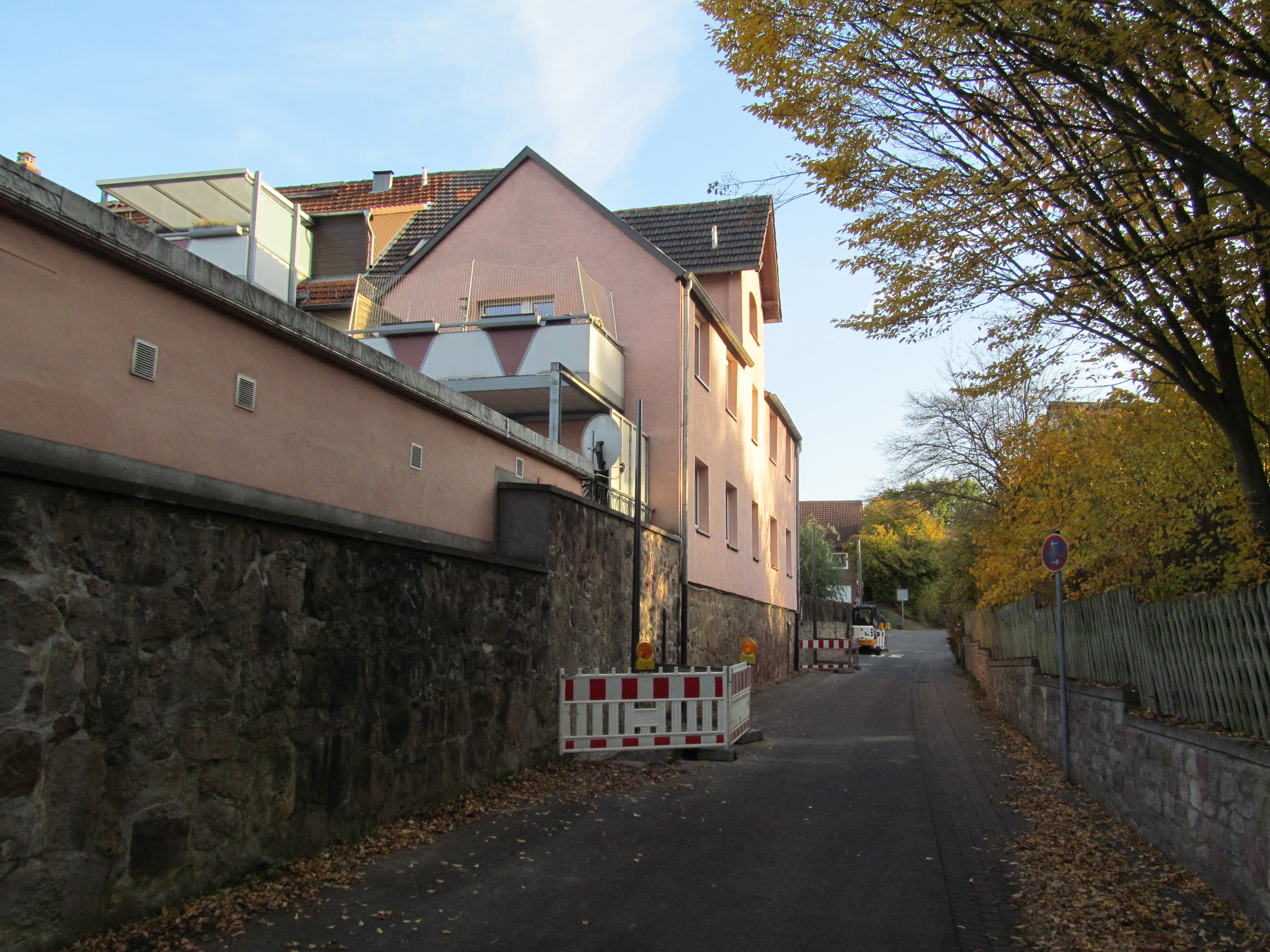
Stichelweg 9
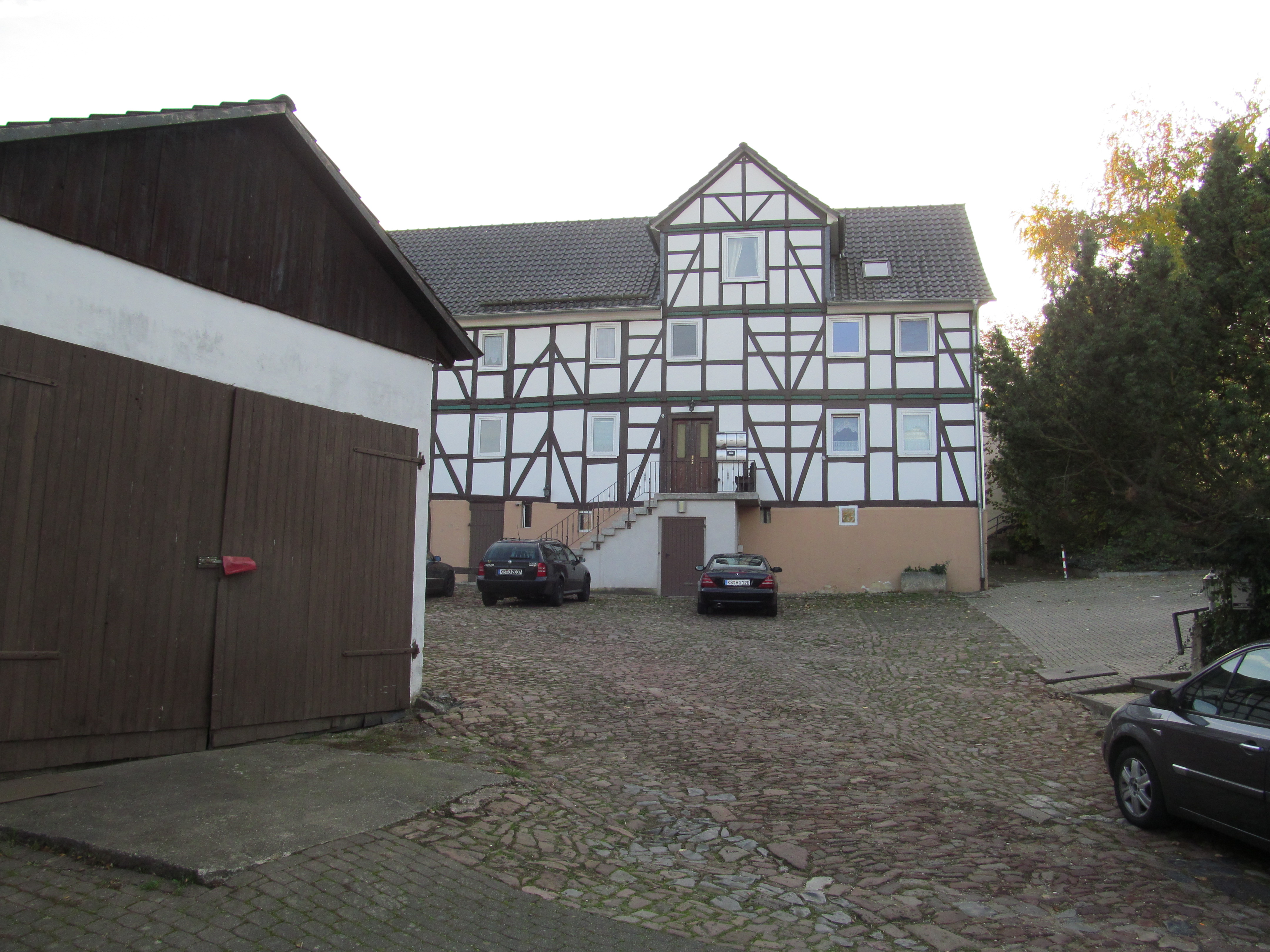
Vorsterstraße 6
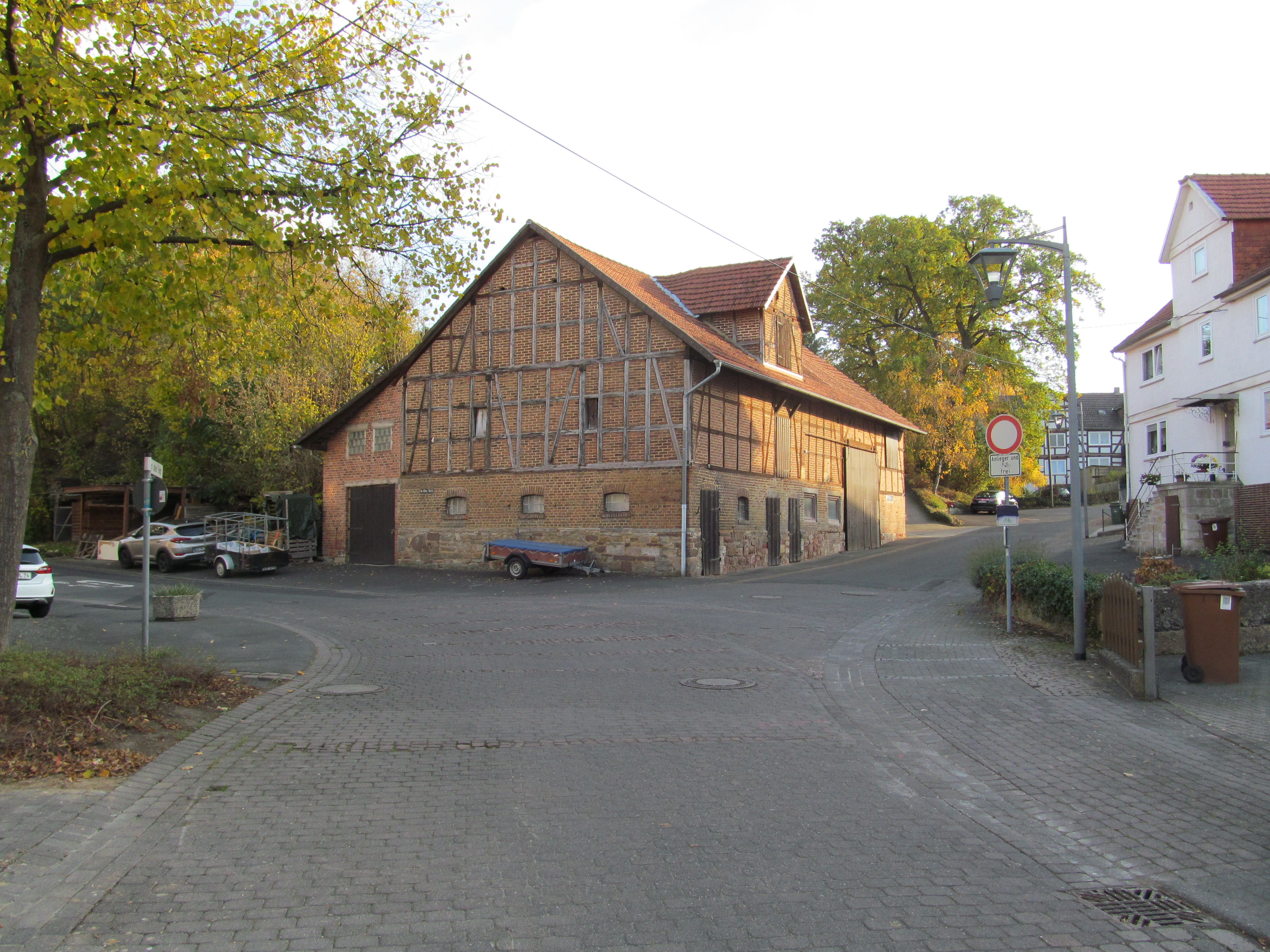
Wälzebachstraße 1
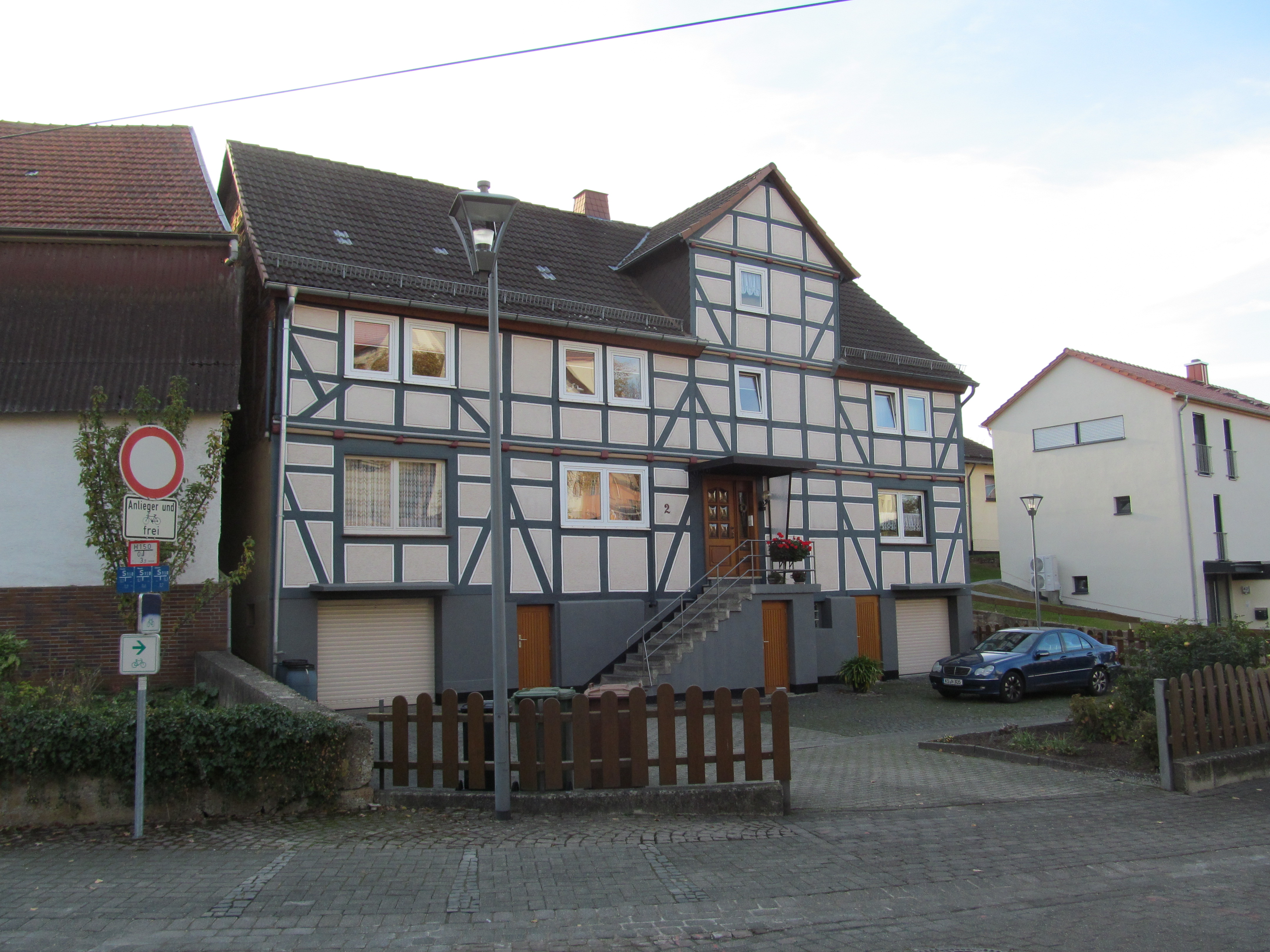
Wälzebachstraße 2
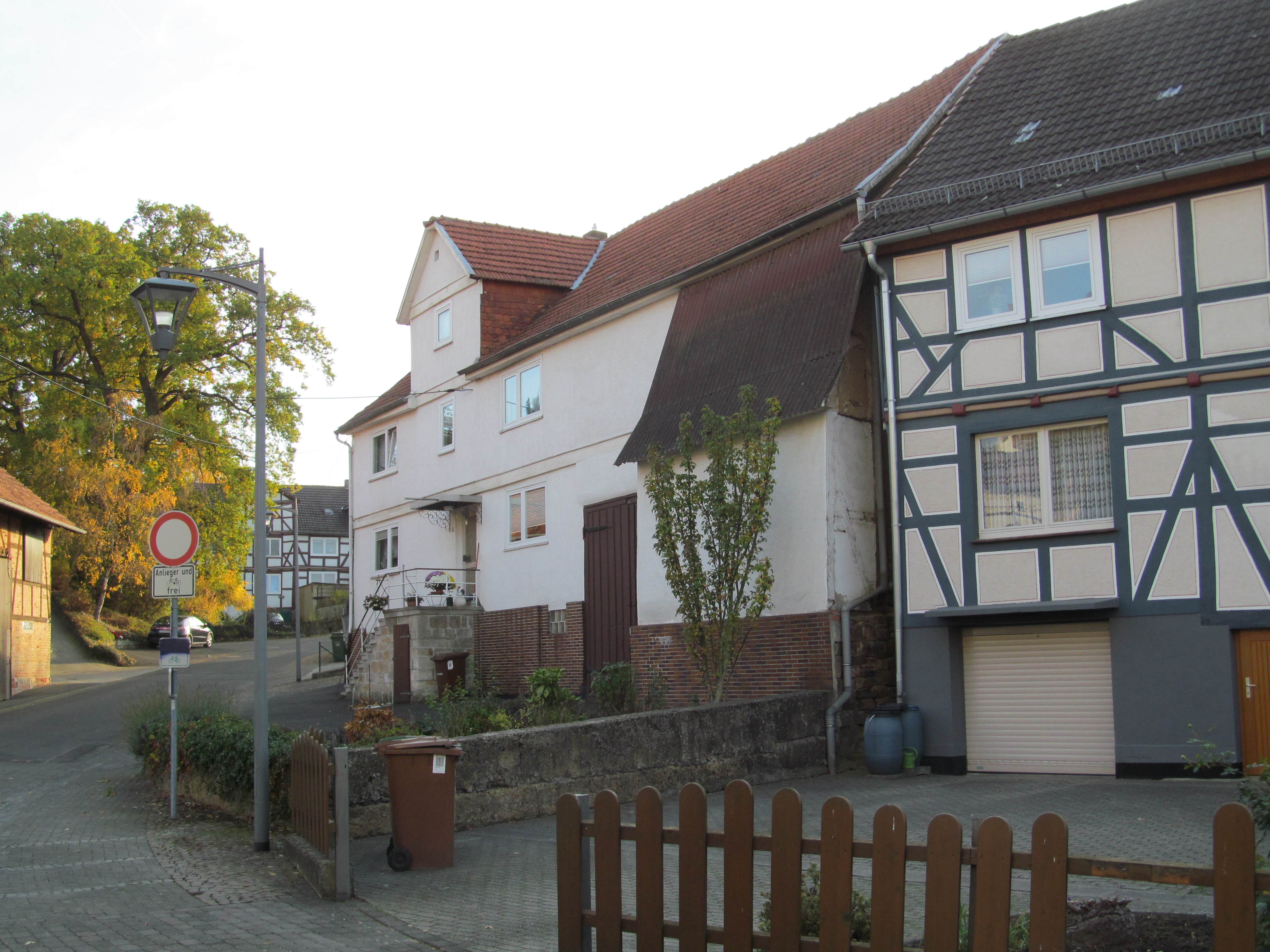
Wälzebachstraße 4
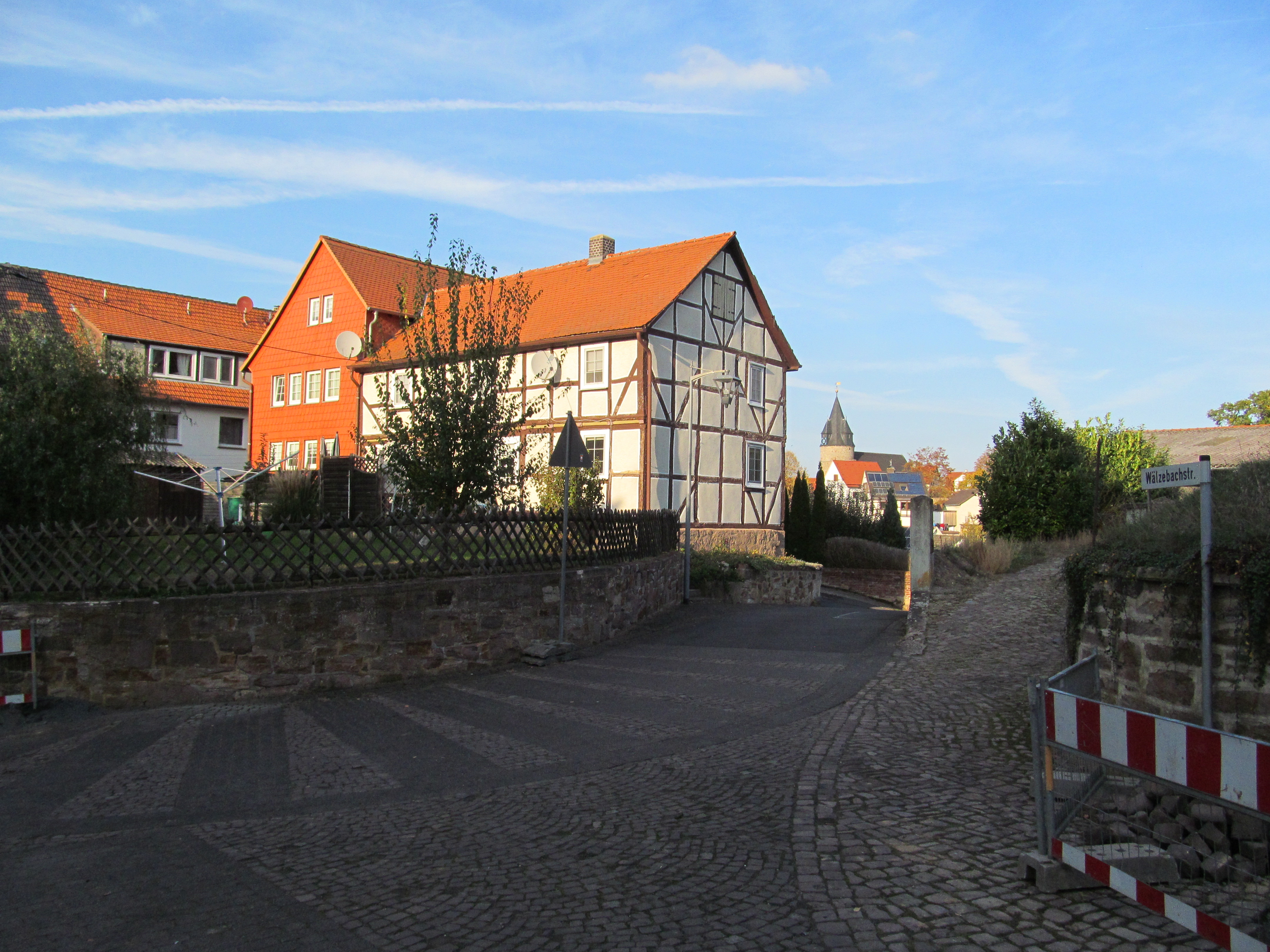
Wälzebachstraße 6

## Vollmarshausen

### Gesamtanlage historischer Ortskern
| Bild                                                                                           | Bezeichnung                                                                                    | Lage                                                          | Beschreibung | Bauzeit                                       | Daten |
| ---------------------------------------------------------------------------------------------- | ---------------------------------------------------------------------------------------------- | ------------------------------------------------------------- | --- | --------------------------------------------- | ----- |
| Bild gesucht BW                                                                                | Gesamtanlage Vollmarshausen                                                                    | Lage                                                          | Brunnenstraße 1, 1a, 1b, 1c, 5–31, 35, 2–10; Graben 2–12; Hintergasse 1–9, 2–34; Kasseler Straße 1, 1a, 3–9, 13–17, 29–33, 2–8, 14–16; Kaufunger Straße 1–3, 2–4; Kirchgasse 1–5; Sellestraße 1–11; Vollmarshäuser Straße 1–23, 2–14; Welleröder Straße 1–7, 4–26 |                                               |       |
| rechtes Wohngebäude einer dreiseitigen Hofanlage Brunnenstraße 1                               | rechtes Wohngebäude einer dreiseitigen Hofanlage                                               | Brunnenstraße 1 LageFlur: 7, Flurstück: 78/1                  | (g, s) | 1682                                          |       |
| linkes Wohngebäude einer dreiseitigen Hofanlage Brunnenstraße 1b                               | linkes Wohngebäude einer dreiseitigen Hofanlage                                                | Brunnenstraße 1b LageFlur: 7, Flurstück: 78/1                 | (g, s) | Anfang des 20. Jahrhunderts                   |       |
| ehemaliges Rathaus und Schlauchturm                                                            | Rathaus und Schlauchturm                                                                       | Brunnenstraße 4 LageFlur: 7, Flurstück: 86/13                 | (g, s) | Ende des 18. oder Anfang des 19. Jahrhunderts |       |
| Einhaus Brunnenstraße 11                                                                       | Einhaus                                                                                        | Brunnenstraße 11 LageFlur: 7, Flurstück: 64/1                 | (g, s) | zweite Hälfte des 18. Jahrhunderts            |       |
| ehemaliges Erntennenhaus mit seitlich gelegenem Stall- und Speichergebäude                     | ehemaliges Erntennenhaus mit seitlich gelegenem Stall- und Speichergebäude                     | Hintergasse 14 LageFlur: 7, Flurstück: 410                    | (g, s) | 1816                                          |       |
| Mehrfamilienhaus                                                                               | Mehrfamilienhaus                                                                               | Kasseler Straße 3 LageFlur: 7, Flurstück: 354/2               | (g, s) | Mitte des 19. Jahrhunderts                    |       |
| giebelständiges Ernhaus                                                                        | giebelständiges Ernhaus                                                                        | Kasseler Straße 4 LageFlur: 7, Flurstück: 351/3               | (g, s) | letztes Drittel des 18. Jahrhunderts          |       |
| traufständiges Haus                                                                            | traufständiges Haus                                                                            | Kasseler Straße 5 LageFlur: 7, Flurstück: 349/5               | Villa Elisabeth, klassizistisches Wohn- und Verwaltungsgebäude eines ehemaligen dahinter liegenden Betriebes. | 1825                                          |       |
| Scheune einer L-förmigen Hofanlage                                                             | Scheune einer L-förmigen Hofanlage                                                             | Kasseler Straße 15 LageFlur: 7, Flurstück: 303/5              | (g) | 1808                                          |       |
| Fachwerkwohnhaus                                                                               | Fachwerkwohnhaus                                                                               | Kaufunger Straße 3 LageFlur: 7, Flurstück: 337/4              | (g, s) | erste Hälfte des 19. Jahrhunderts             |       |
| Vollmarshäuser Kirche                                                                          | Vollmarshäuser Kirche                                                                          | Vollmarshäuser Straße 4 LageFlur: 7, Flurstück: 74/3 und 74/7 | Evangelische Kirche Vollmarshausen | 1838                                          |       |
| Kirchhof der Vollmarshäuser Kirche                                                             | Kirchhof der Vollmarshäuser Kirche                                                             | Vollmarshäuser Straße 4 LageFlur: 7, Flurstück: 74/3          | (g, s) |                                               |       |
| Hanggarten eines ehemaligen Pfarrgehöfts                                                       | Hanggarten eines ehemaligen Pfarrgehöfts                                                       | Kirchgasse LageFlur: 7, Flurstück: 76                         | (g, s) |                                               |       |
| Einhaus                                                                                        | Einhaus                                                                                        | Selle 1 LageFlur: 7, Flurstück: 310/1                         | (g, s) | 1781                                          |       |
| Ernhaus                                                                                        | Ernhaus                                                                                        | Selle 3 LageFlur: 7, Flurstück: 313/1                         | (g, s) | Mitte des 18. Jahrhunderts                    |       |
|                                                                                                |                                                                                                | Selle 11 LageFlur: 7, Flurstück: 324/3                        | |                                               |       |
| Fachwerkscheune                                                                                | Fachwerkscheune                                                                                | Vollmarshäuser Straße 2 LageFlur: 7, Flurstück: 78/1          | (g, s) | in der ersten Hälfte des 19. Jahrhunderts     |       |
| Ernhaus mit Wirtschaftstrakt                                                                   | Ernhaus mit Wirtschaftstrakt                                                                   | Vollmarshäuser Straße 5 LageFlur: 7, Flurstück: 21/6          | (g, s) | in der zweiten Hälfte des 18. Jahrhunderts    |       |
| Ernhaus                                                                                        | Ernhaus                                                                                        | Welleröder Straße 5 LageFlur: 7, Flurstück: 128/4             | (g, s) | erste Hälfte des 18. Jahrhunderts             |       |
| Ernhaus                                                                                        | Ernhaus                                                                                        | Welleröder Straße 22 LageFlur: 7, Flurstück: 43/9             | (g, s) | ausgehendes 18. Jahrhundert                   |       |
| Wohngebäude, Scheune und Stall einer dreiseitigen Hofanlage, einschließlich der Hofpflasterung | Wohngebäude, Scheune und Stall einer dreiseitigen Hofanlage, einschließlich der Hofpflasterung | Welleröder Straße 24 LageFlur: 7, Flurstück: 47/6             | (g, s) | aus dem ausgehenden 18. Jahrhundert           |       |
| Wohnhaus, Scheune sowie Stall- und Speichergebäude                                             | Wohnhaus, Scheune sowie Stall- und Speichergebäude                                             | Welleröder Straße 26 LageFlur: 7, Flurstück: 48/7             | (g, s) | 1791                                          |       |

Denkmäler der Gesamtanlage historischer Ortskern ohne eigenen Eintrag in der Topographie („Ensembleschutz“)
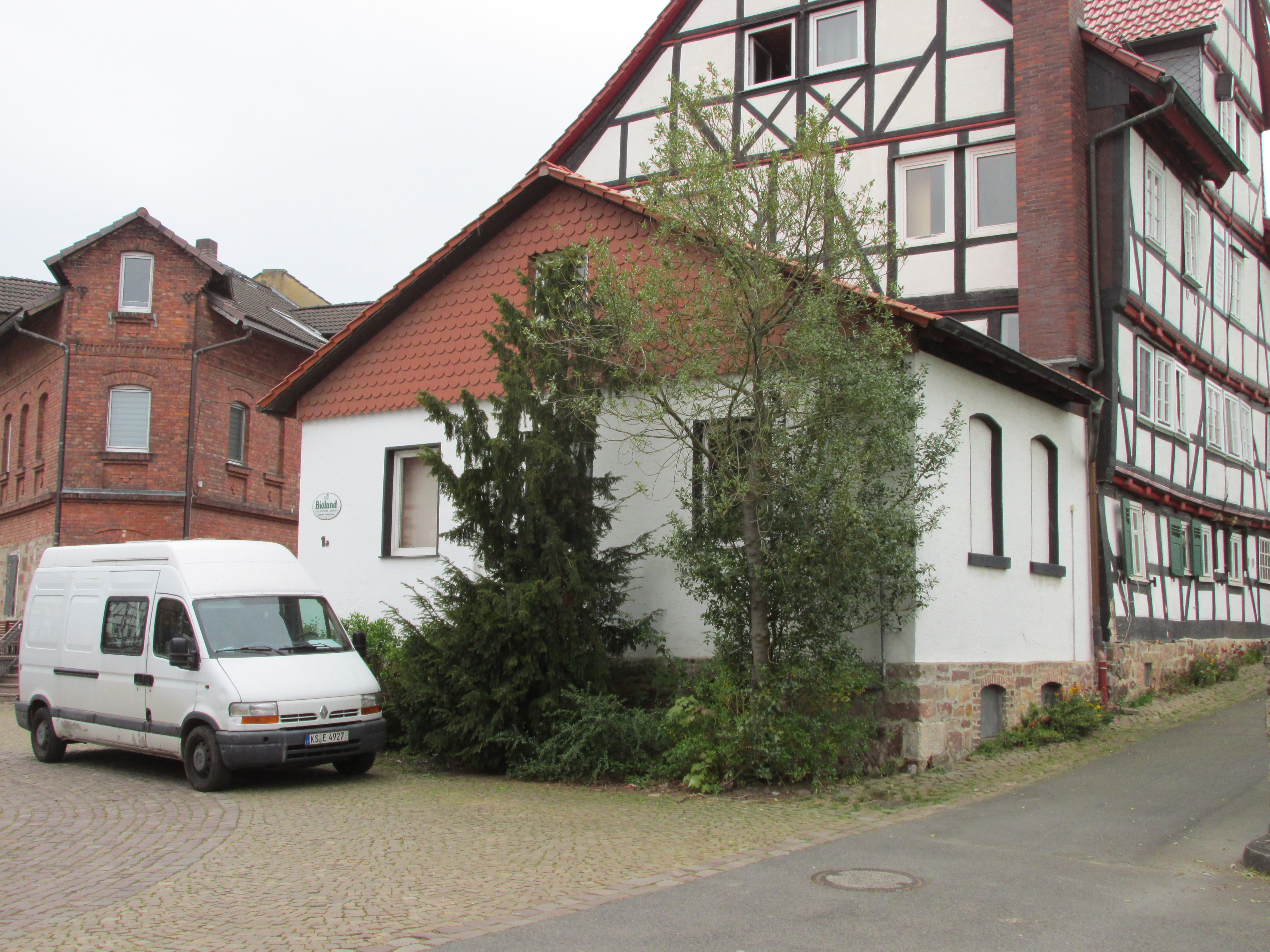
Brunnenstraße 1a
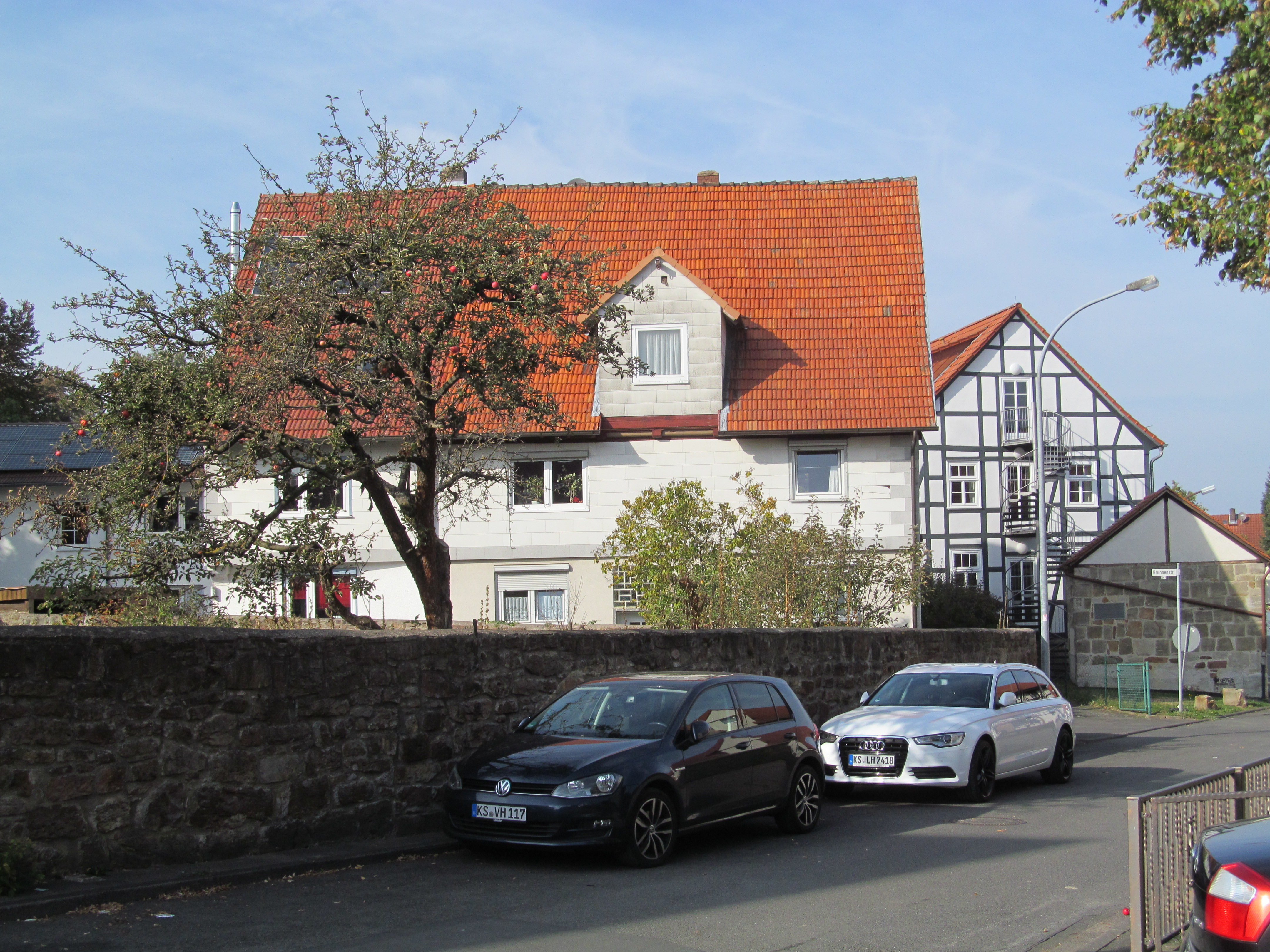
Brunnenstraße 7
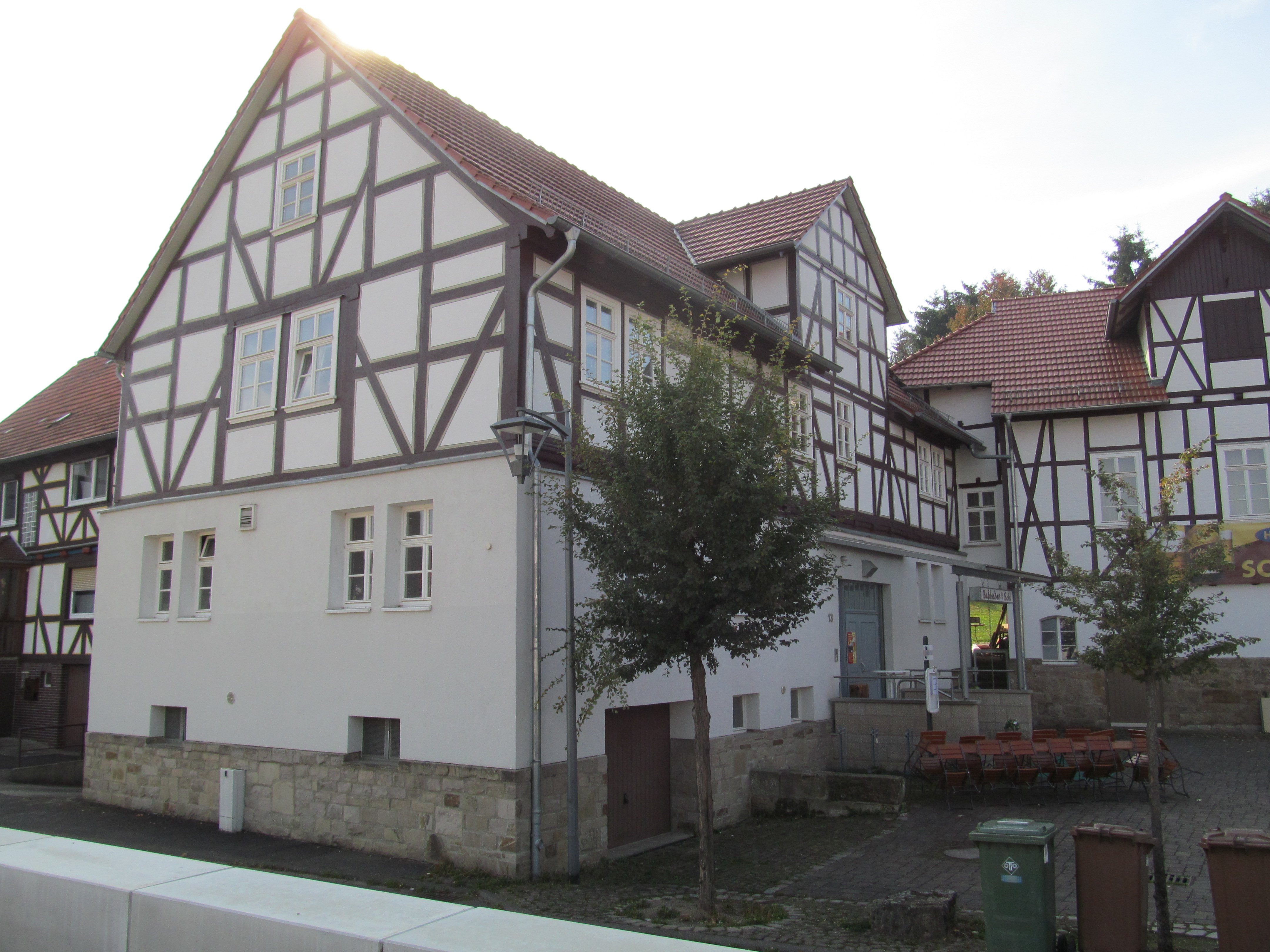
Brunnenstraße 13
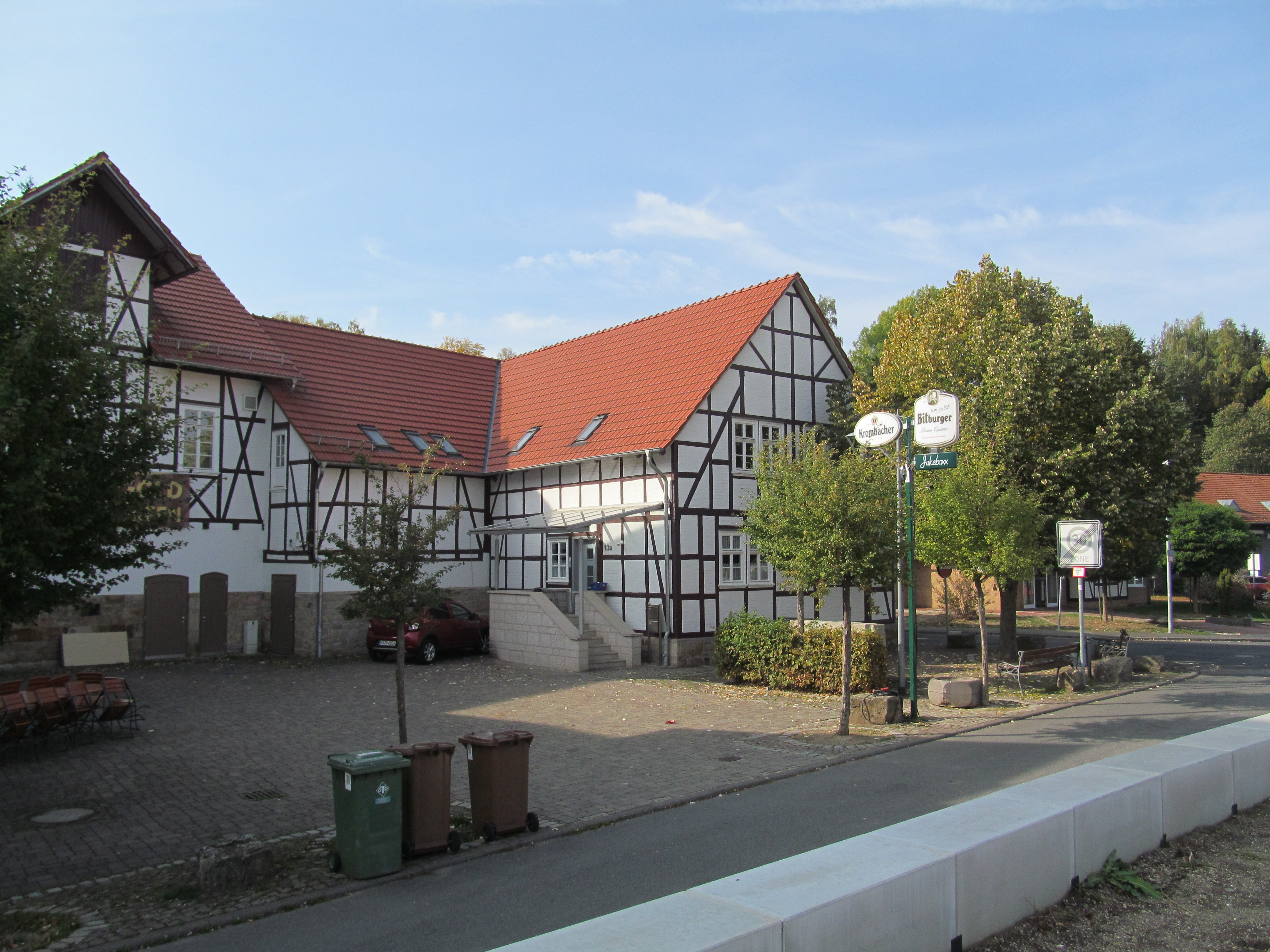
Brunnenstraße 13a
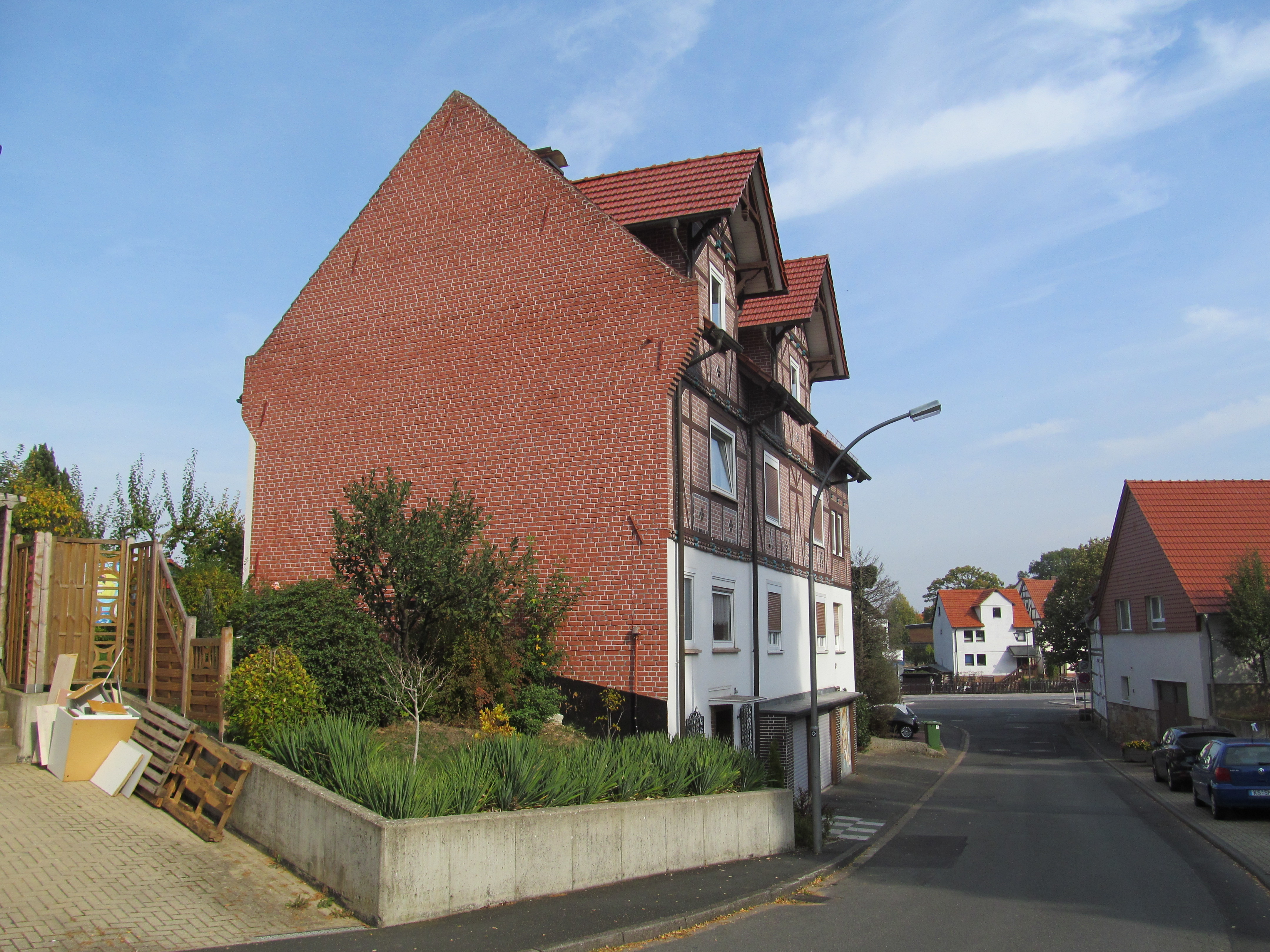
Graben 2
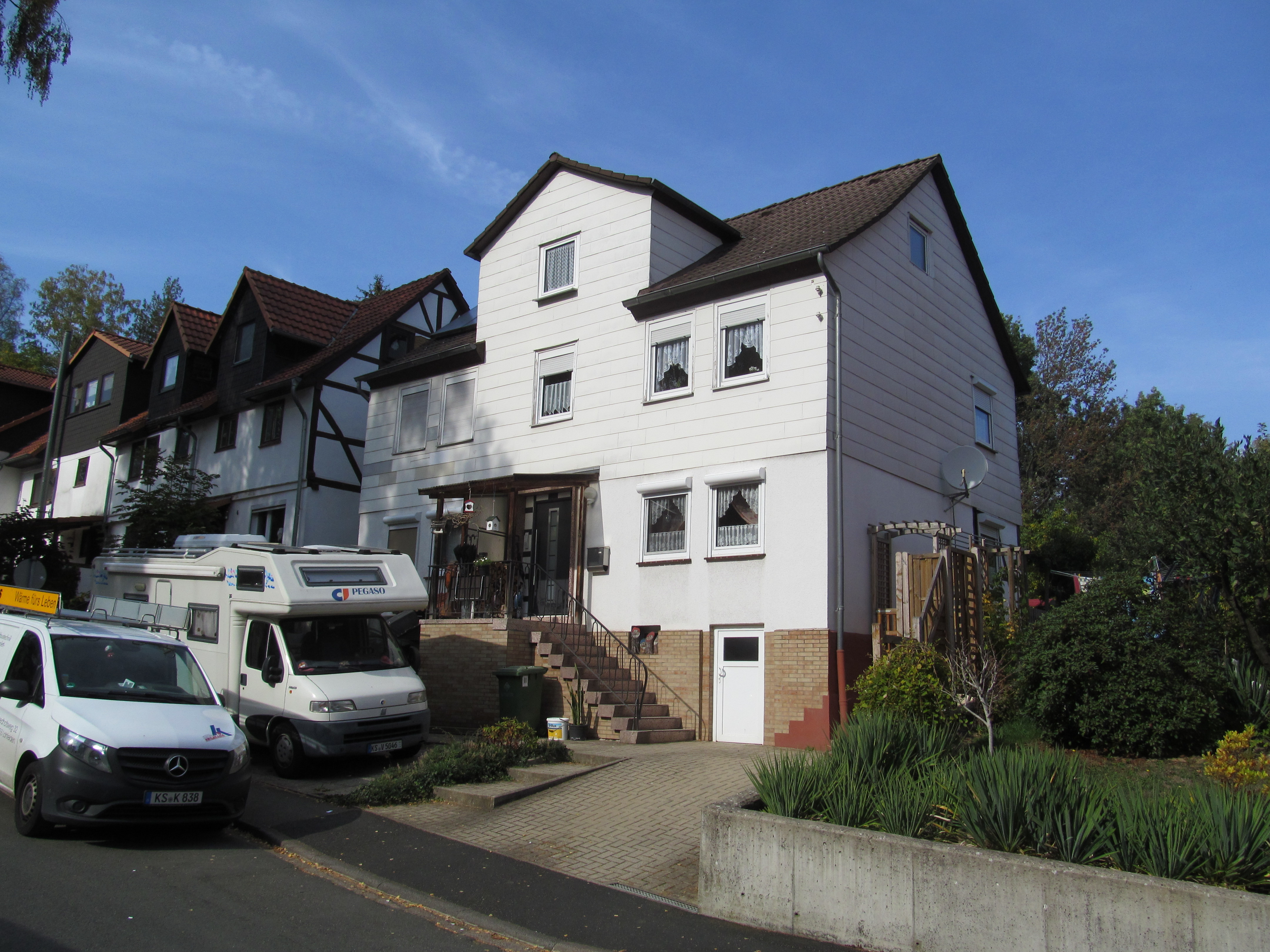
Graben 4
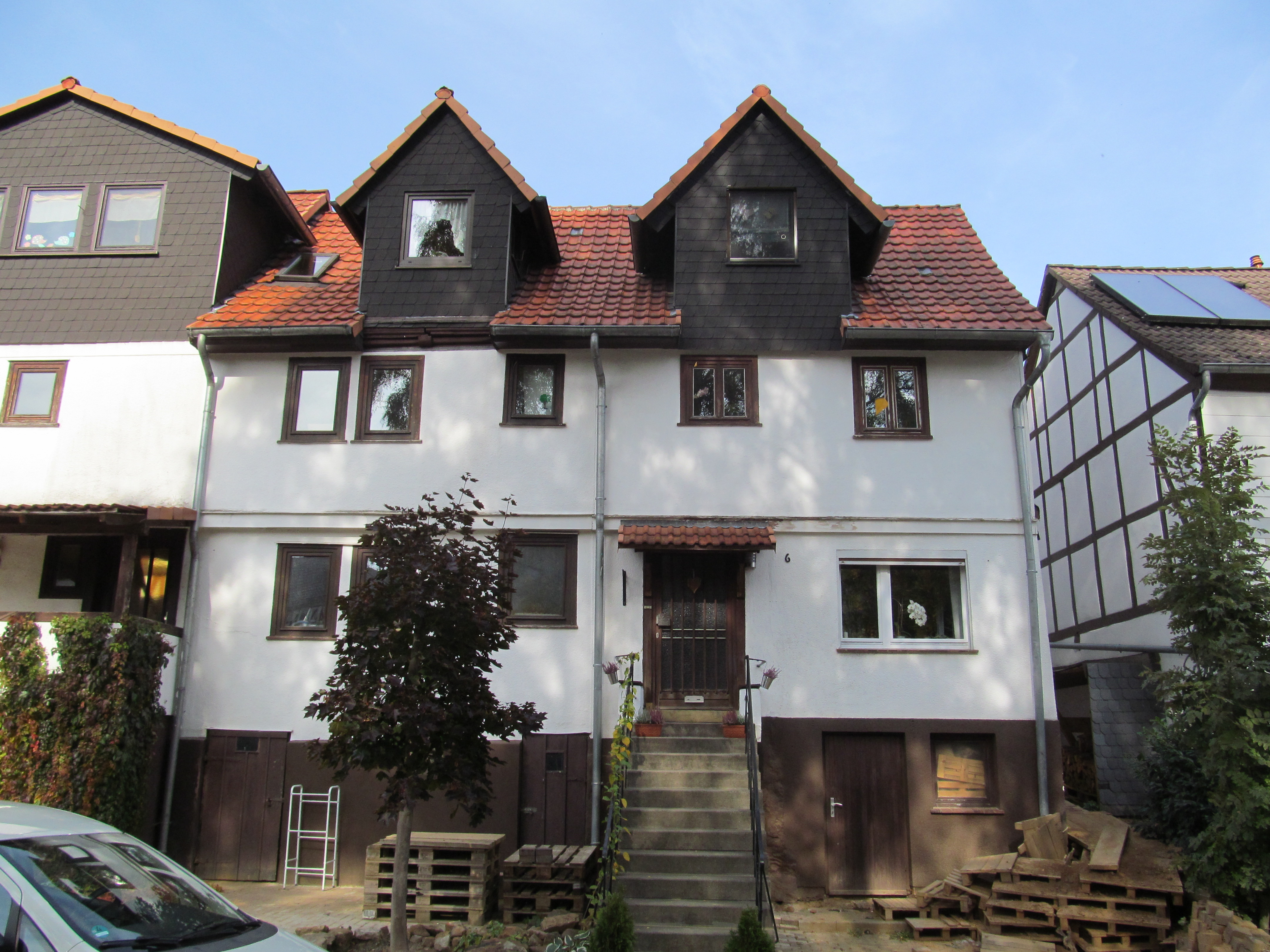
Graben 6
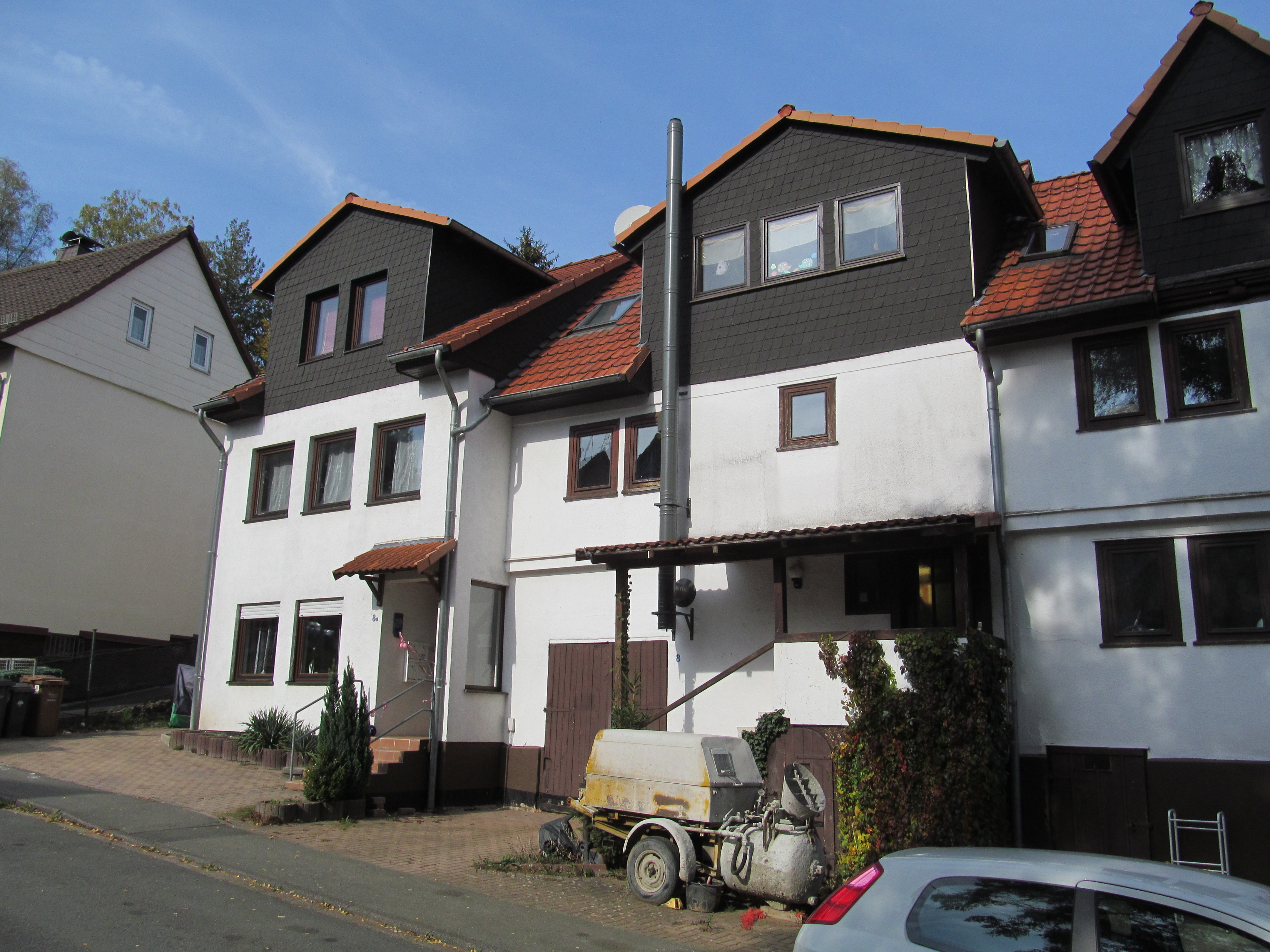
Graben 8a und 8
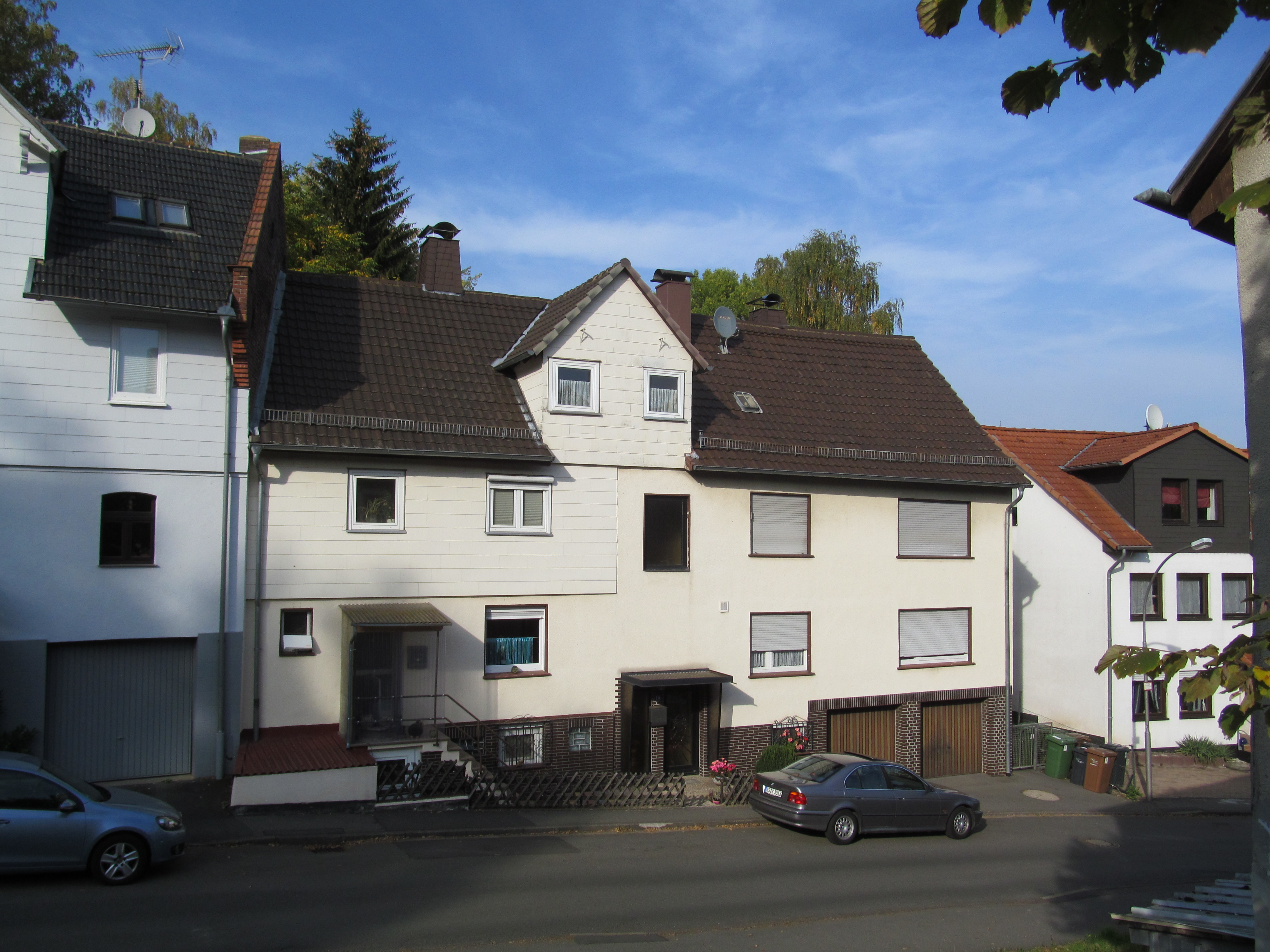
Graben 10a und 10
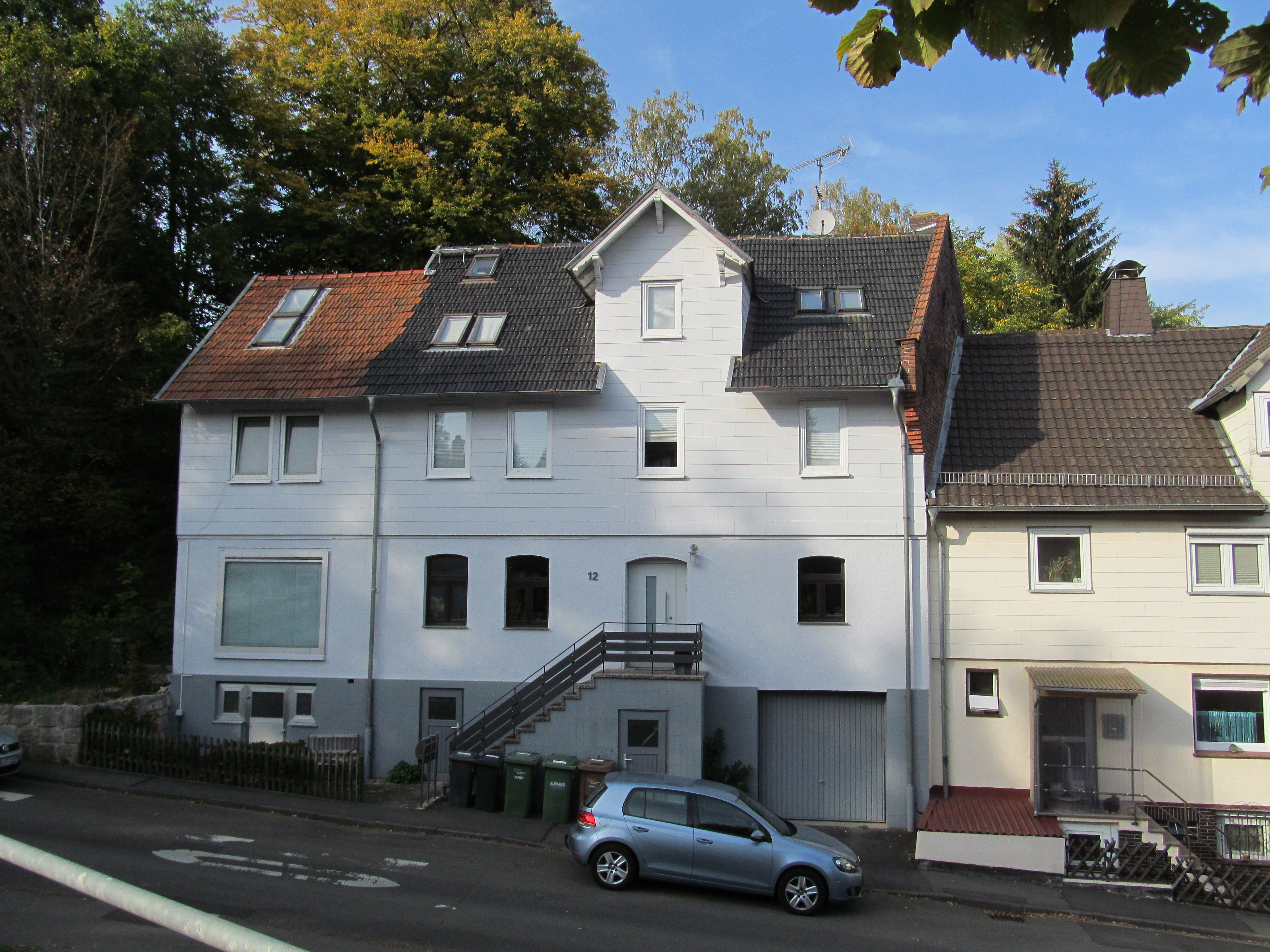
Graben 12
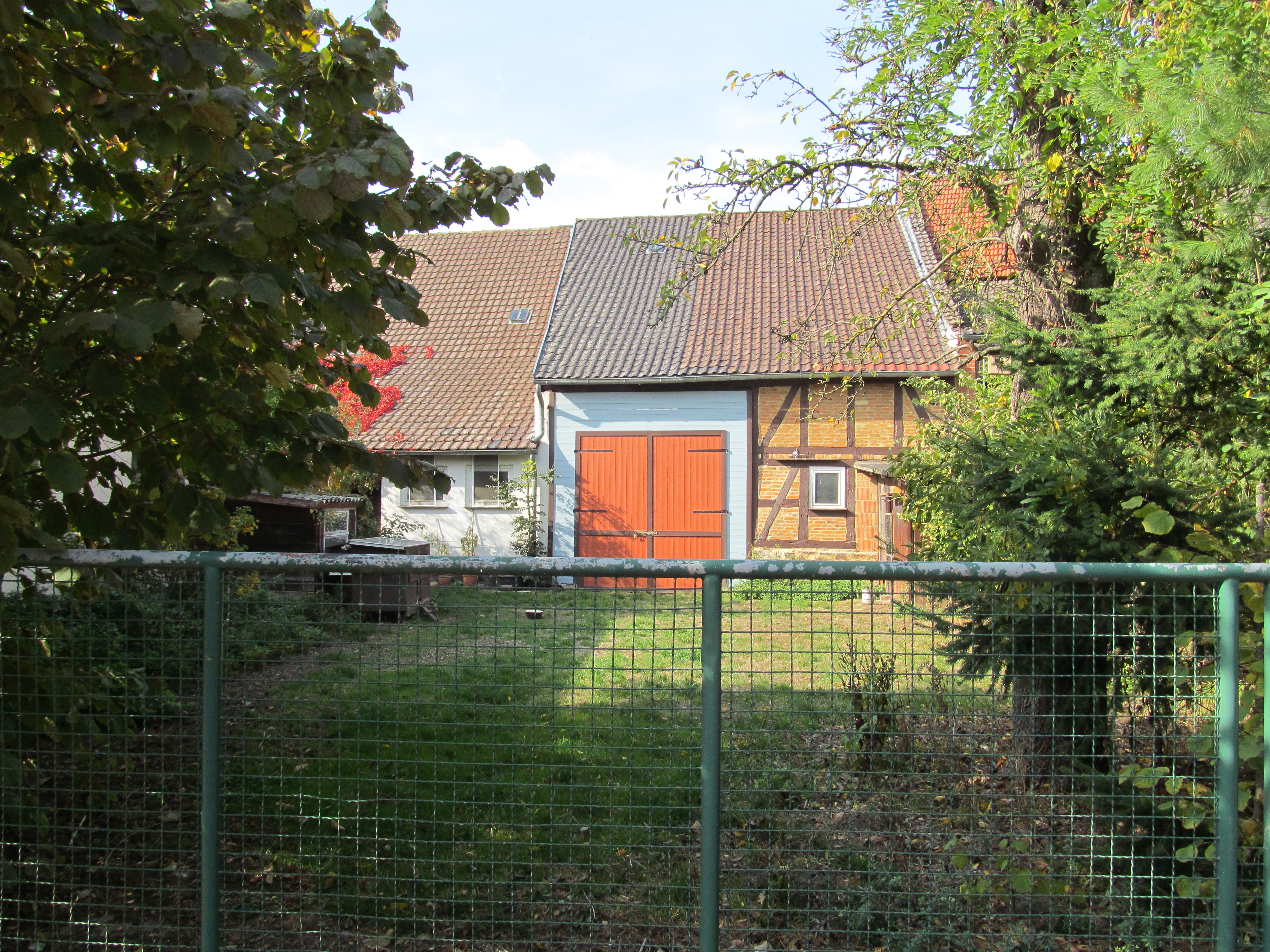
Hintergasse 3
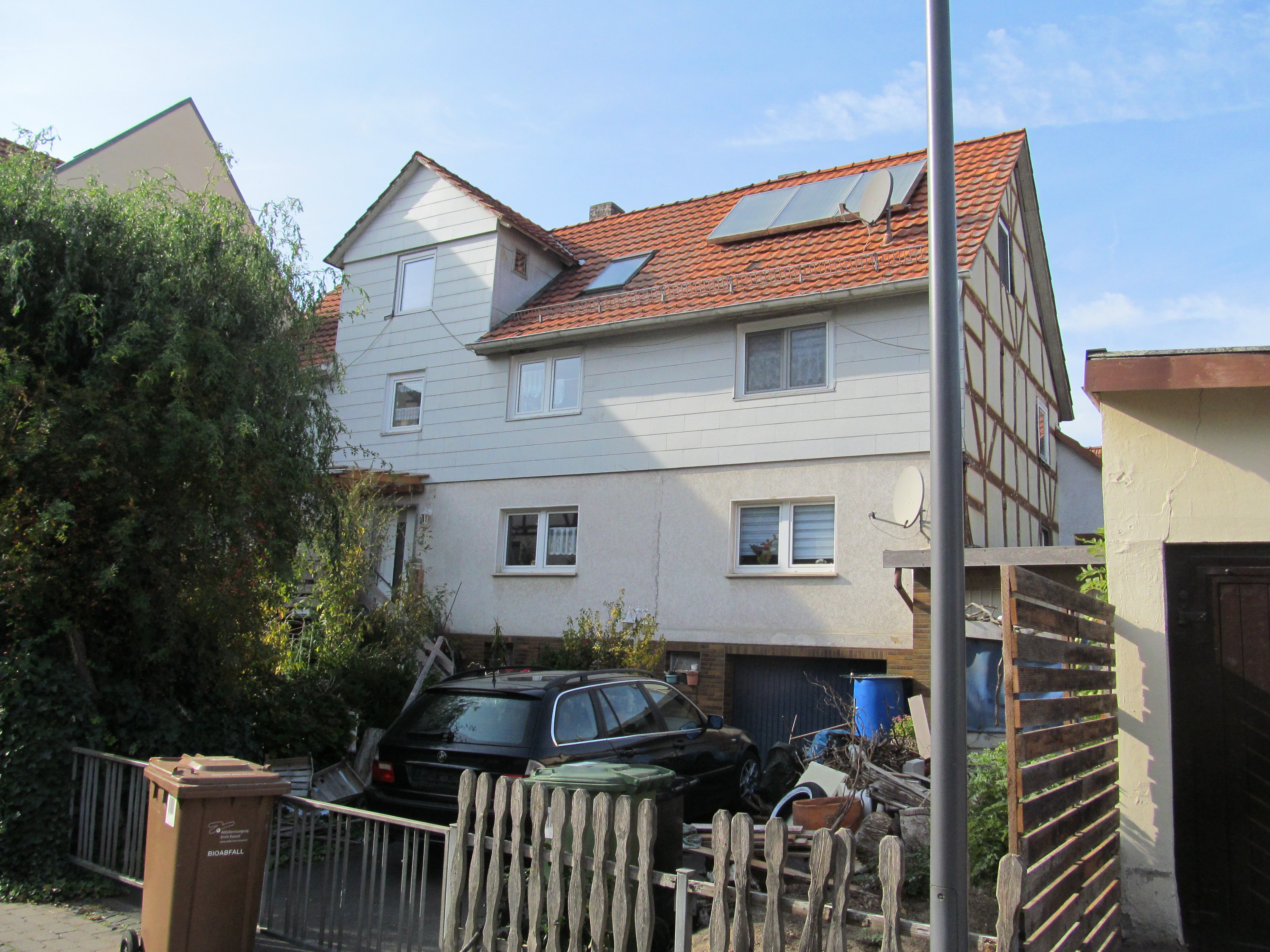
Hintergasse 7
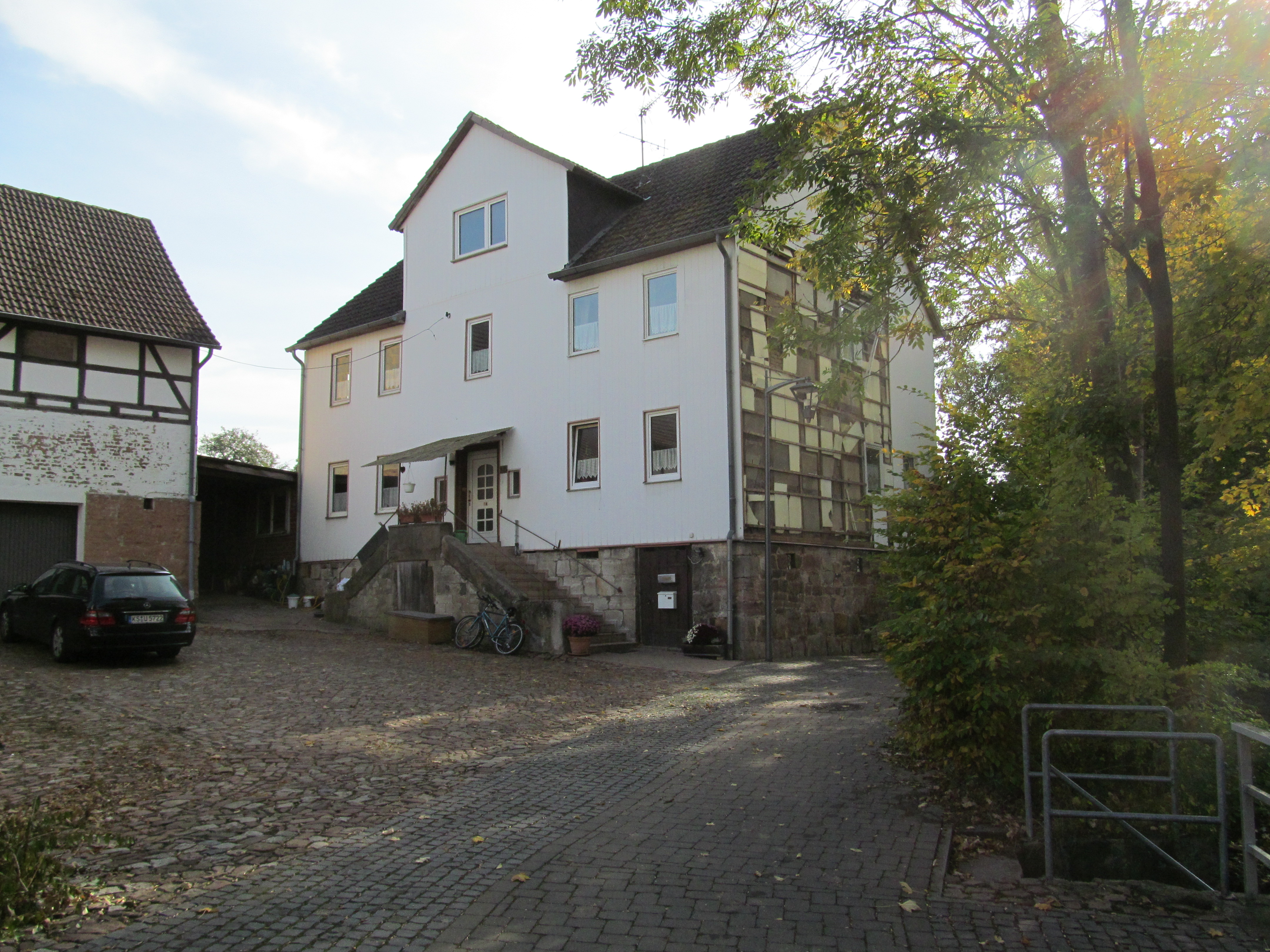
Hintergasse 16
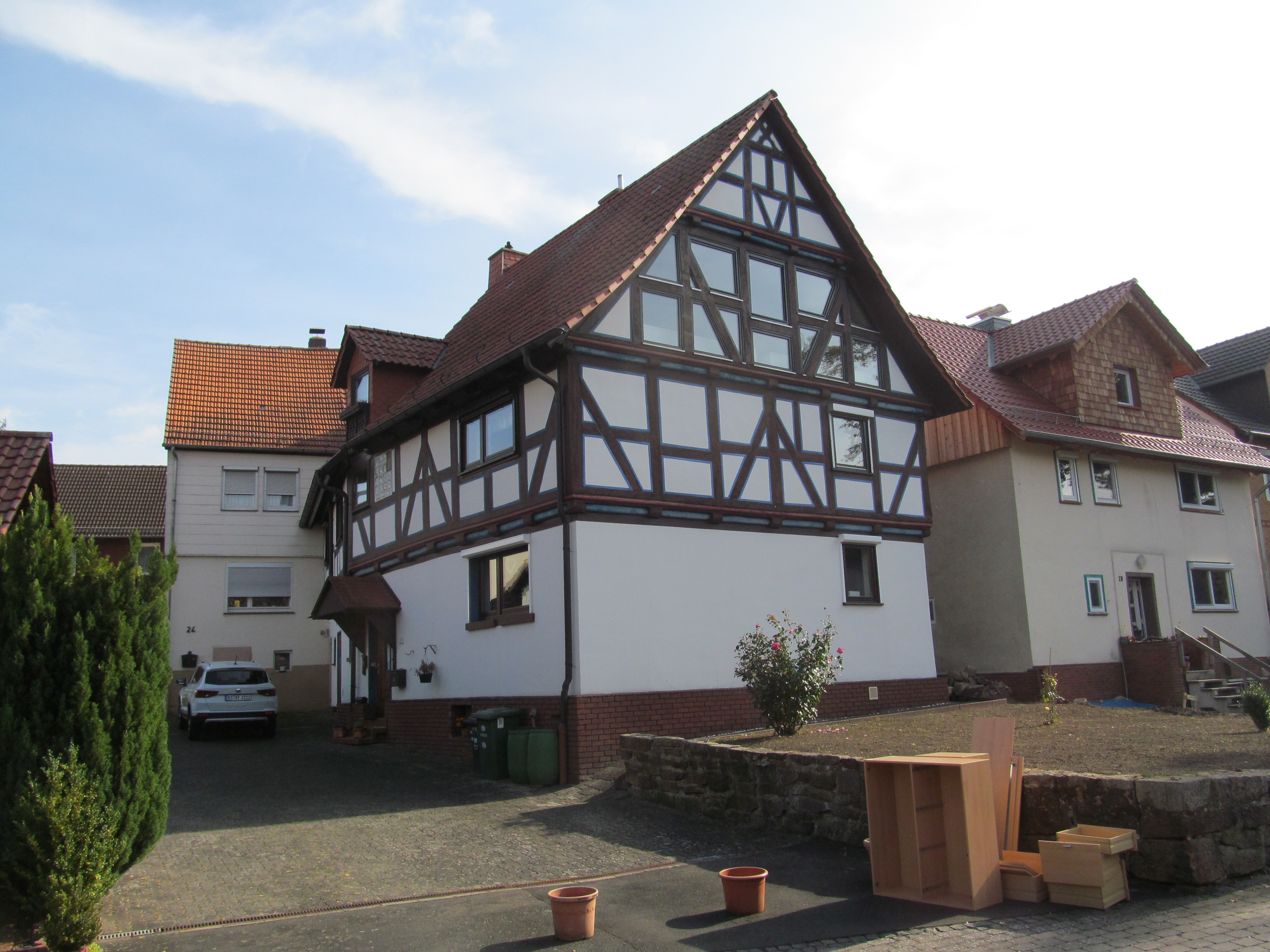
Hintergasse 22
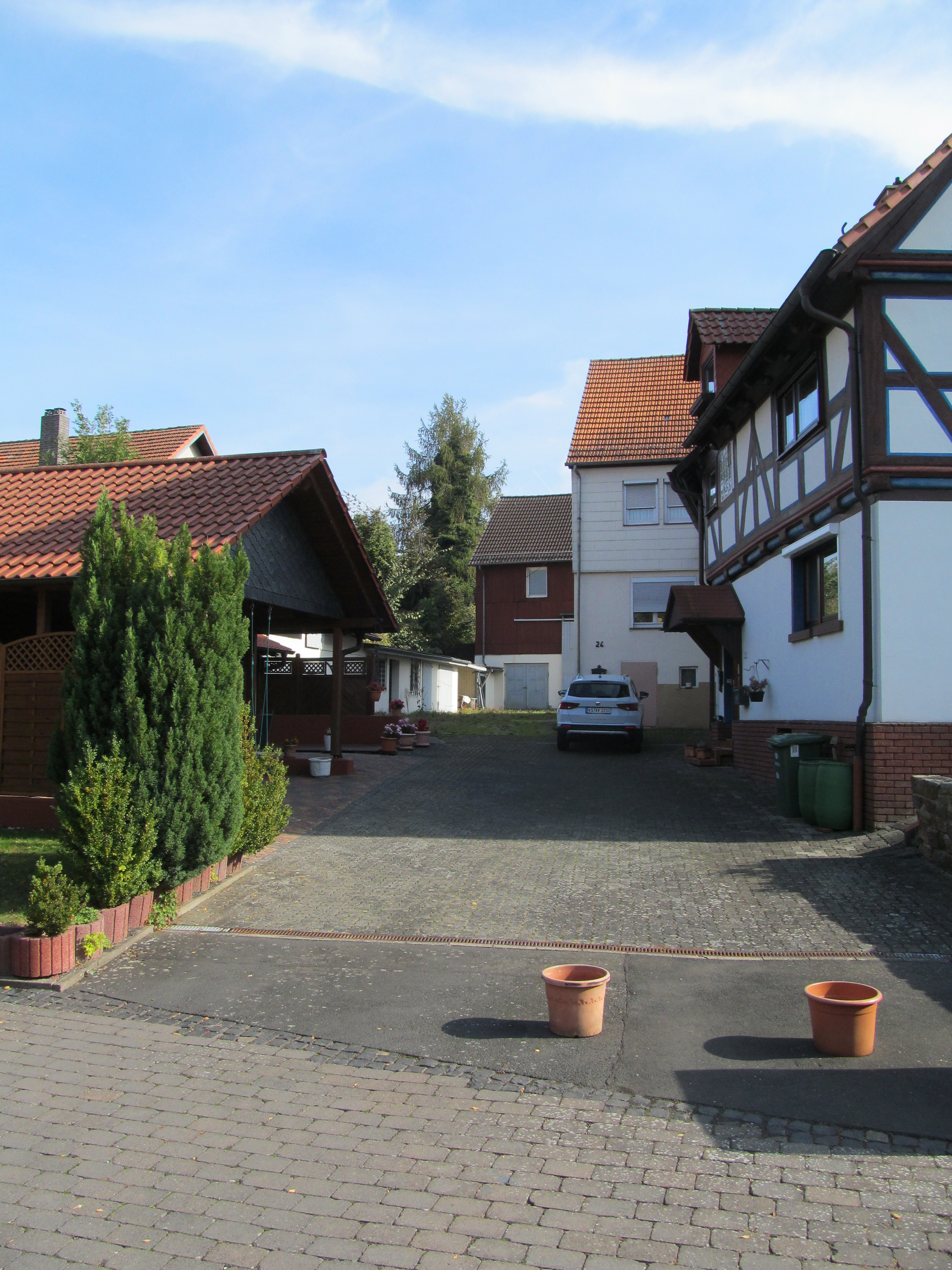
Hintergasse 24
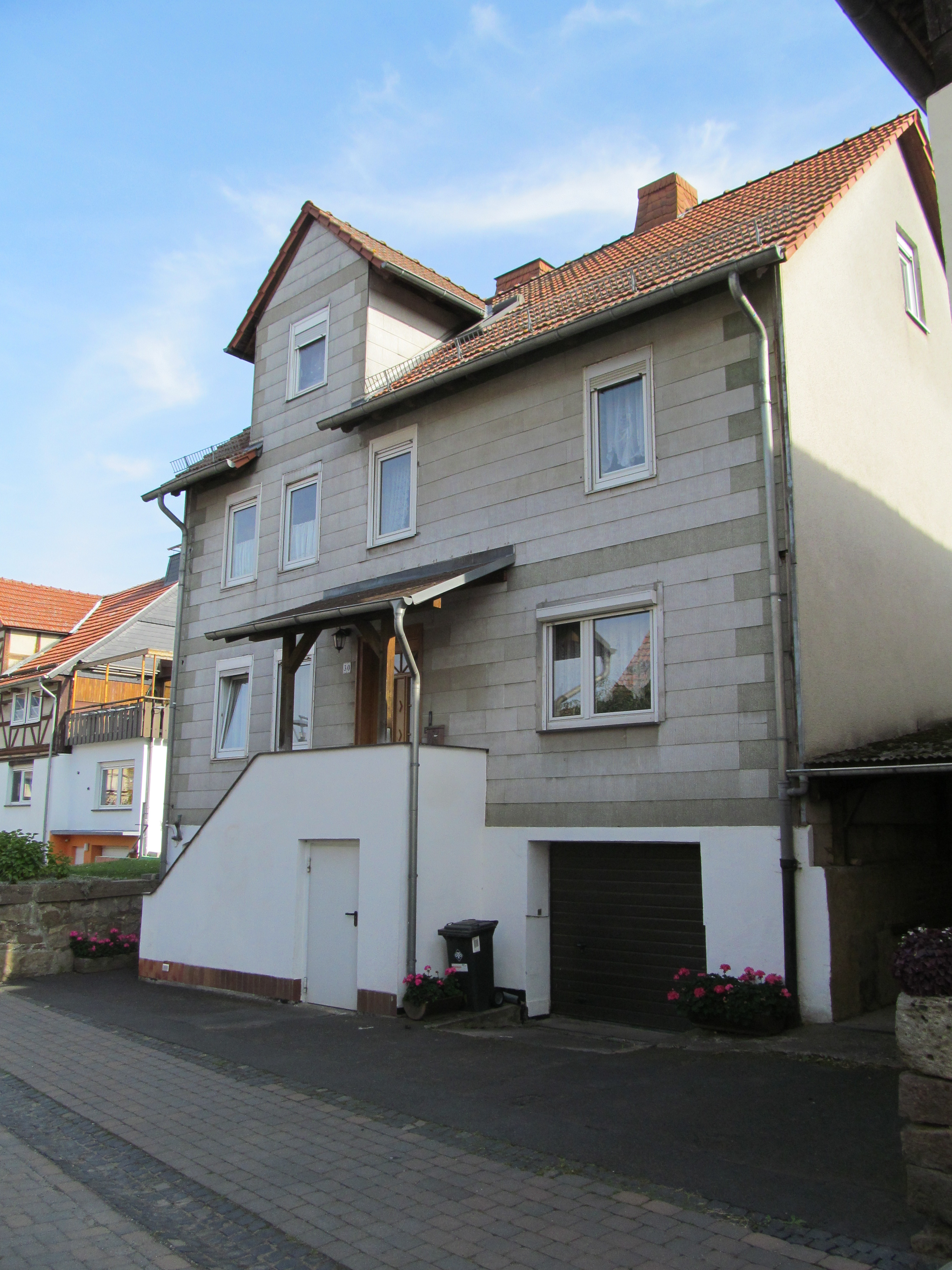
Hintergasse 30
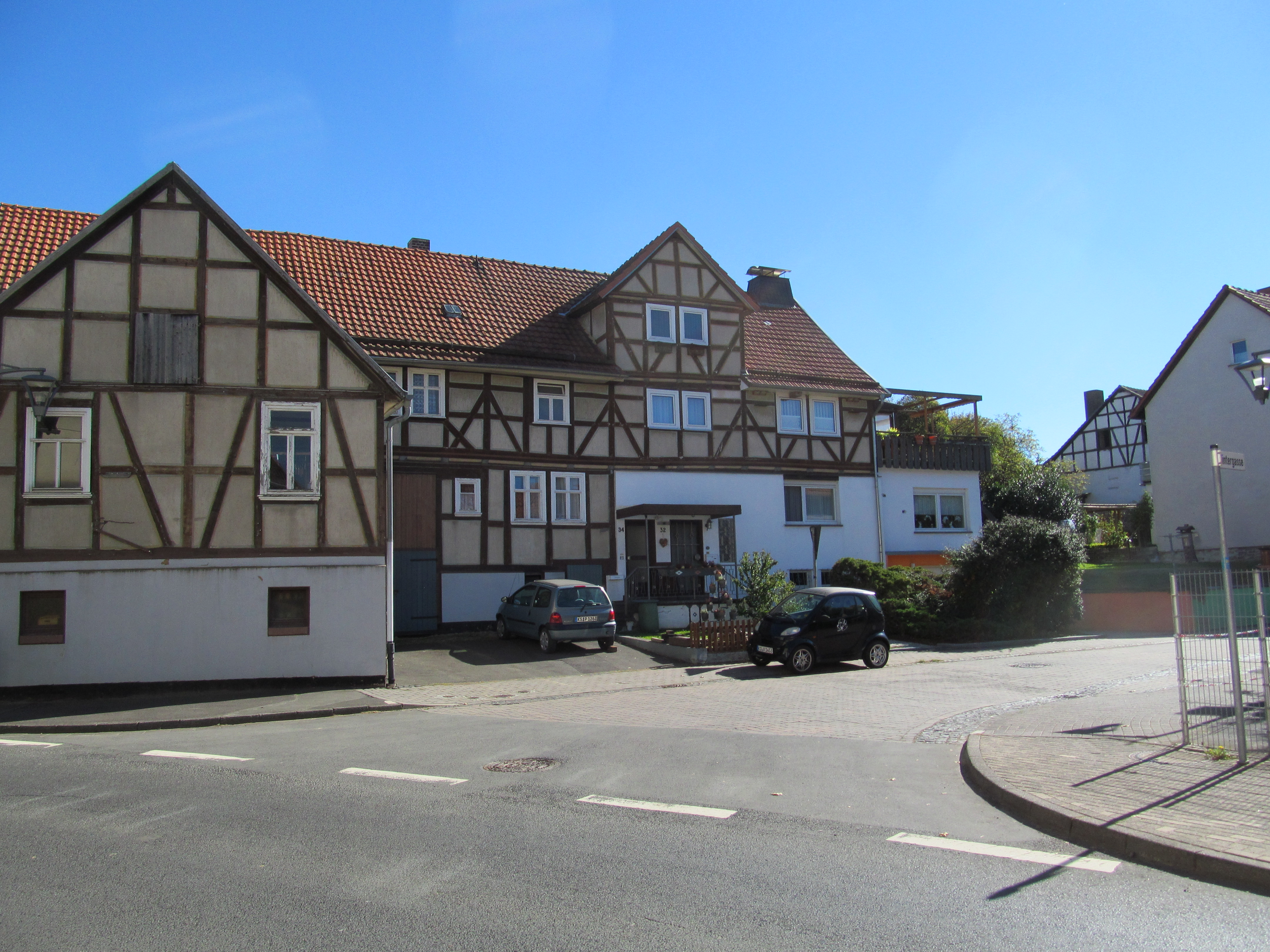
Hintergasse 32
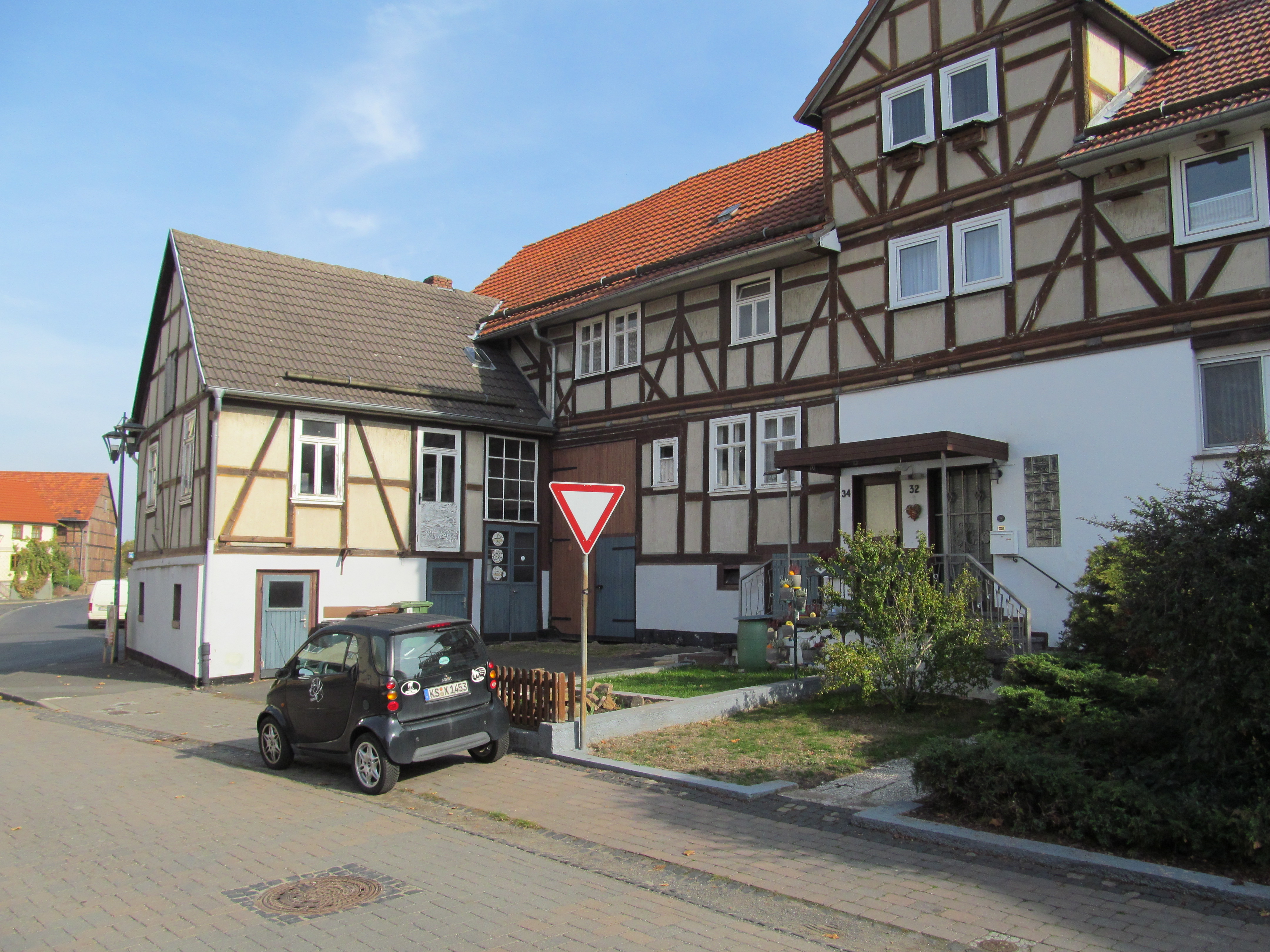
Hintergasse 34
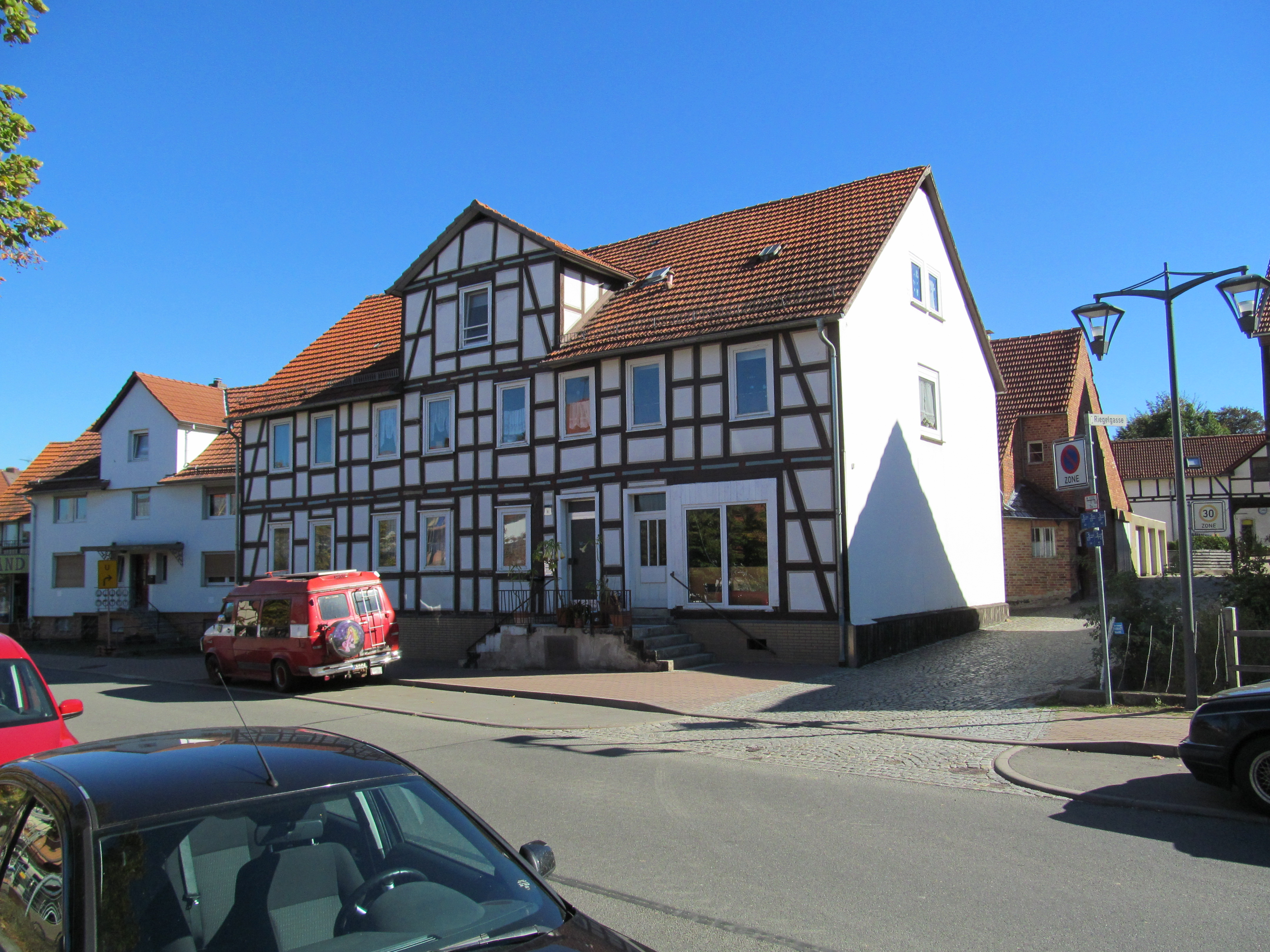
Kasseler Straße 6
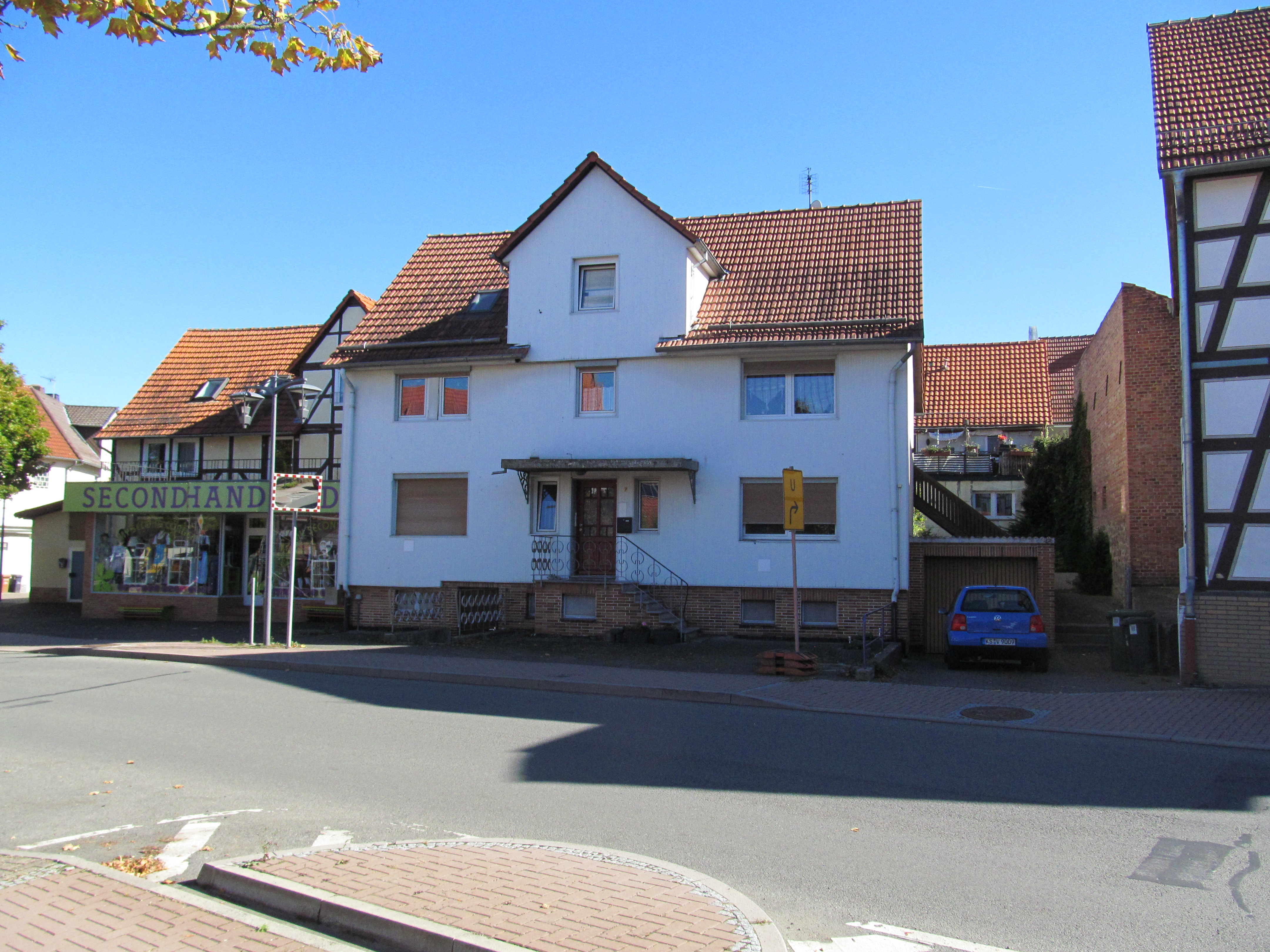
Kasseler Straße 7
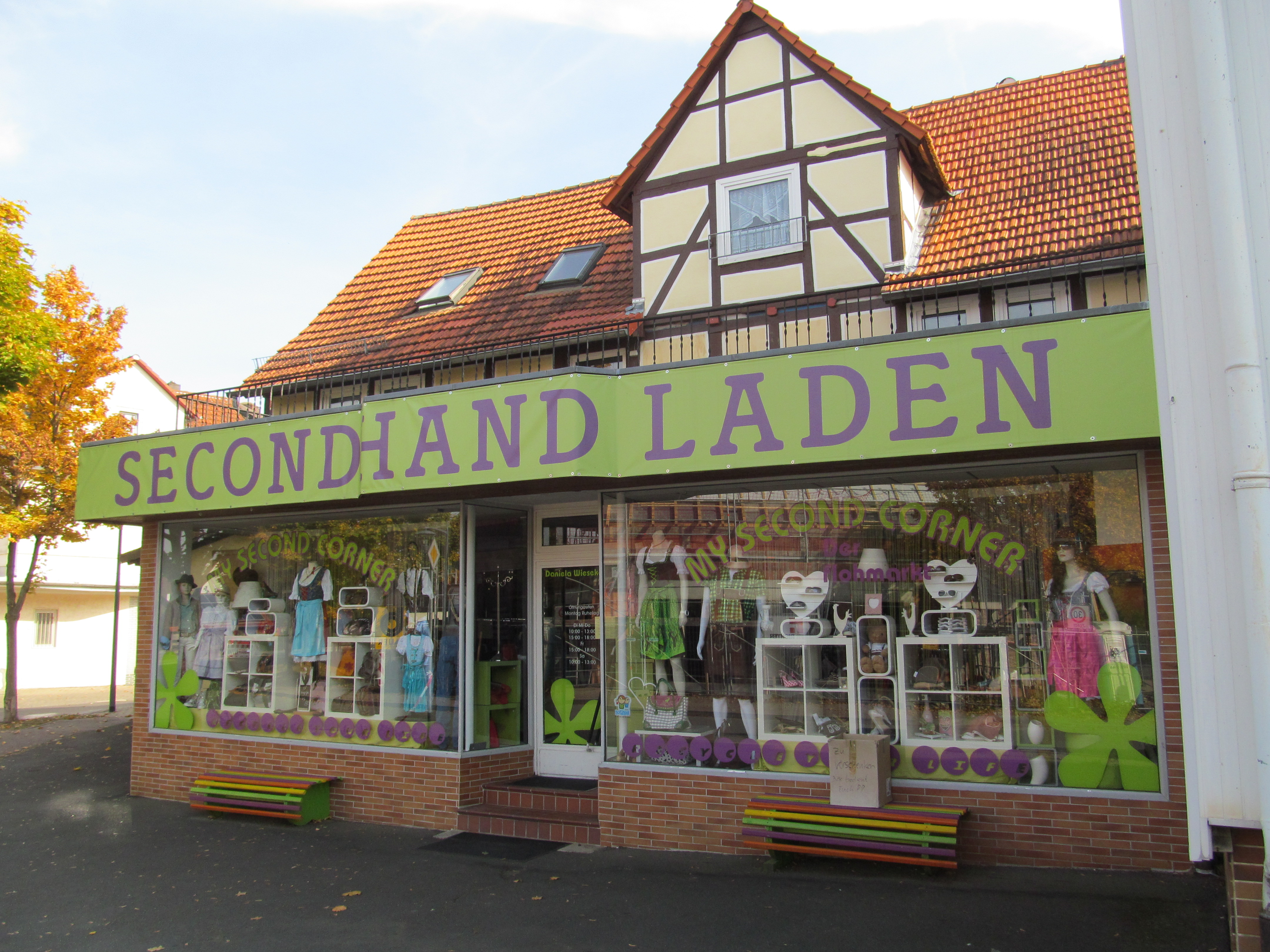
Kasseler Straße 8
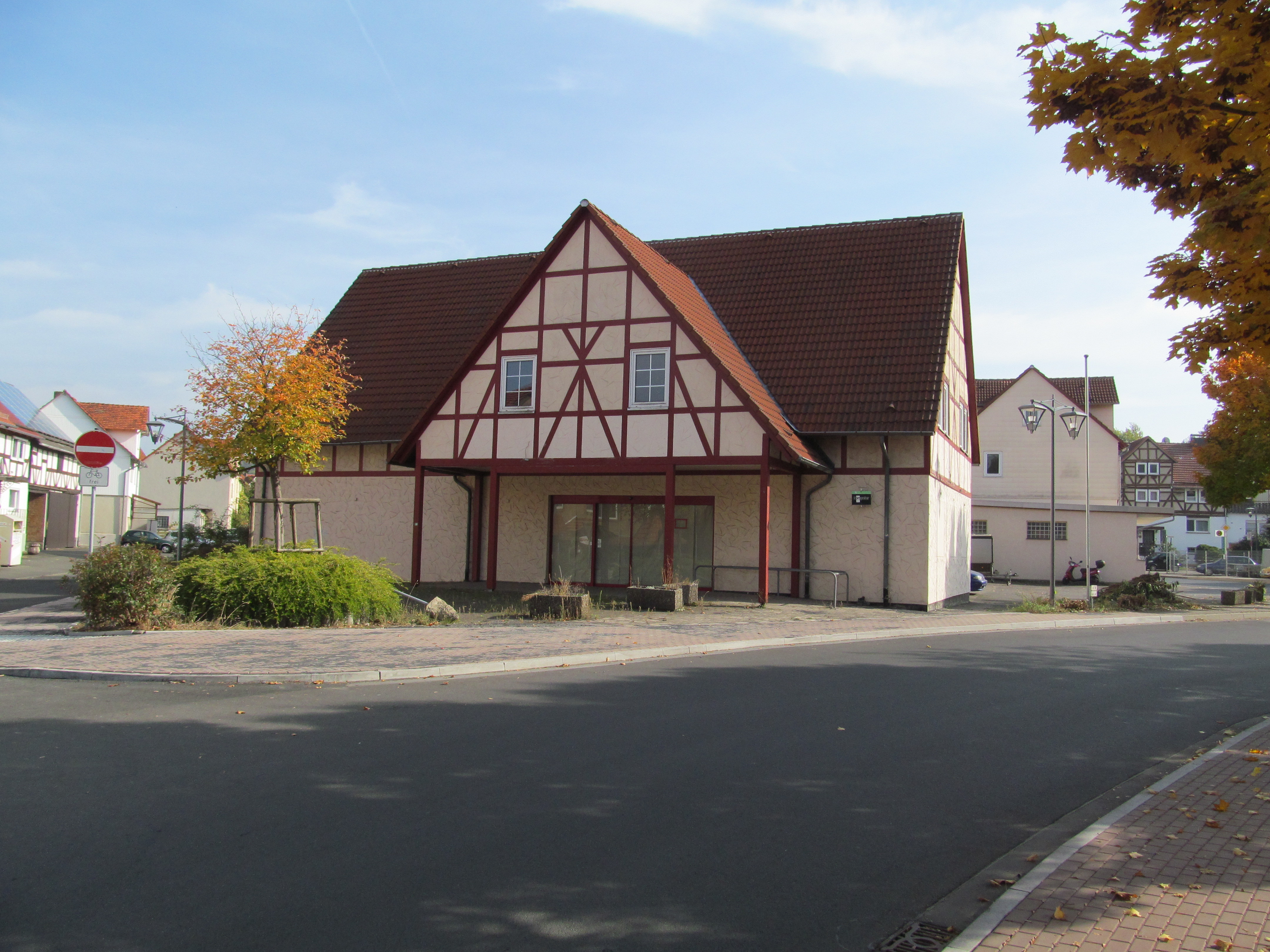
Kasseler Straße 9
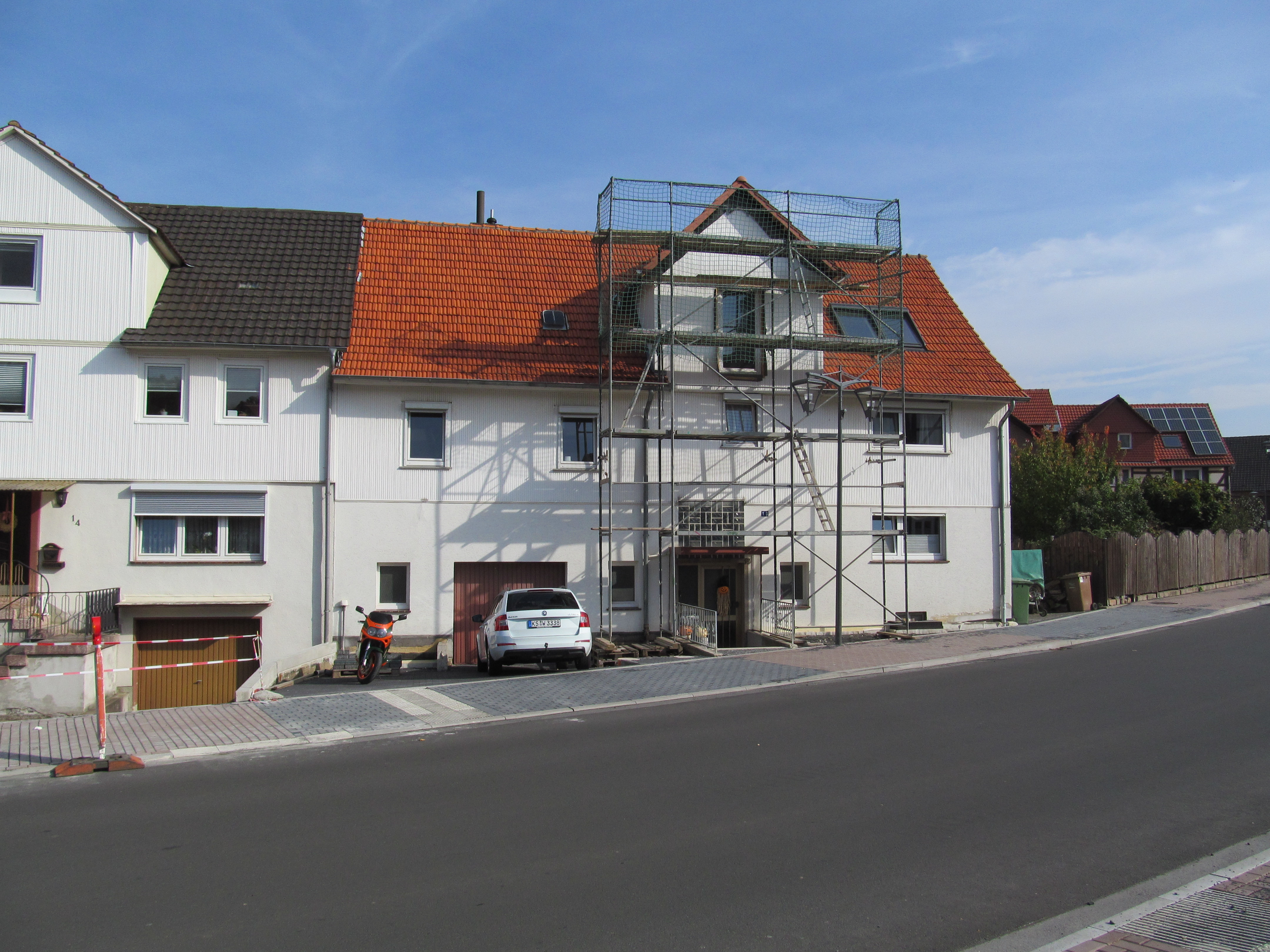
Kasseler Straße 13
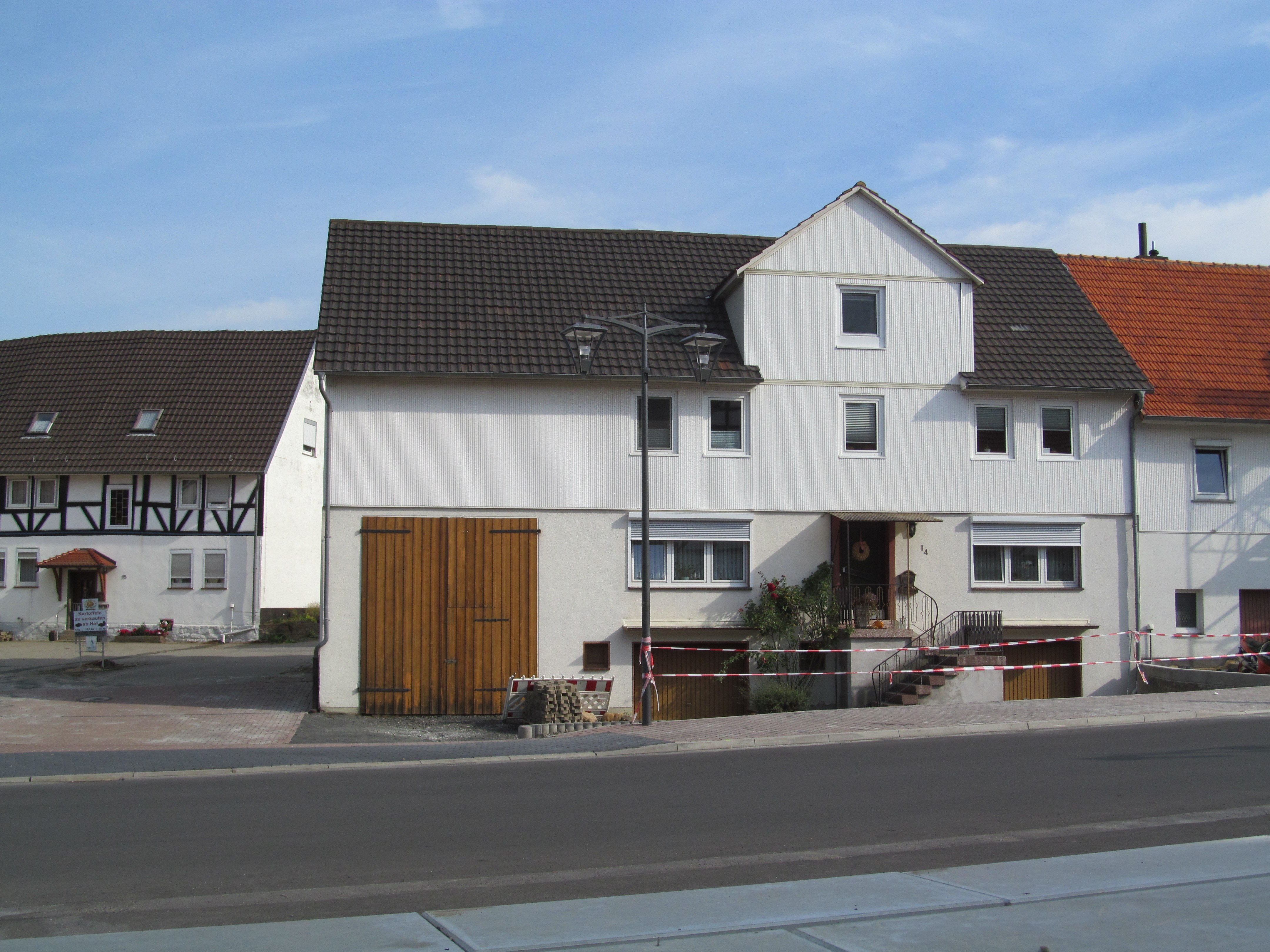
Kasseler Straße 14
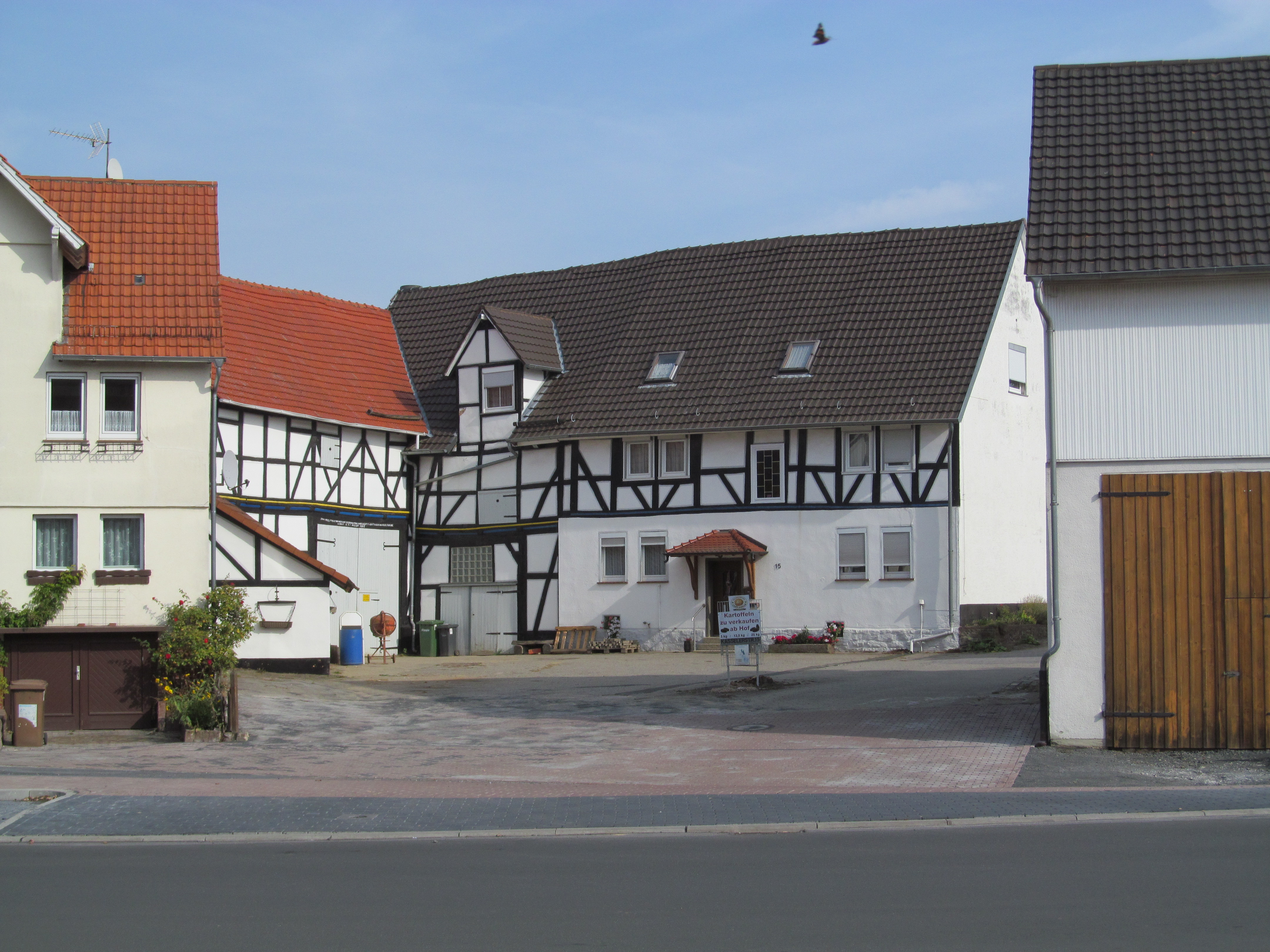
Kasseler Straße 15
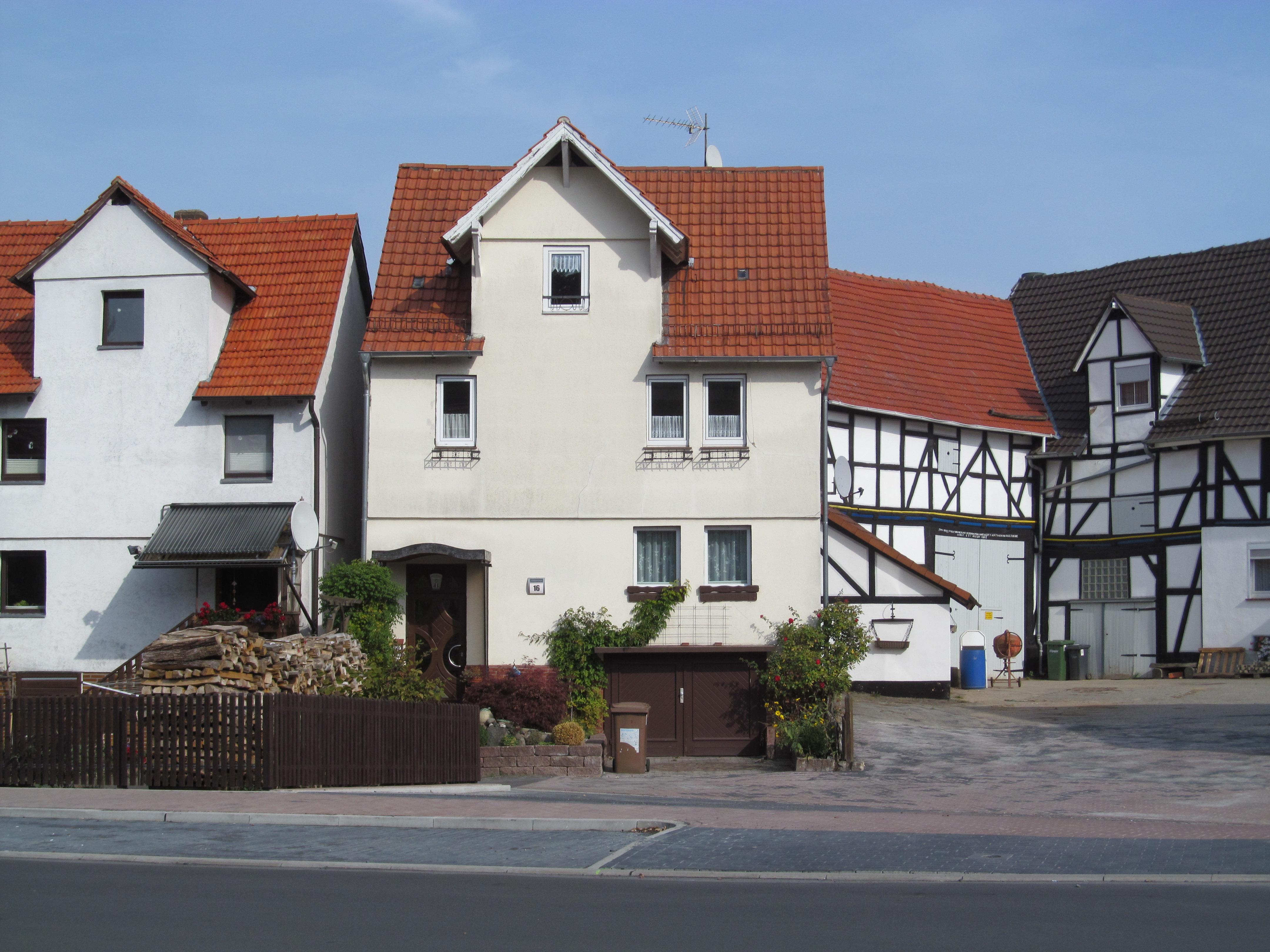
Kasseler Straße 16
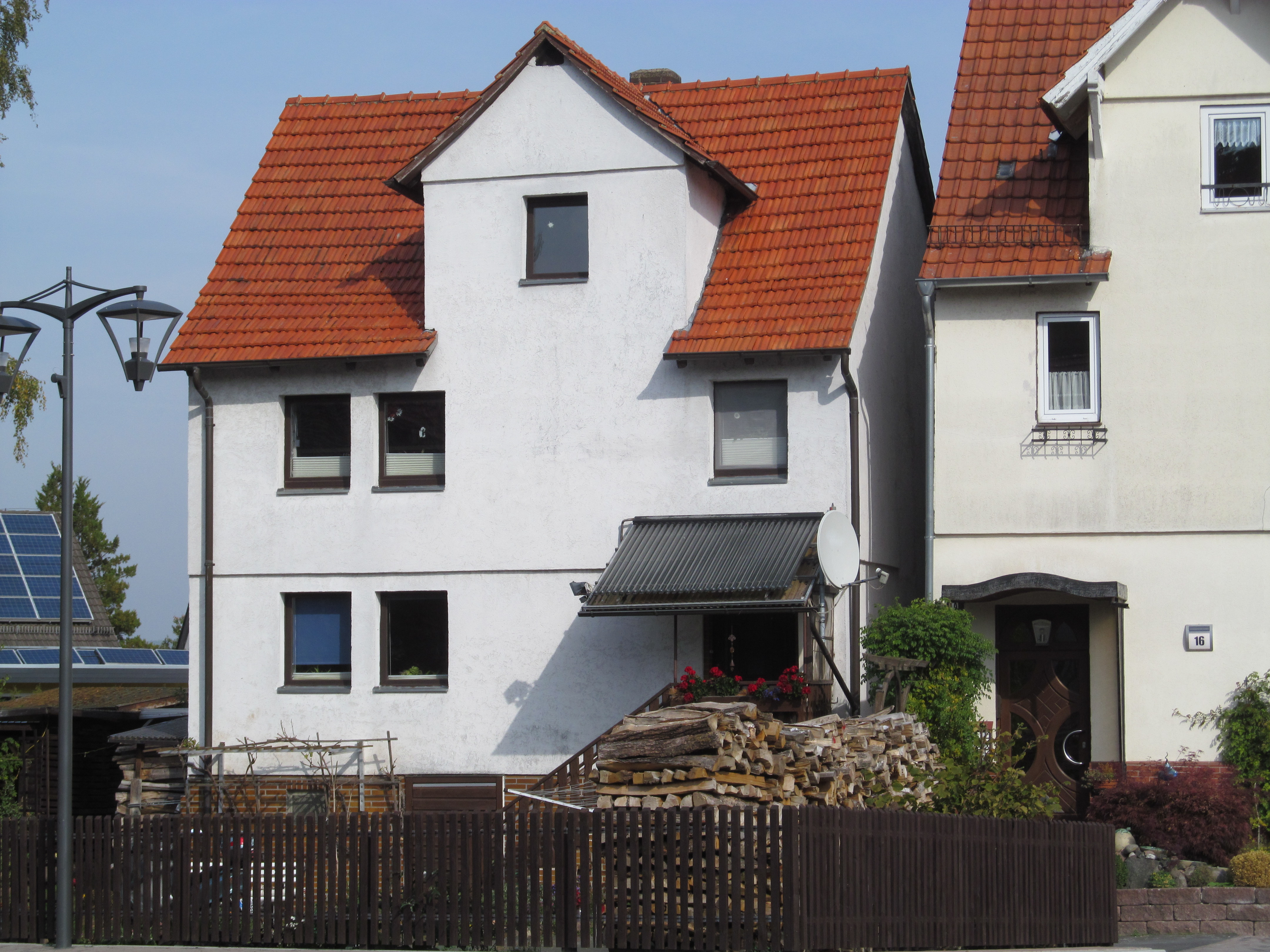
Kasseler Straße 17
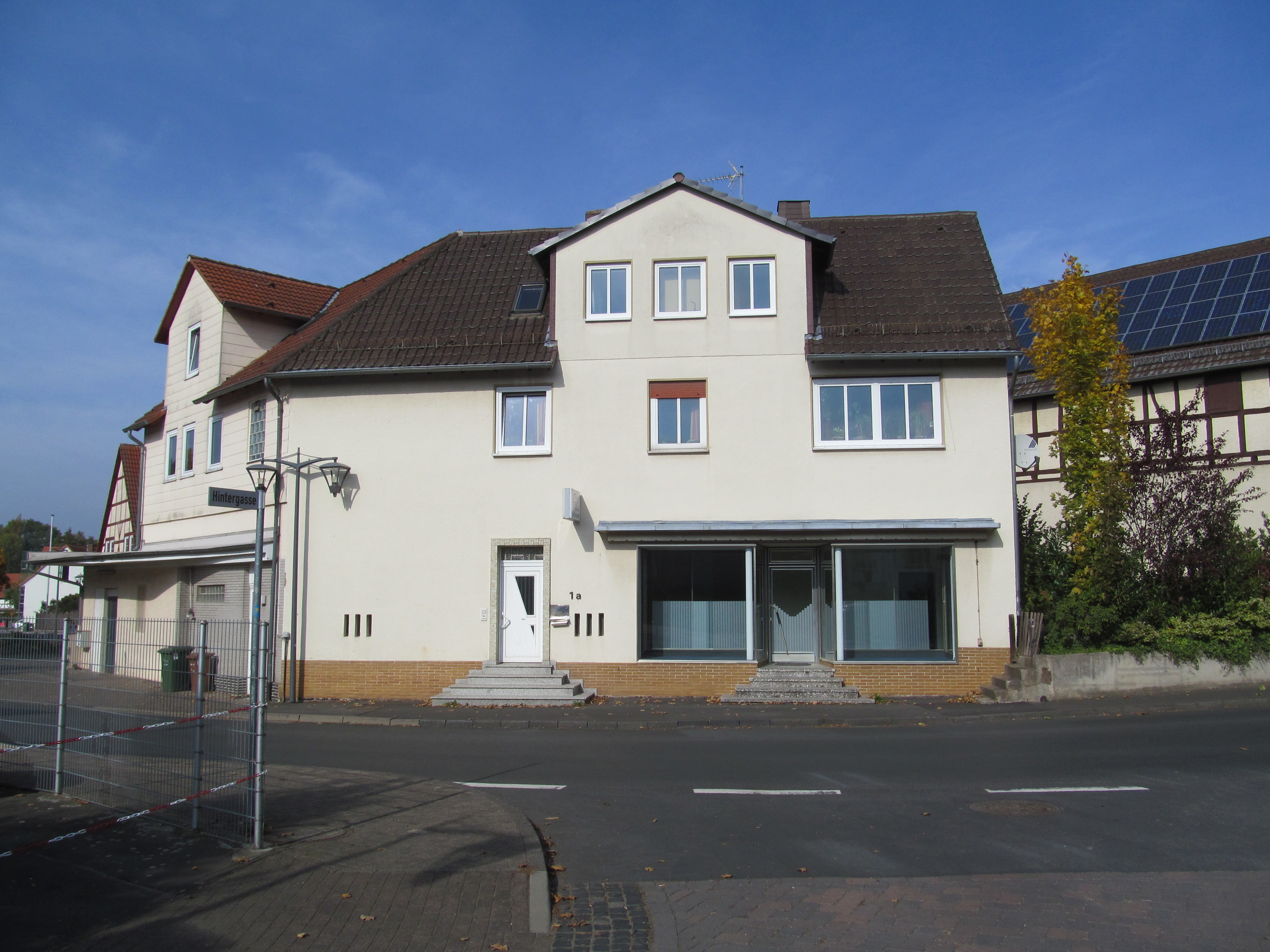
Kaufunger Straße 1a
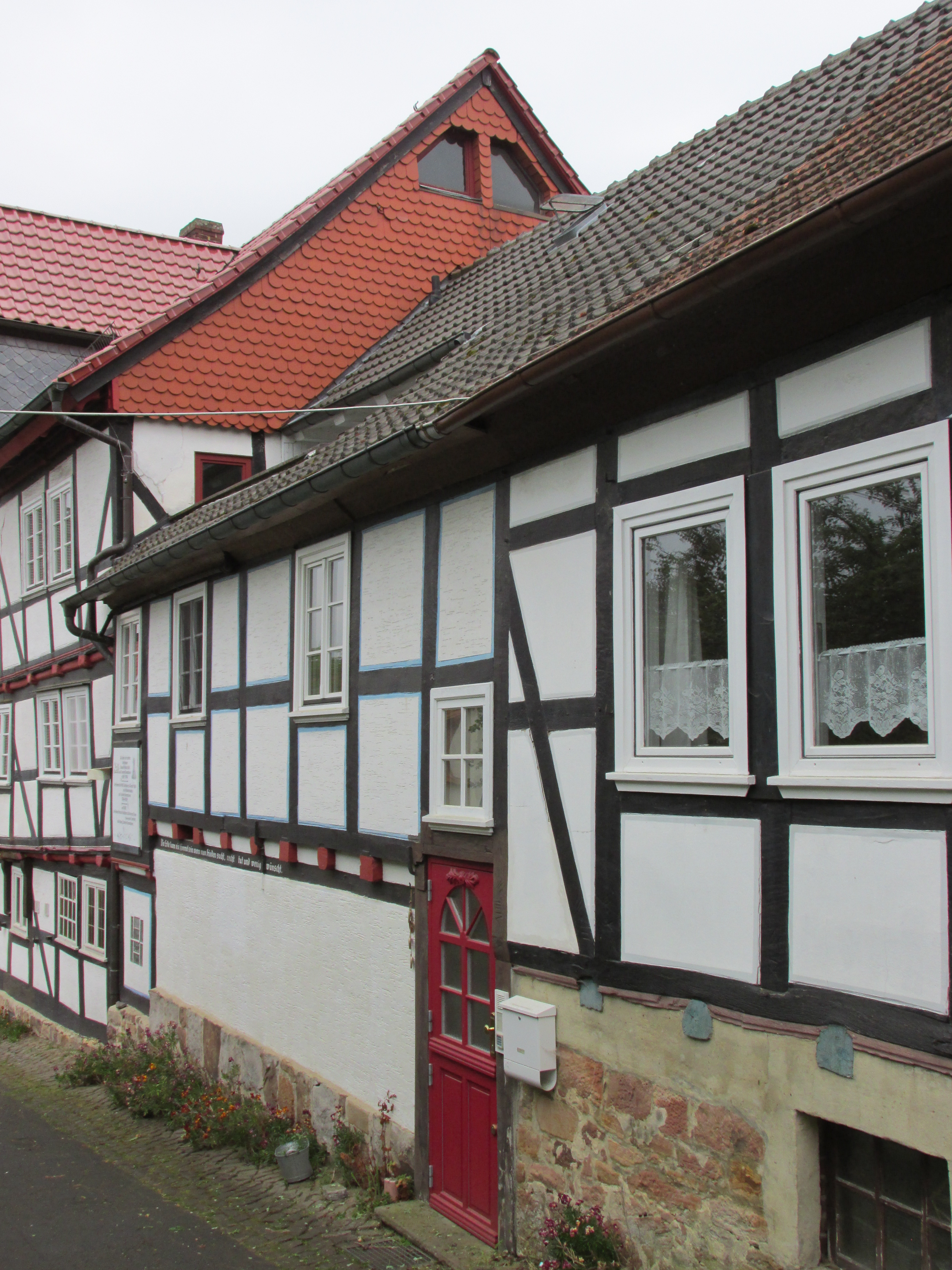
Kirchgasse 1
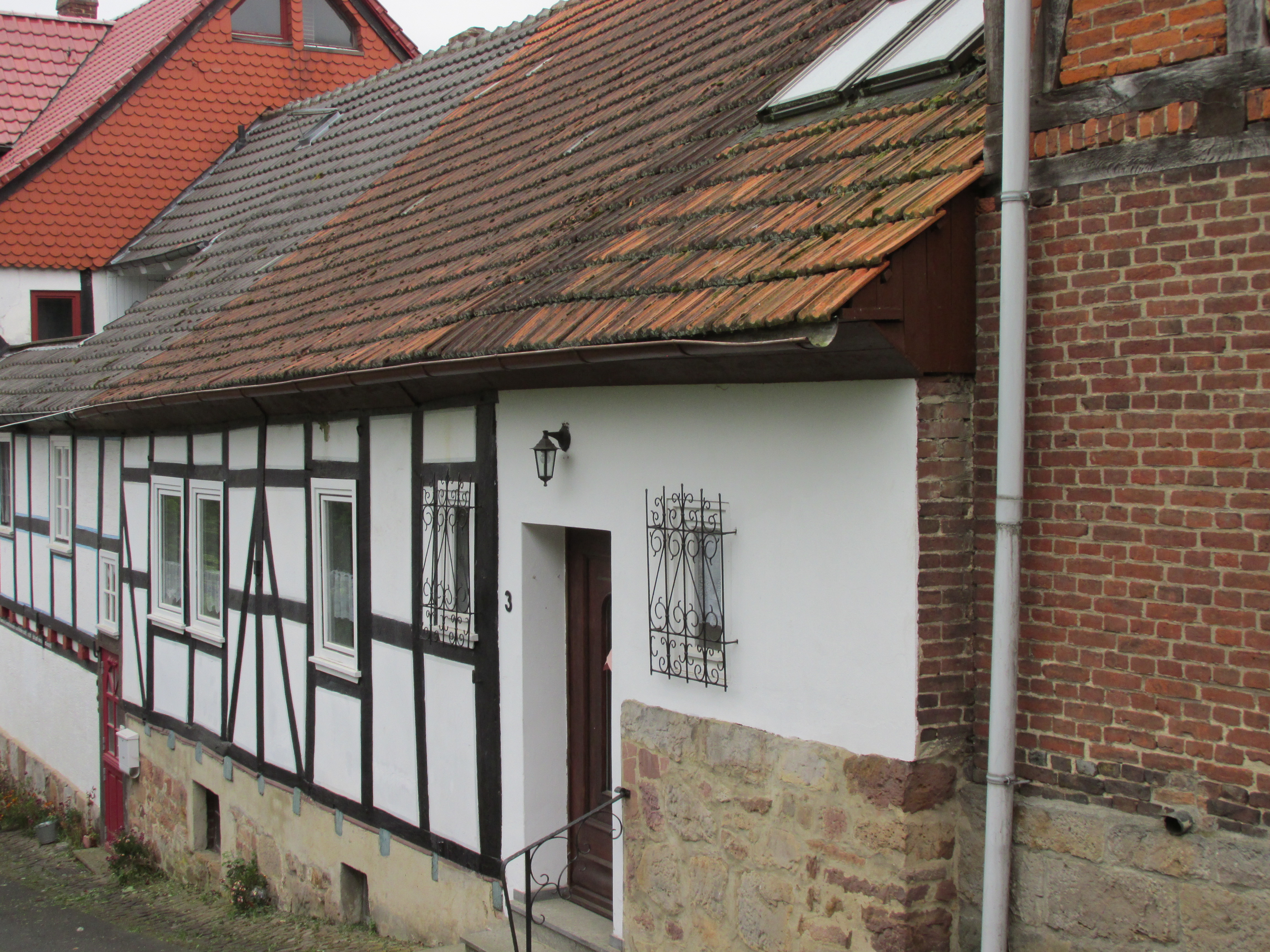
Kirchgasse 3
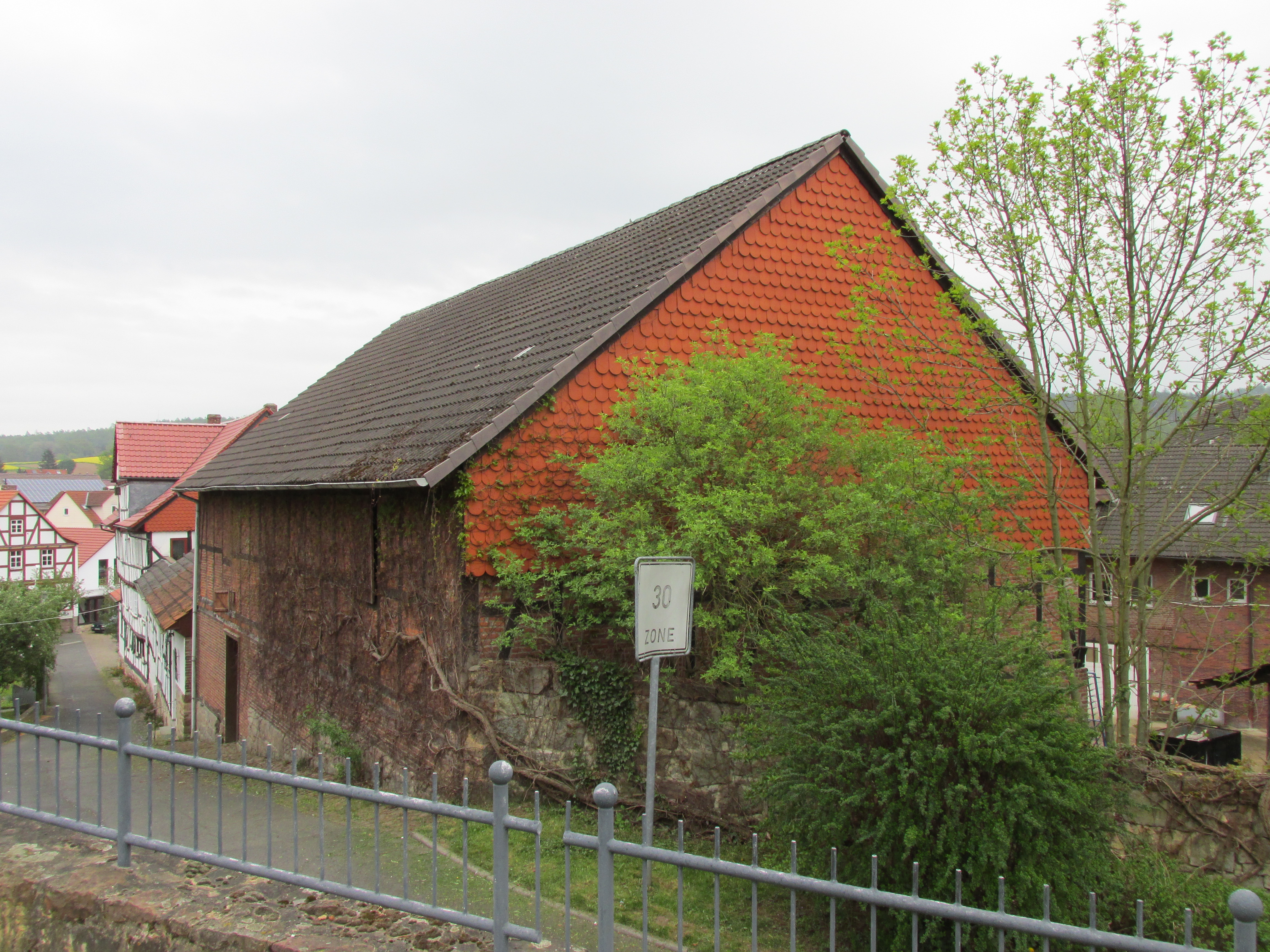
Kirchgasse 5
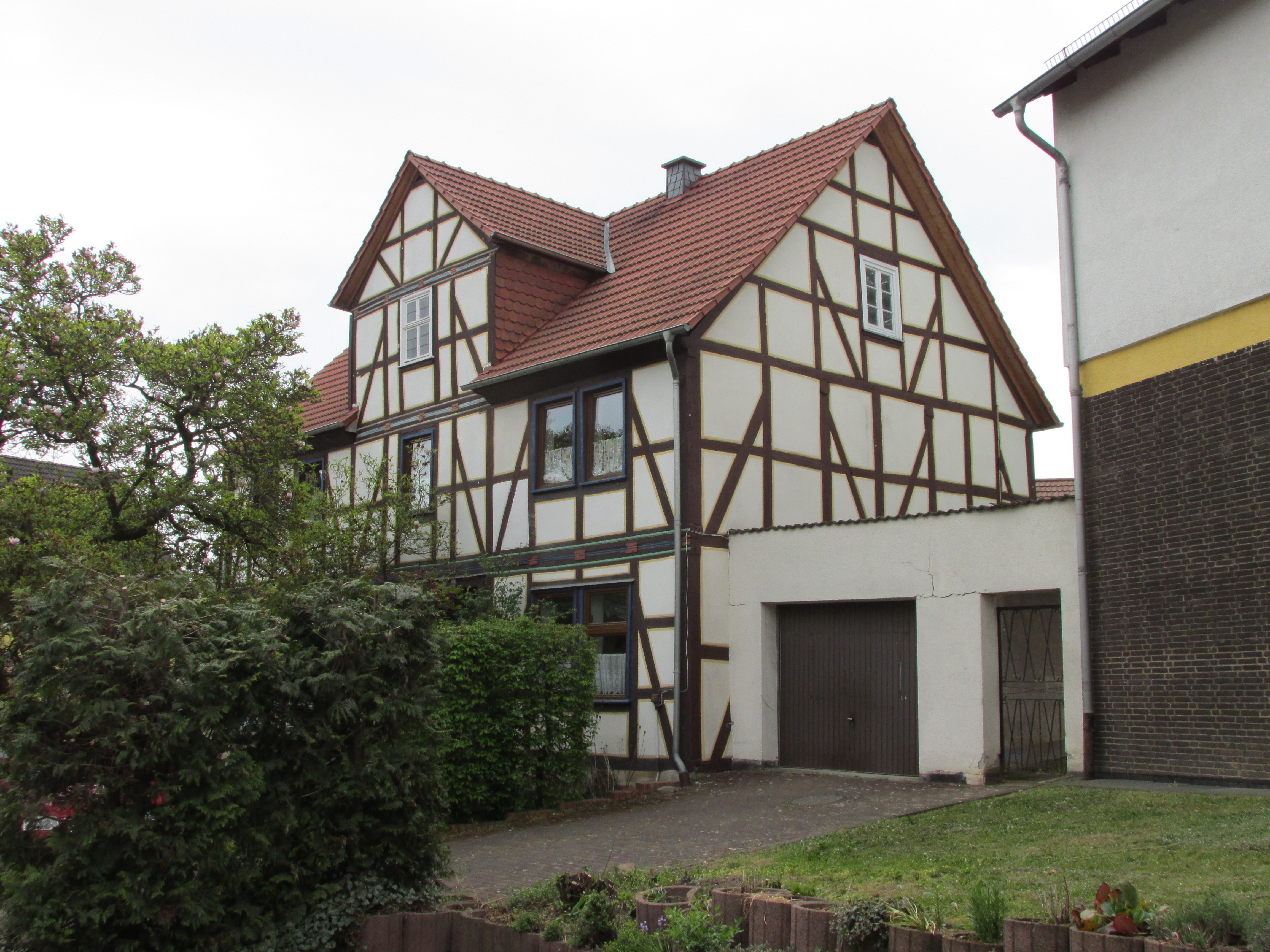
Vollmarshäuser Straße 1
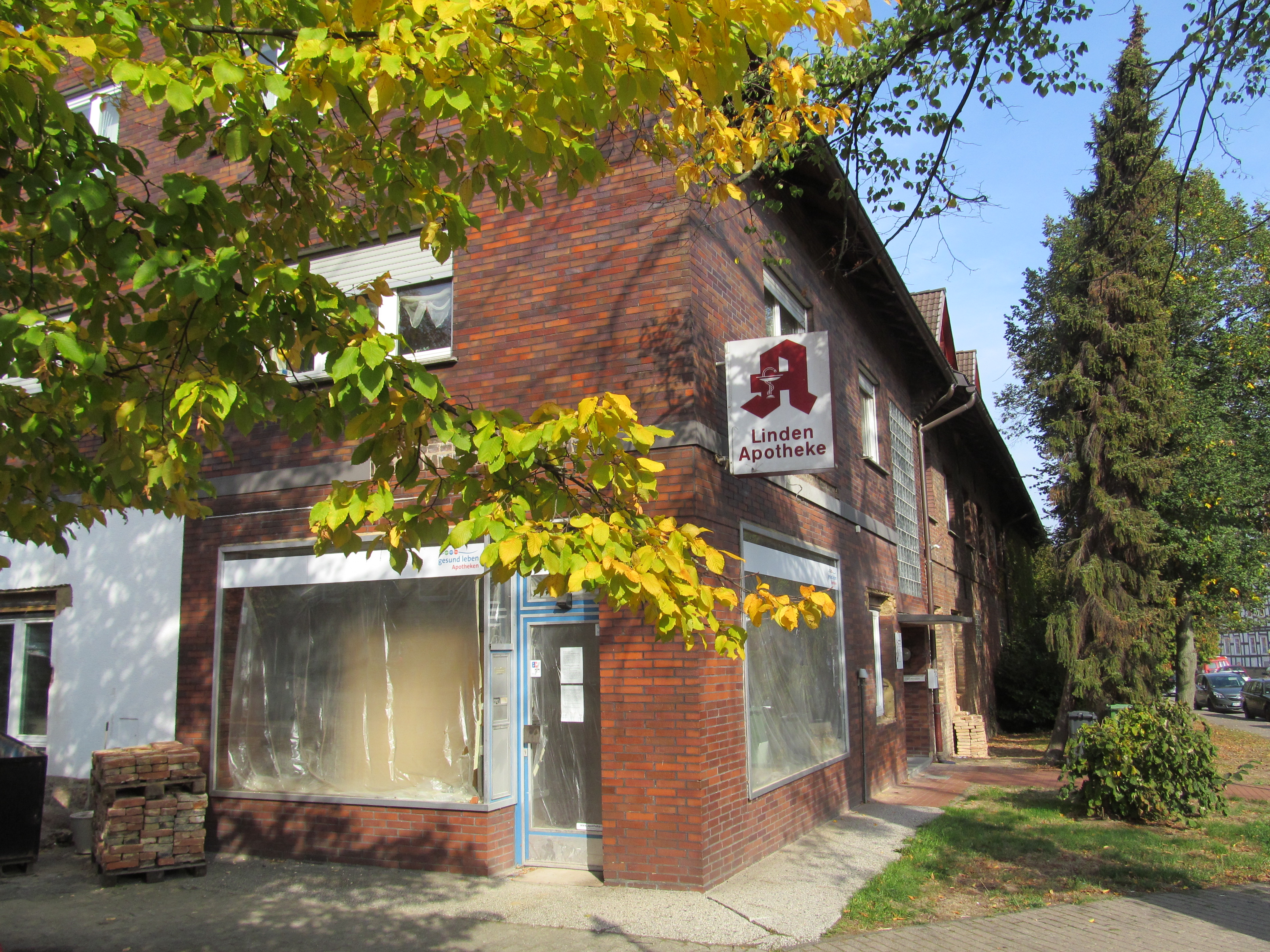
Vollmarshäuser Straße 2
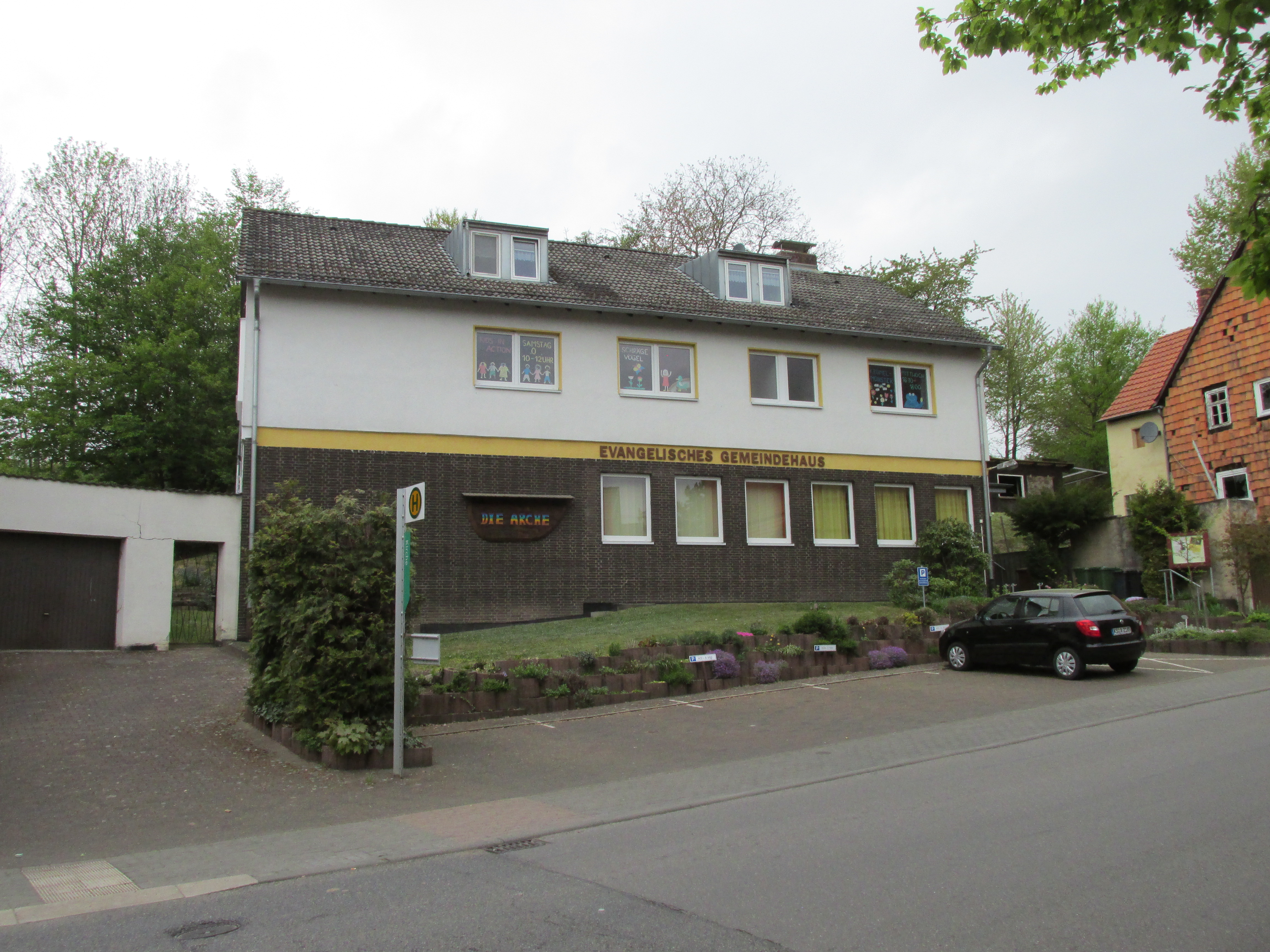
Vollmarshäuser Straße 3
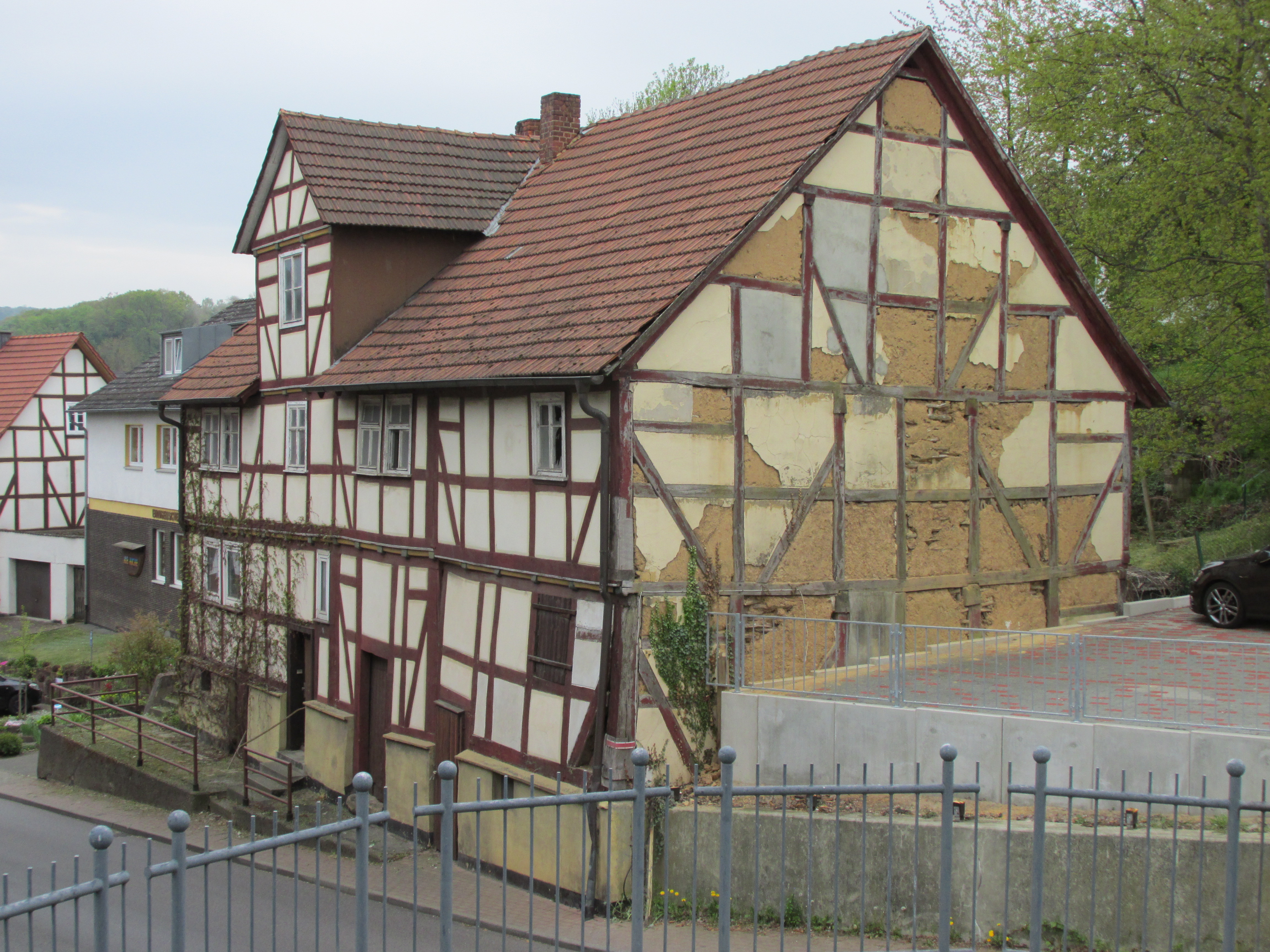
Vollmarshäuser Straße 5
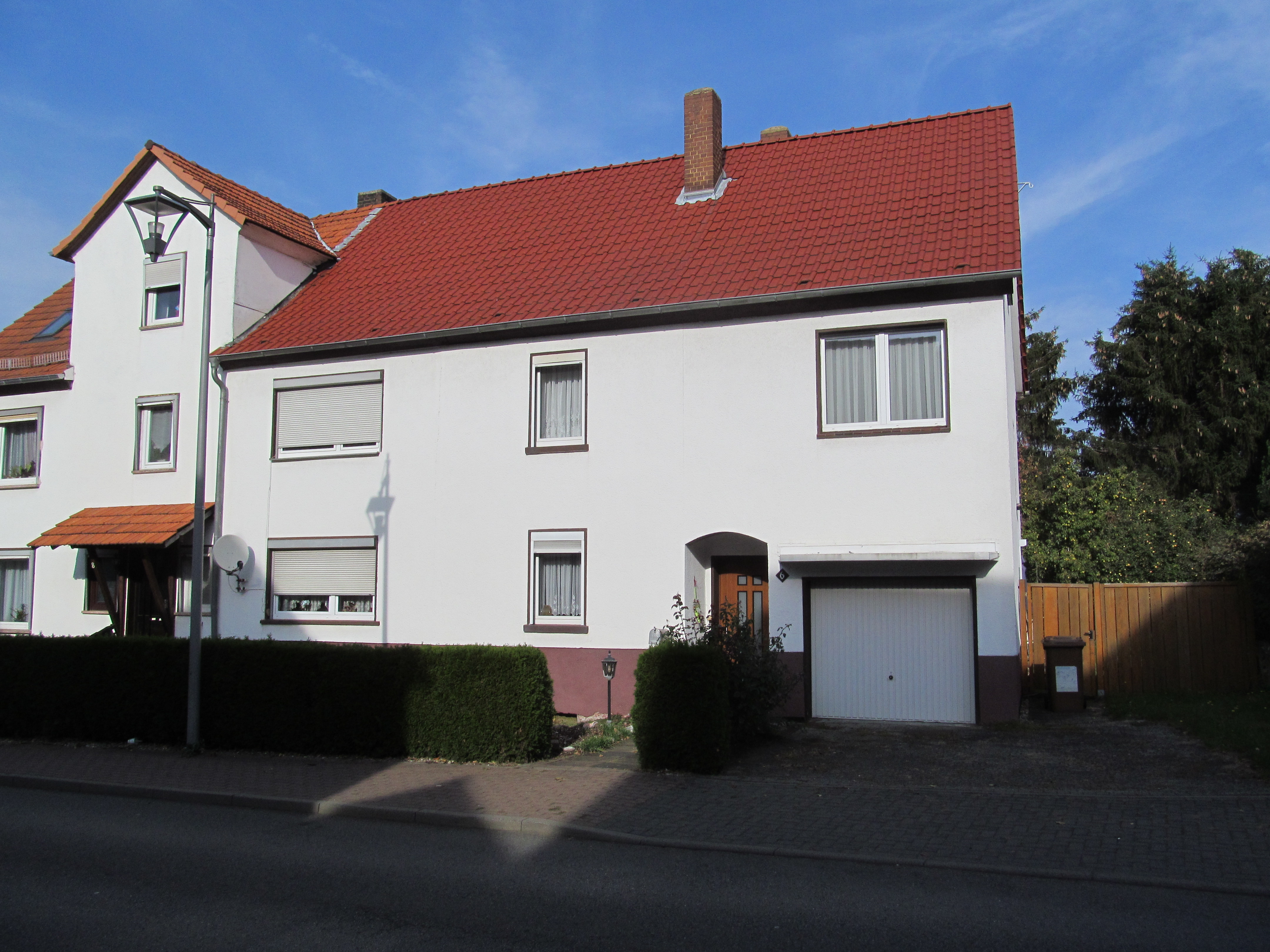
Vollmarshäuser Straße 6
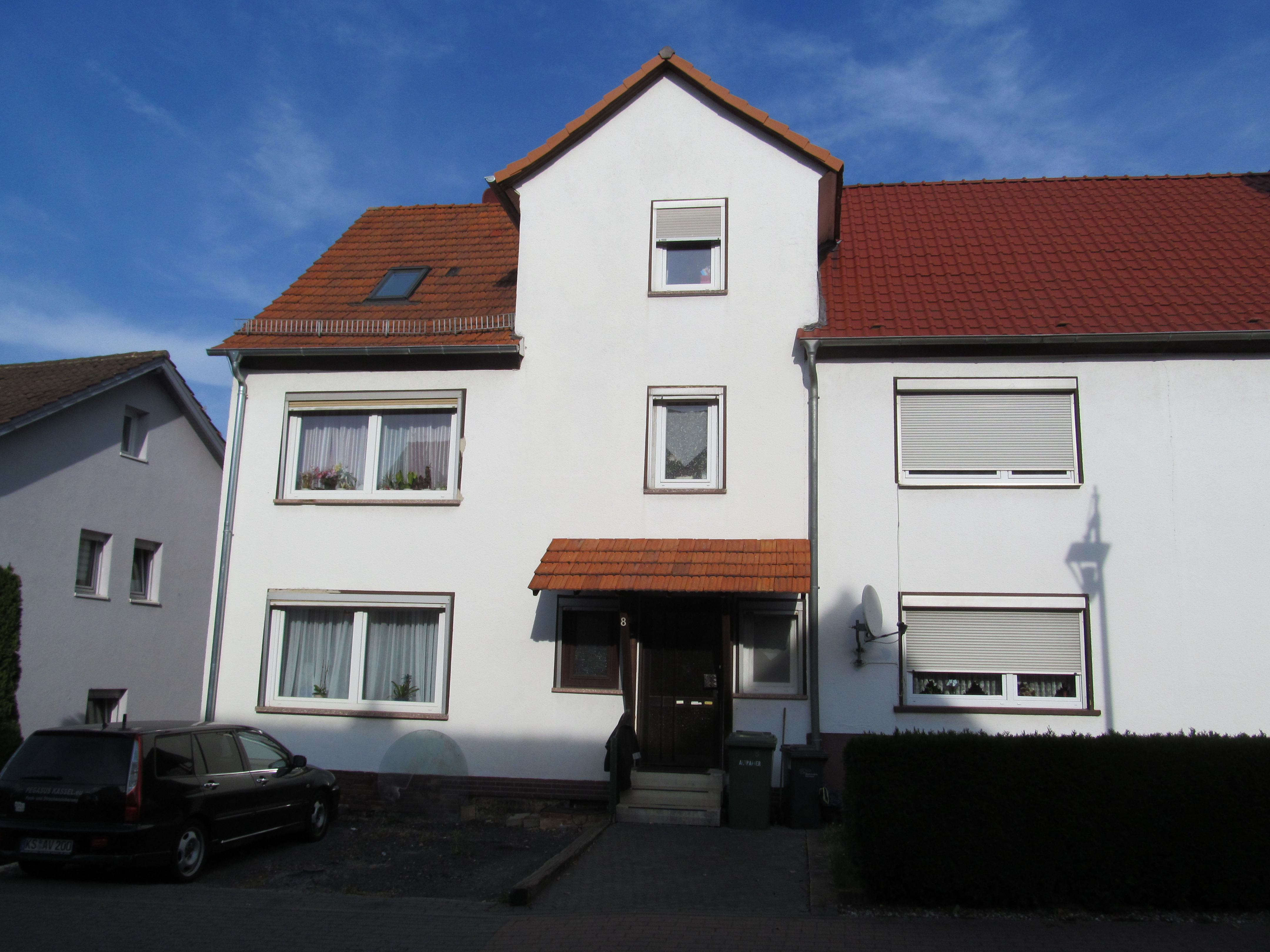
Vollmarshäuser Straße 8
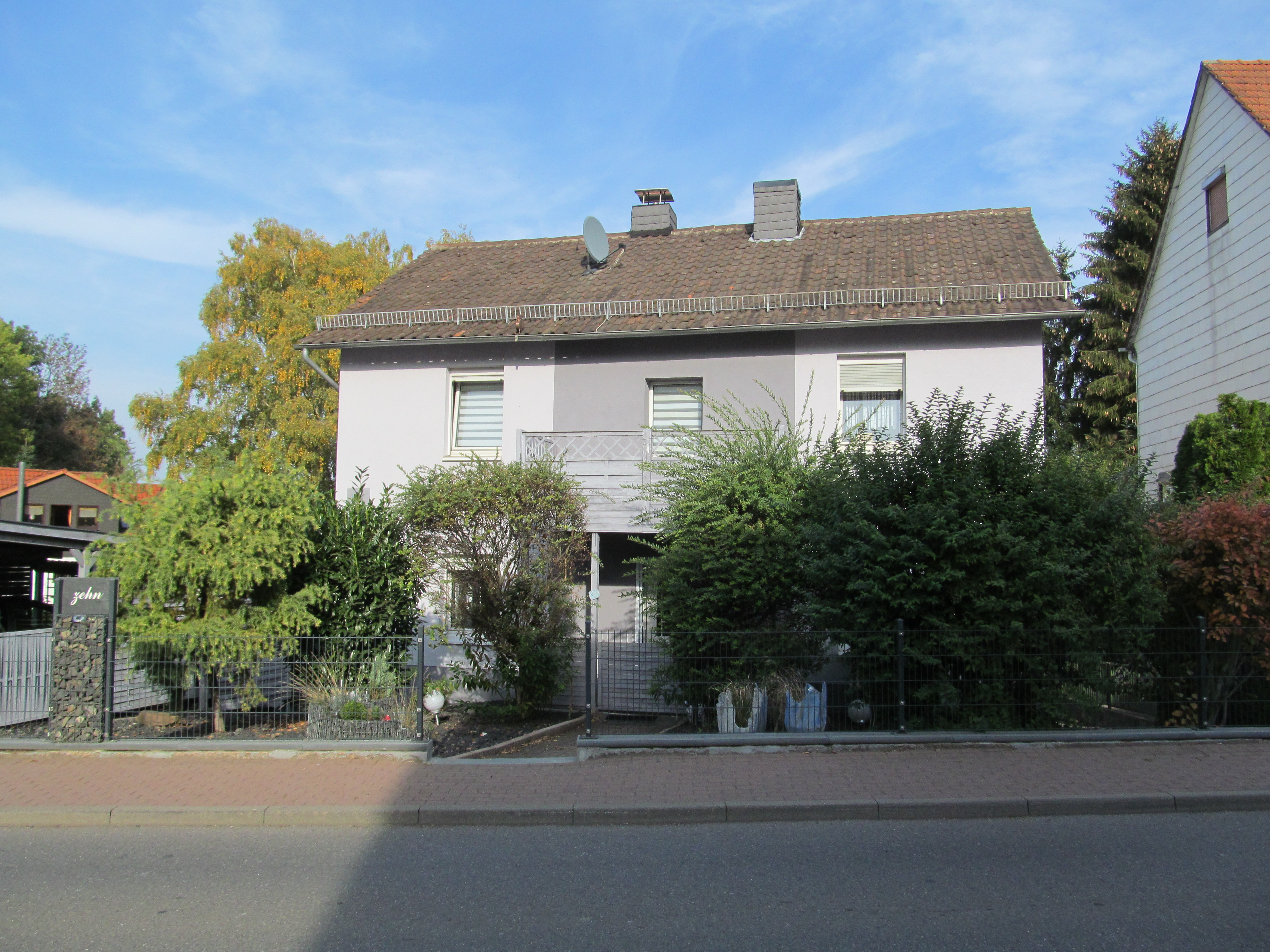
Vollmarshäuser Straße 10
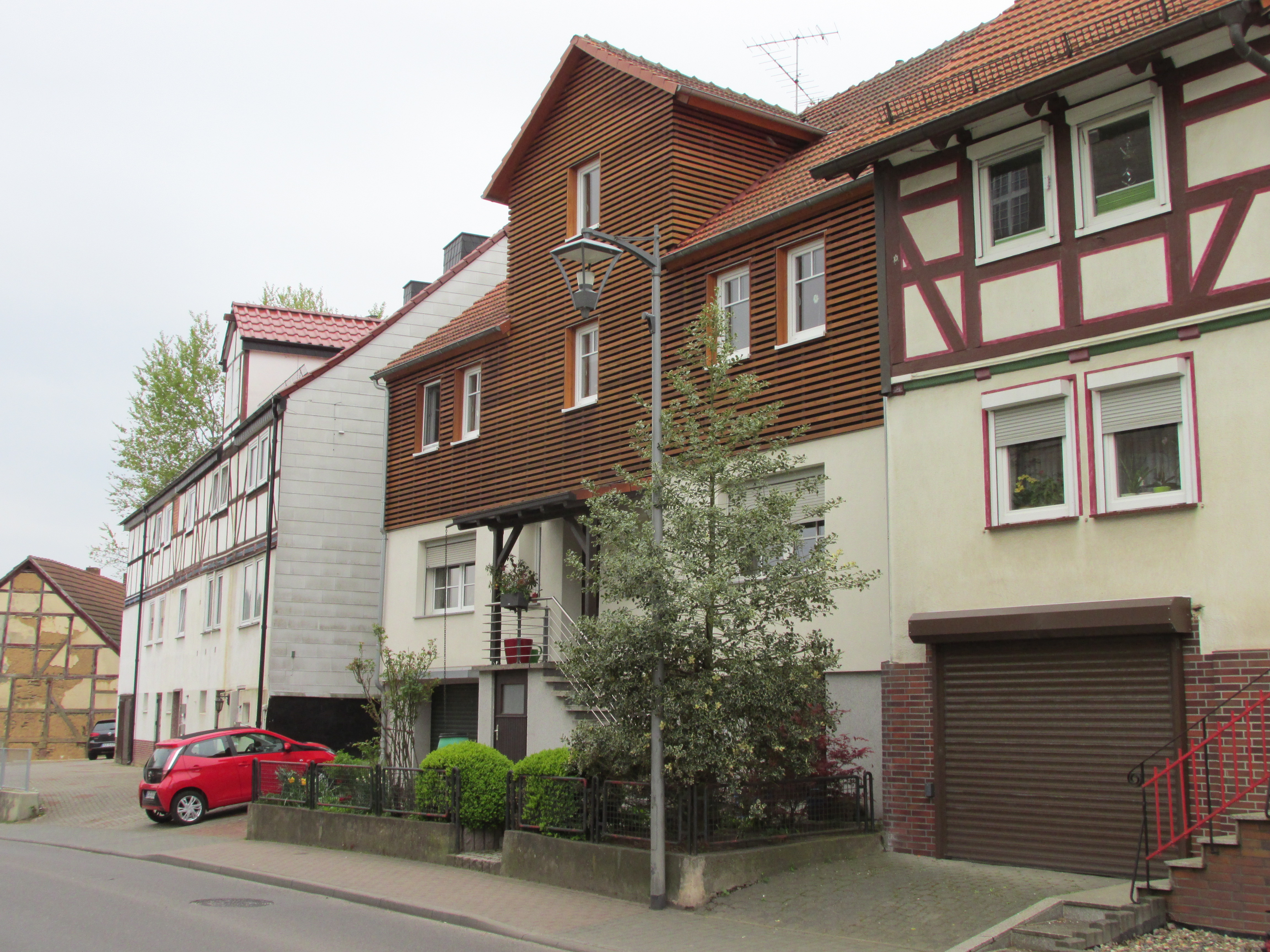
Vollmarshäuser Straße 11
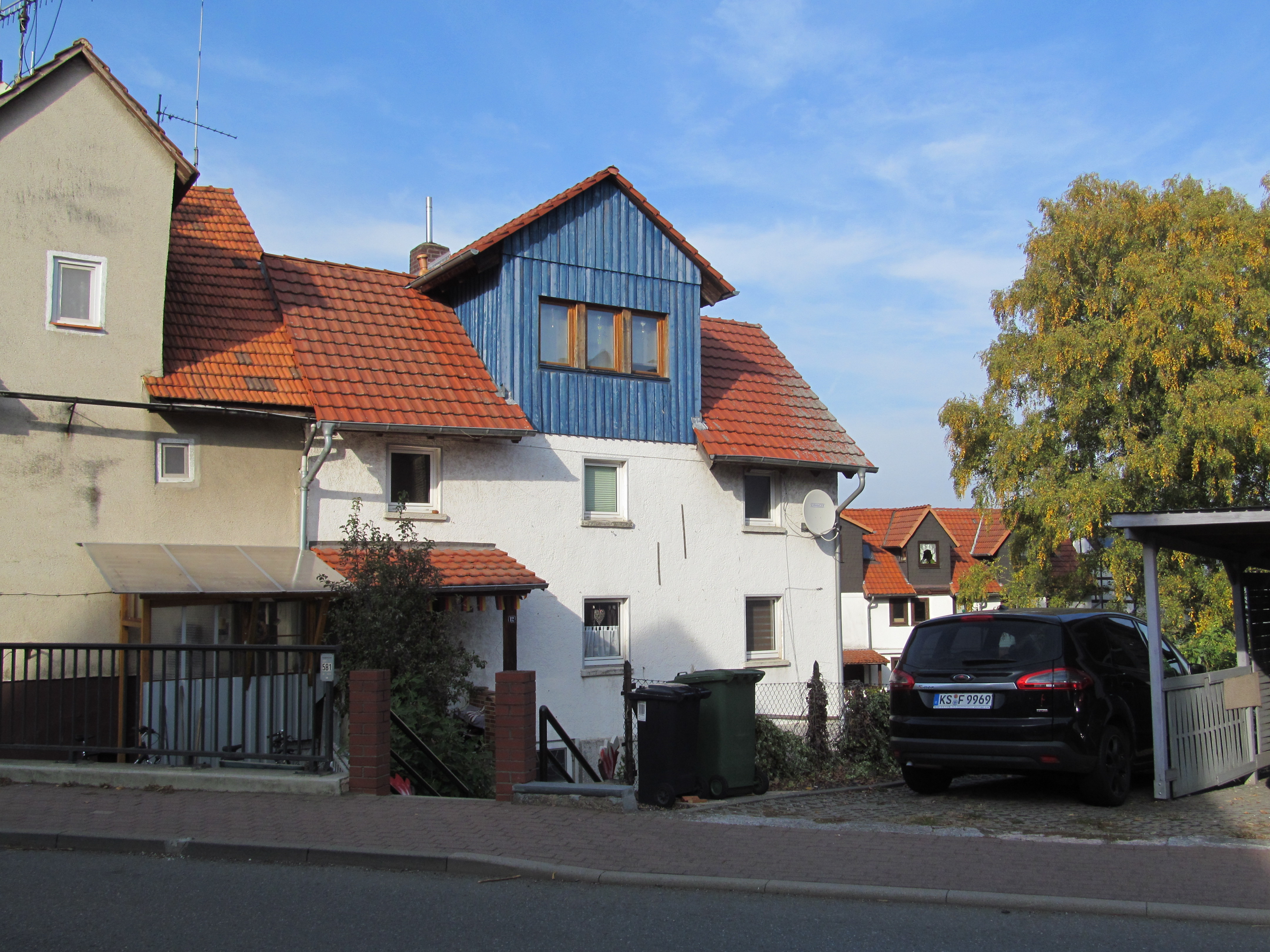
Vollmarshäuser Straße 12
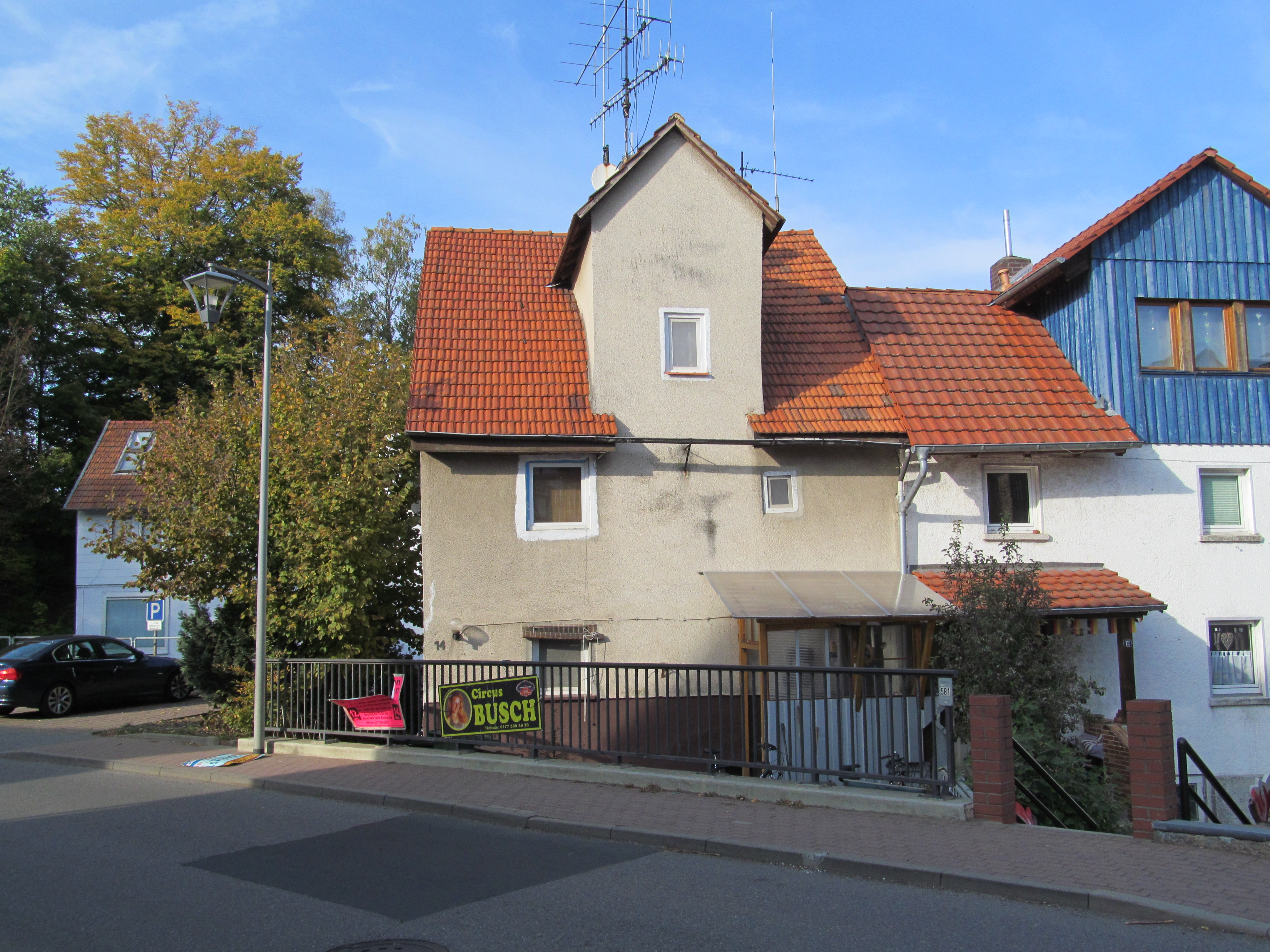
Vollmarshäuser Straße 14
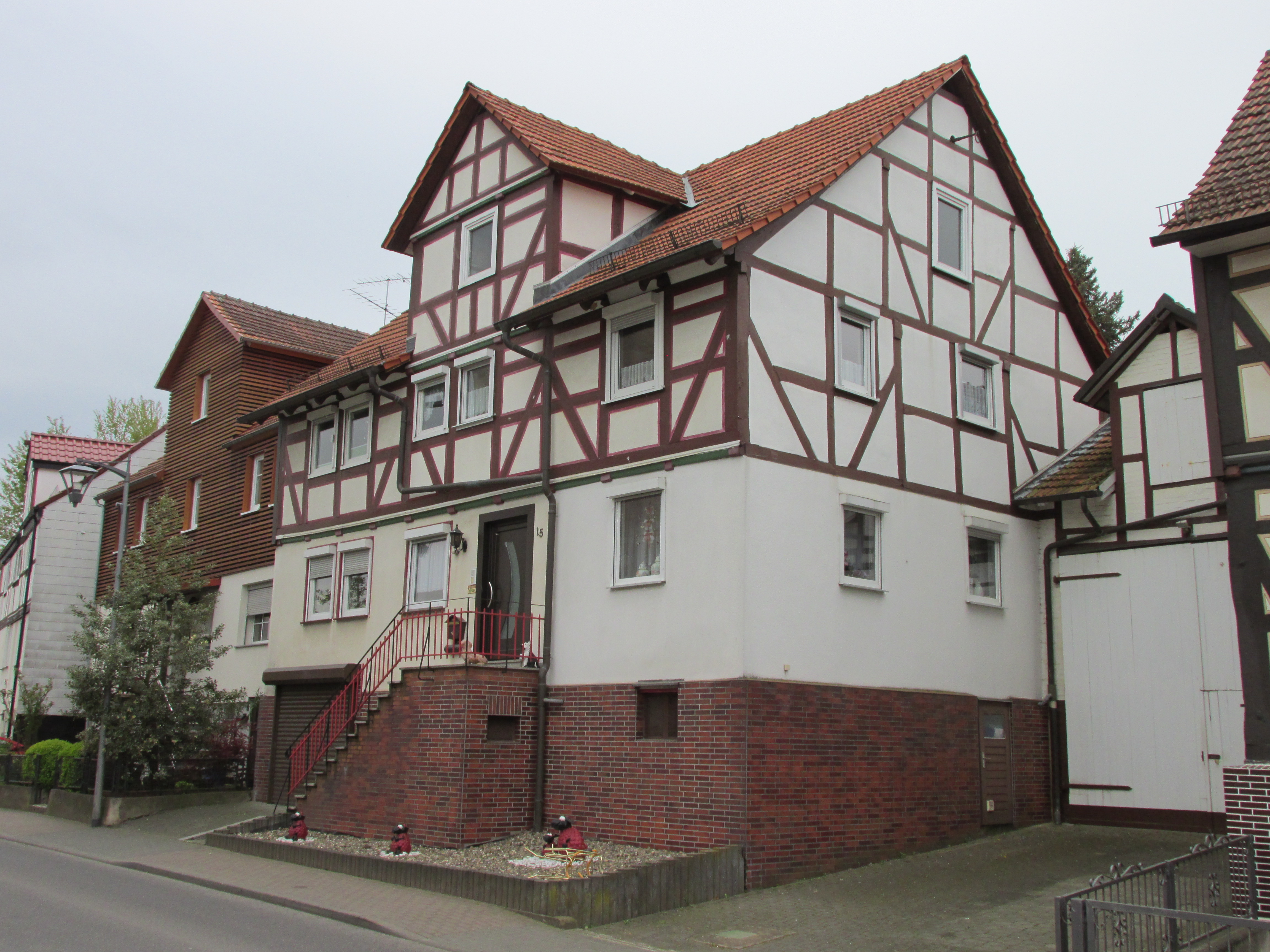
Vollmarshäuser Straße 15
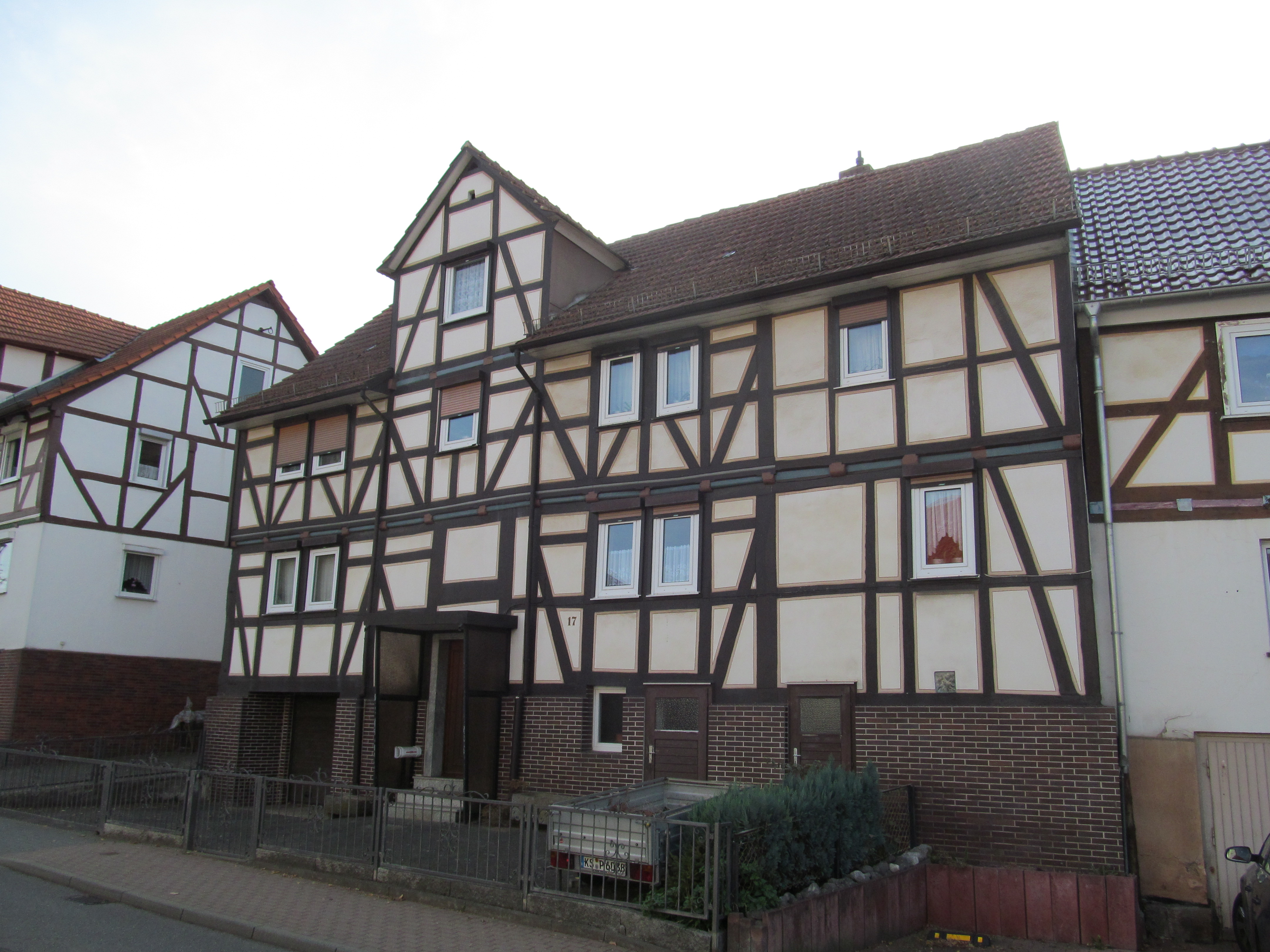
Vollmarshäuser Straße 17
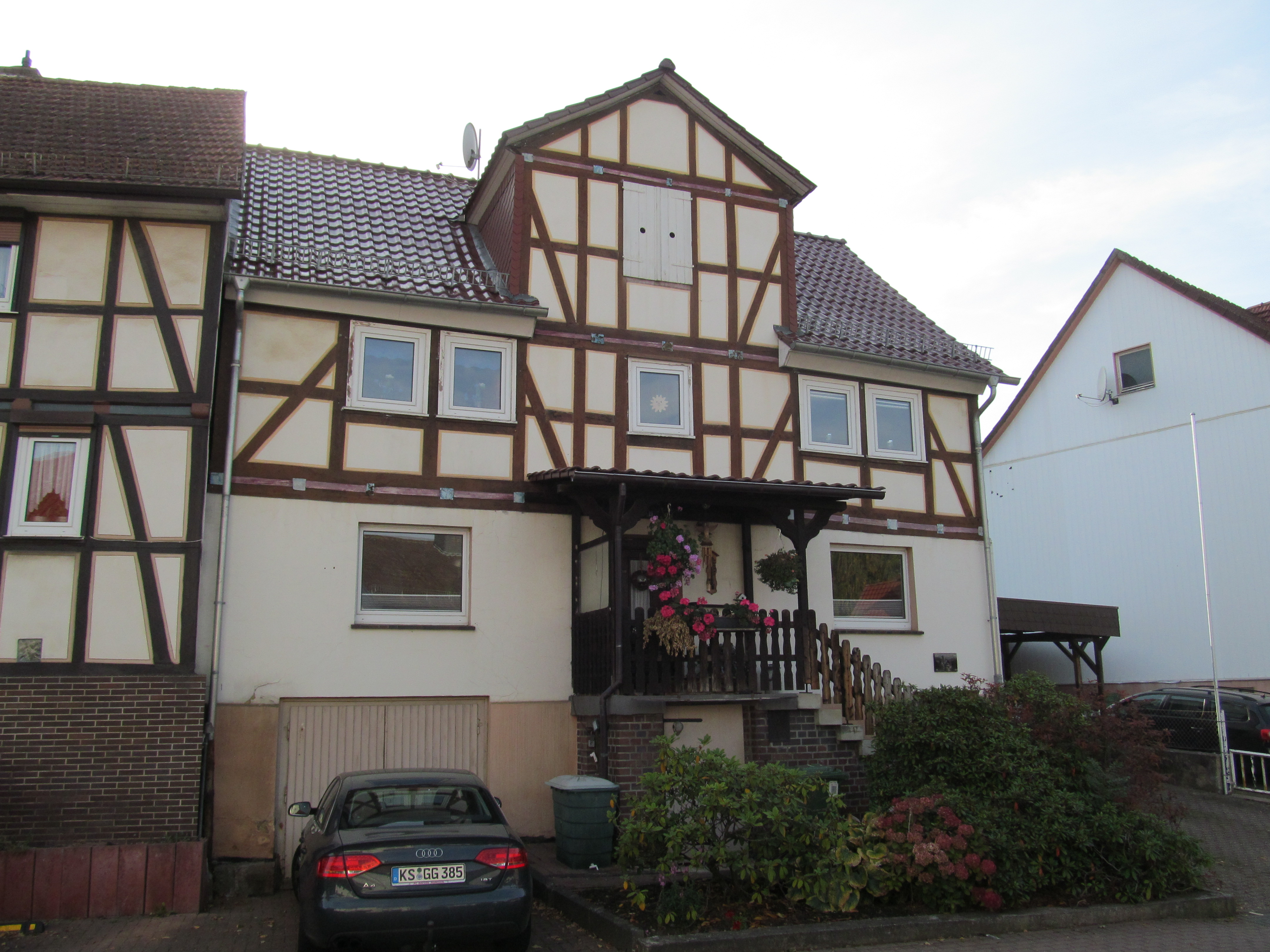
Vollmarshäuser Straße 19
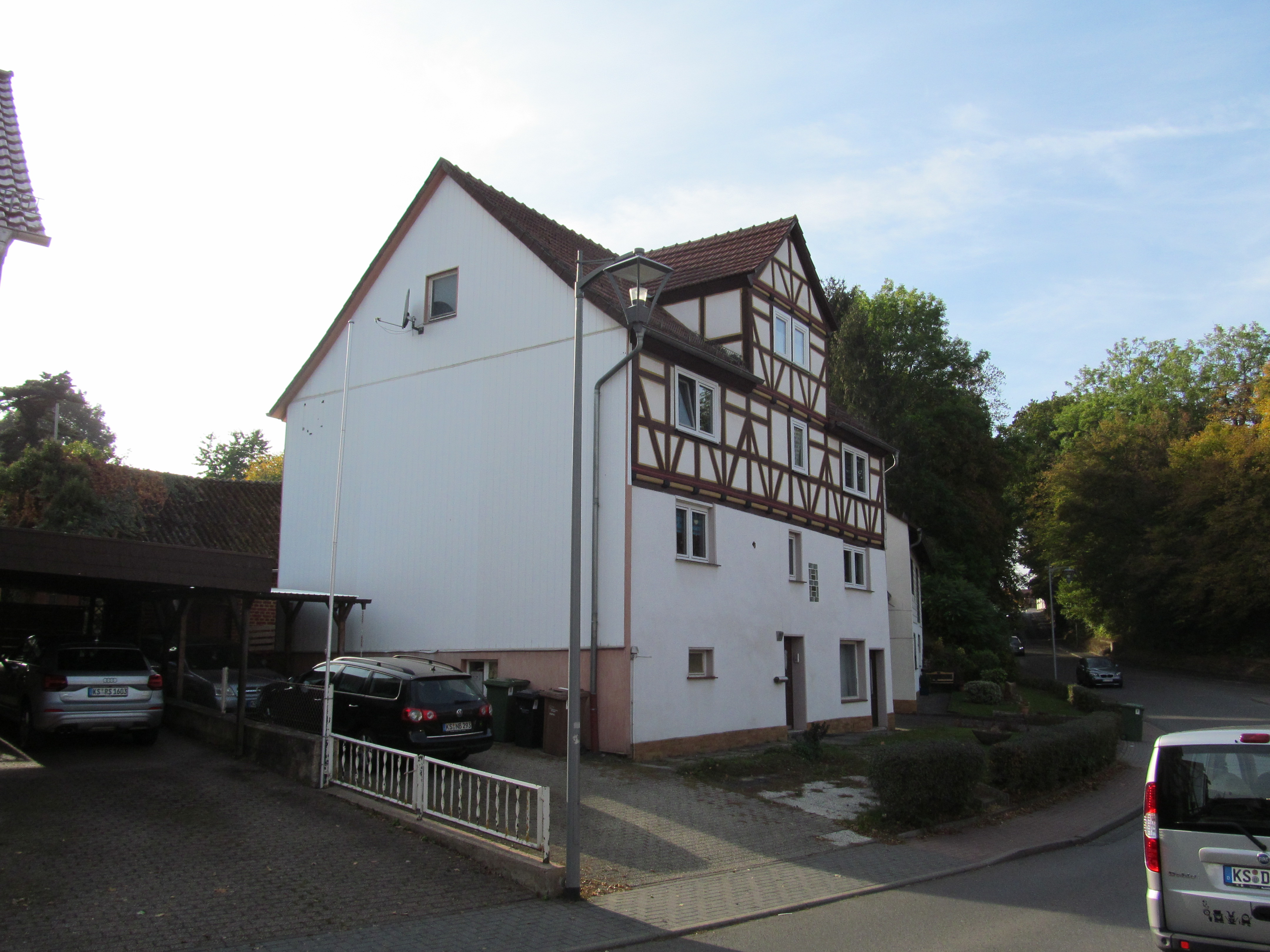
Vollmarshäuser Straße 21
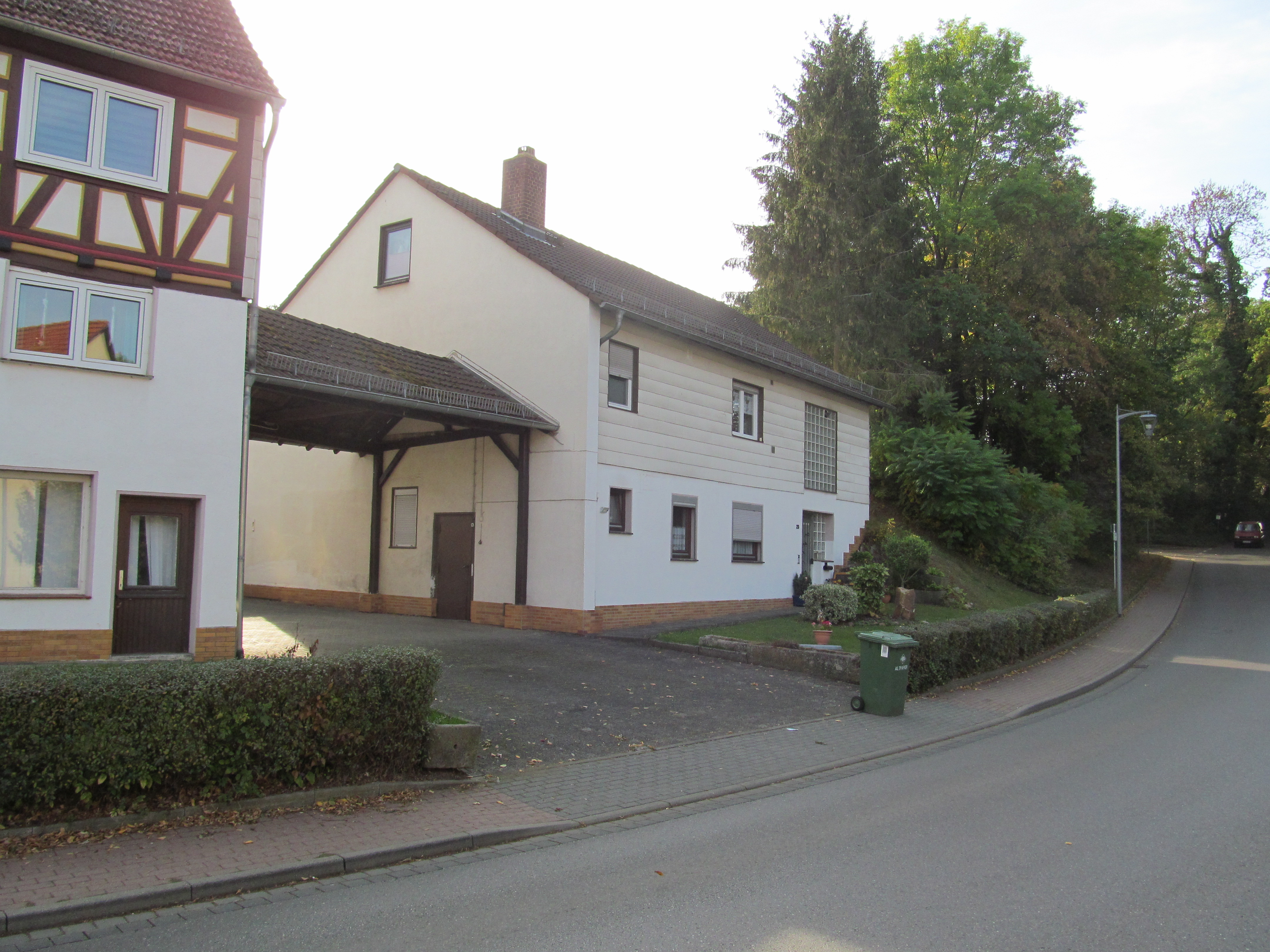
Vollmarshäuser Straße 23
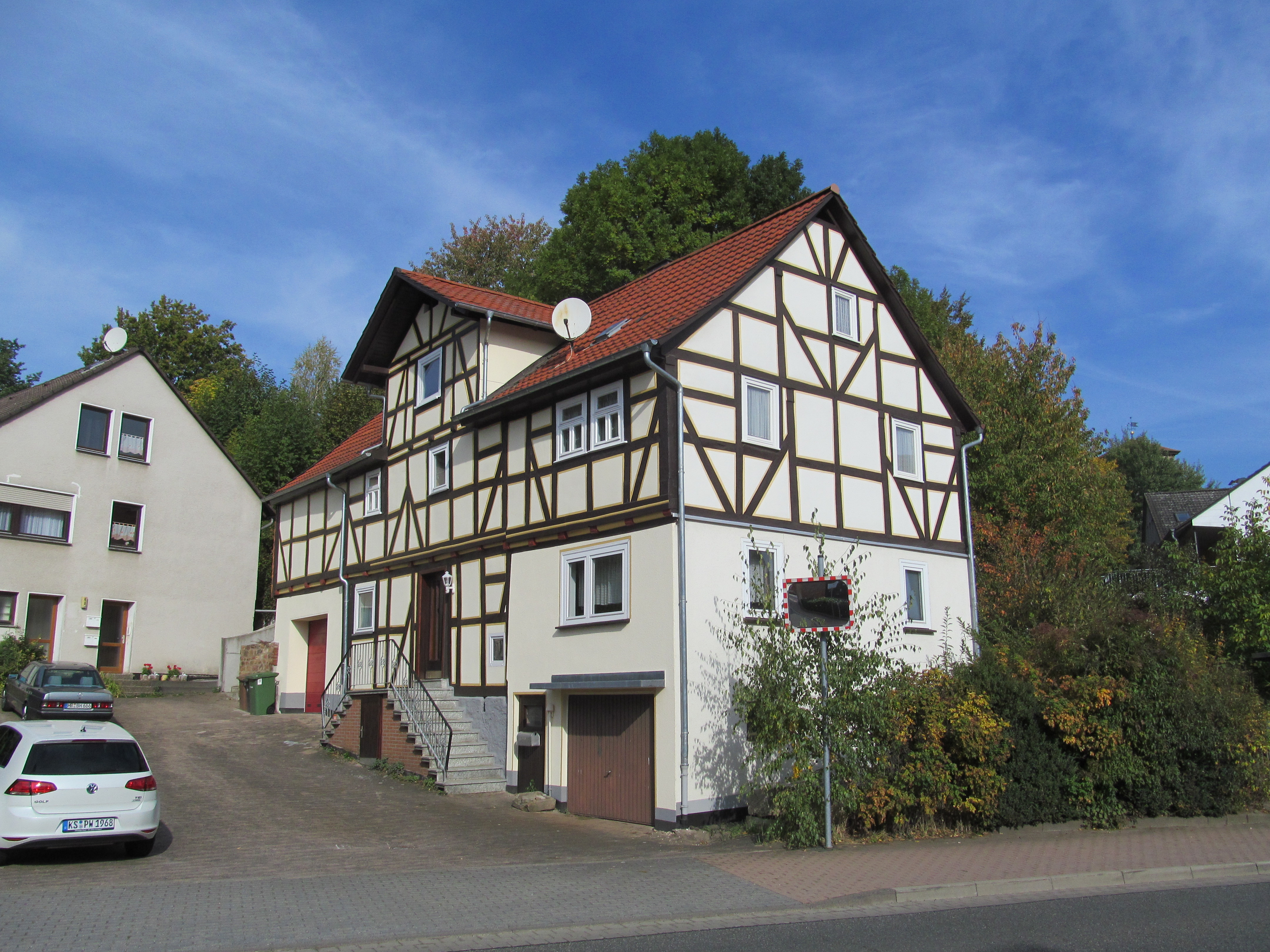
Welleröder Straße 4
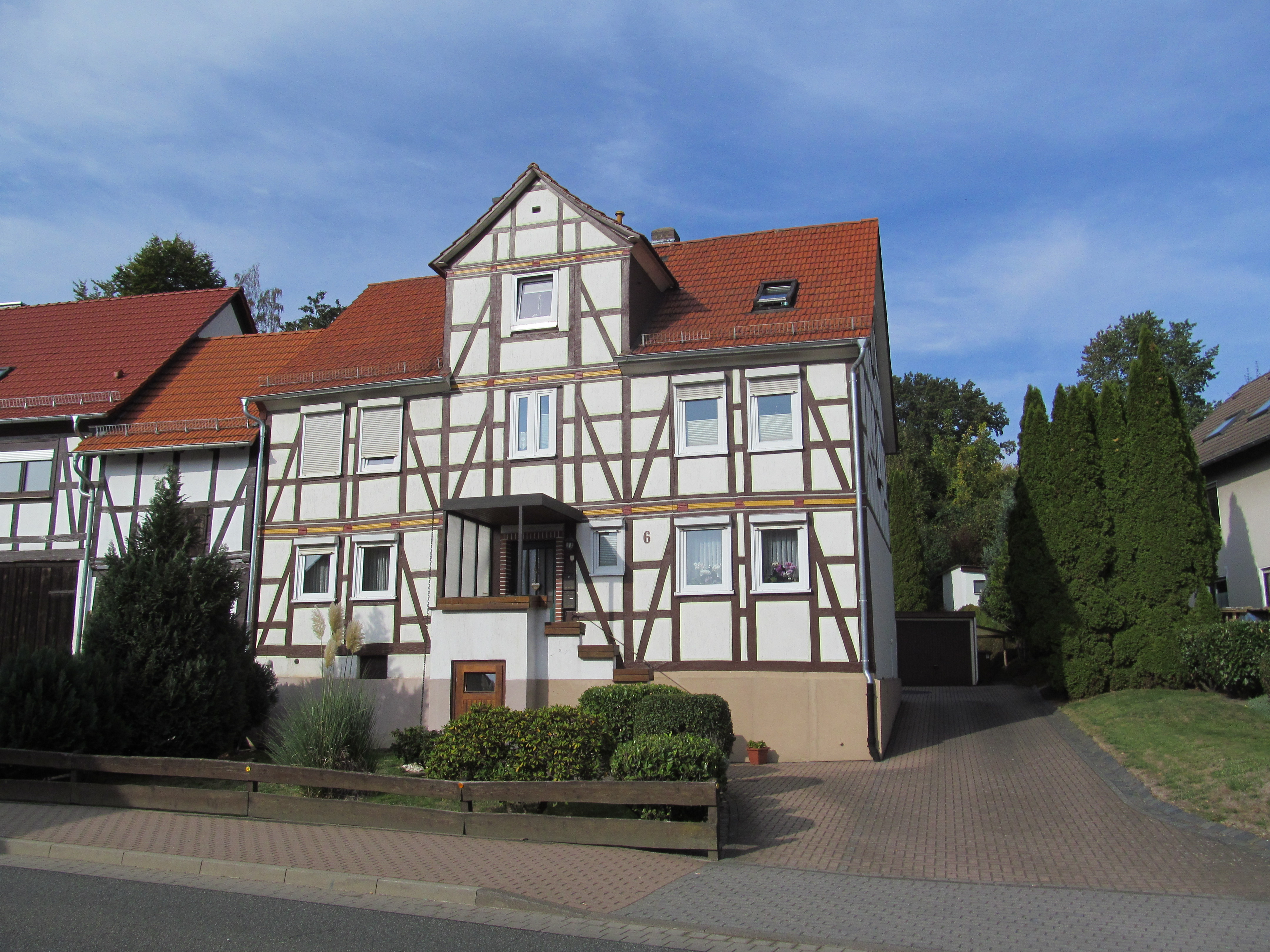
Welleröder Straße 6
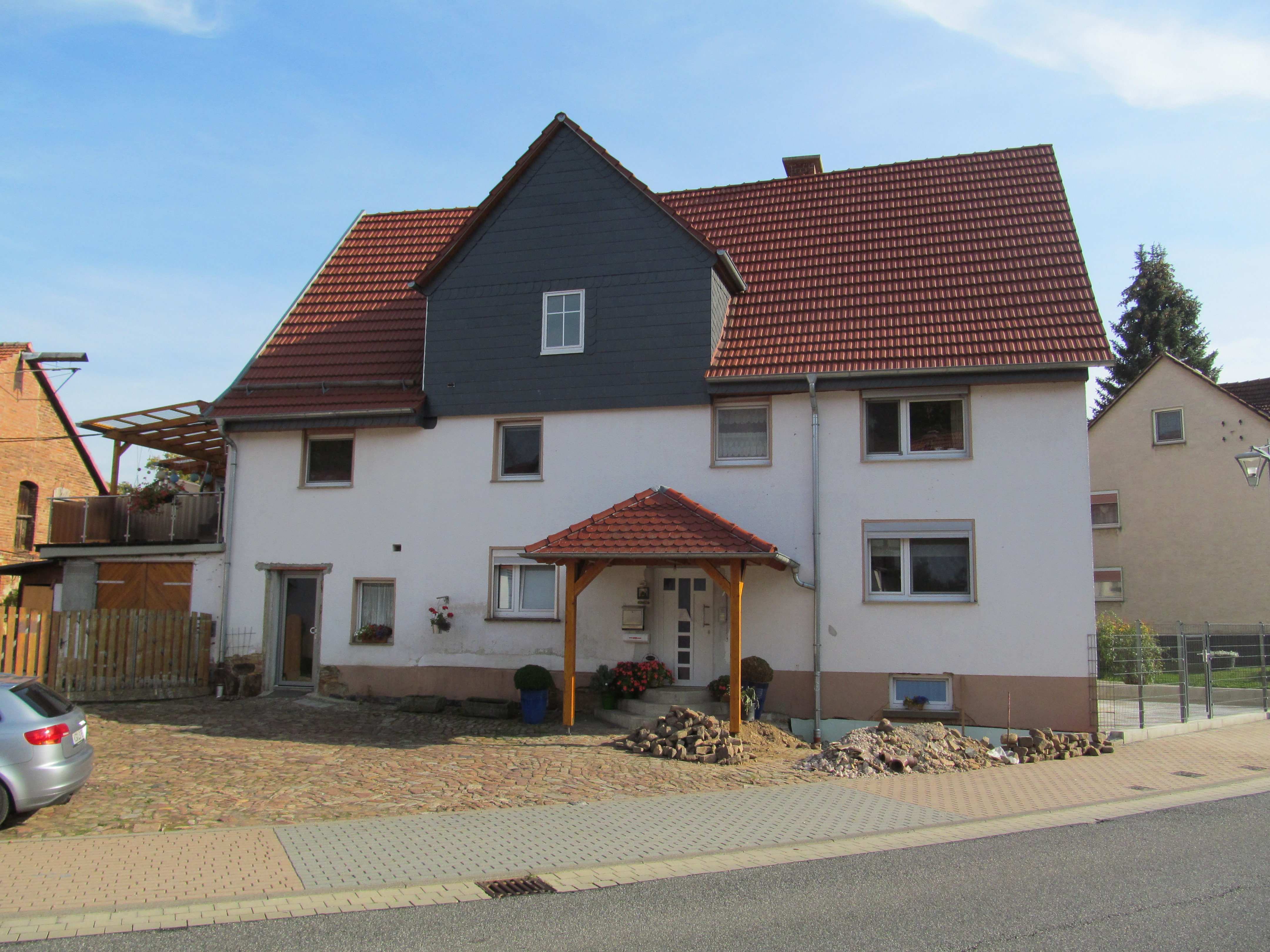
Welleröder Straße 7
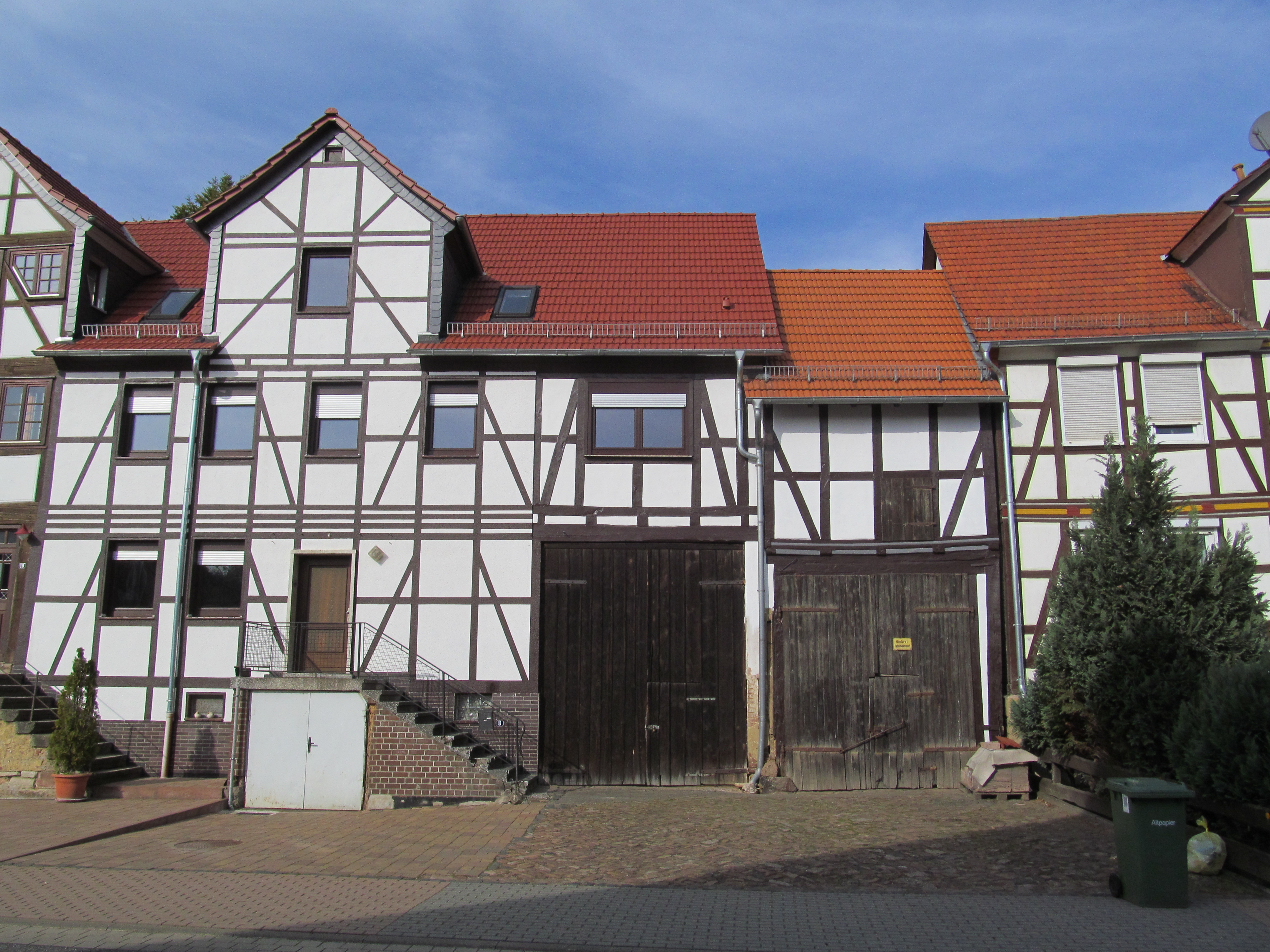
Welleröder Straße 8
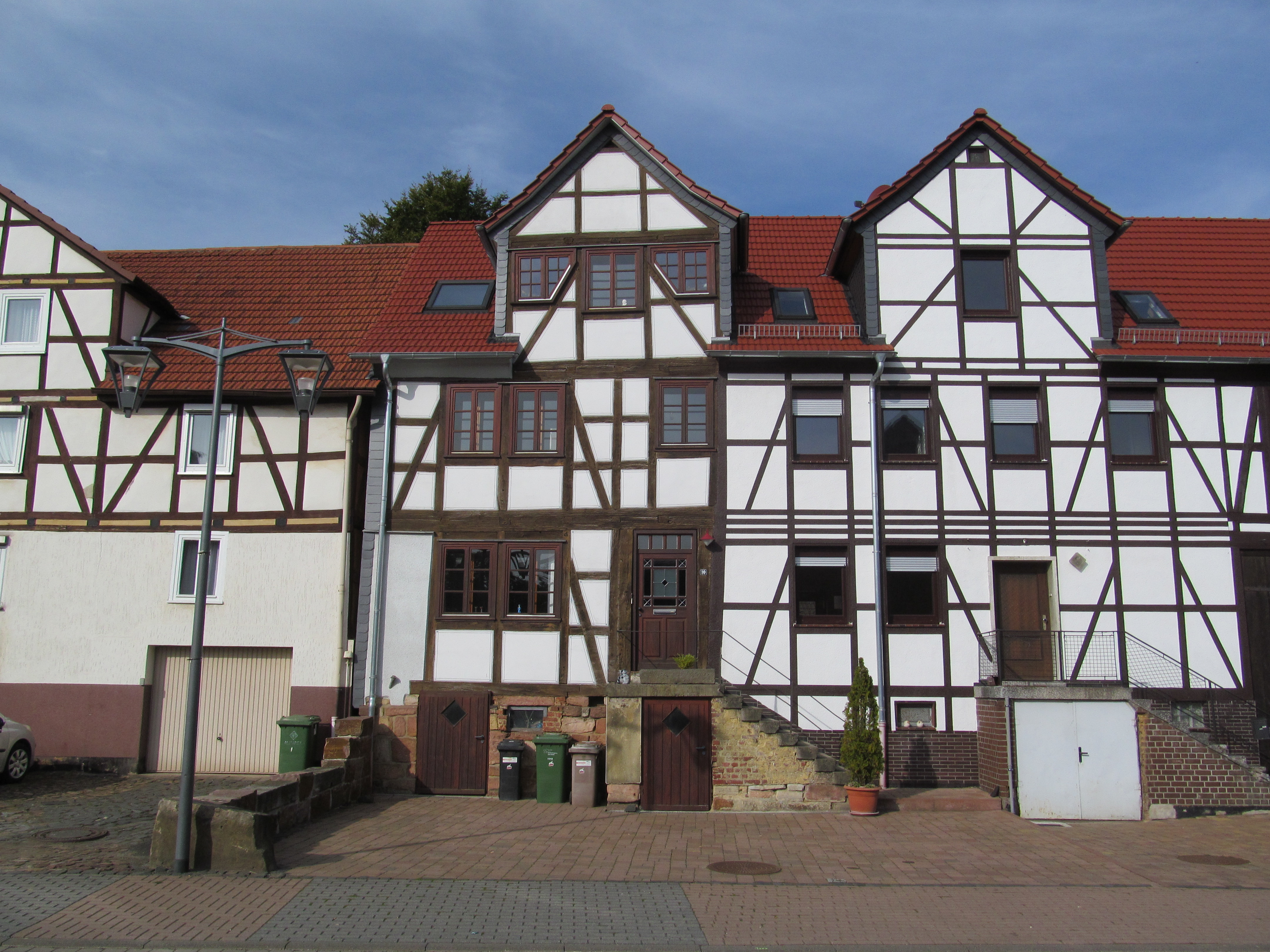
Welleröder Straße 10
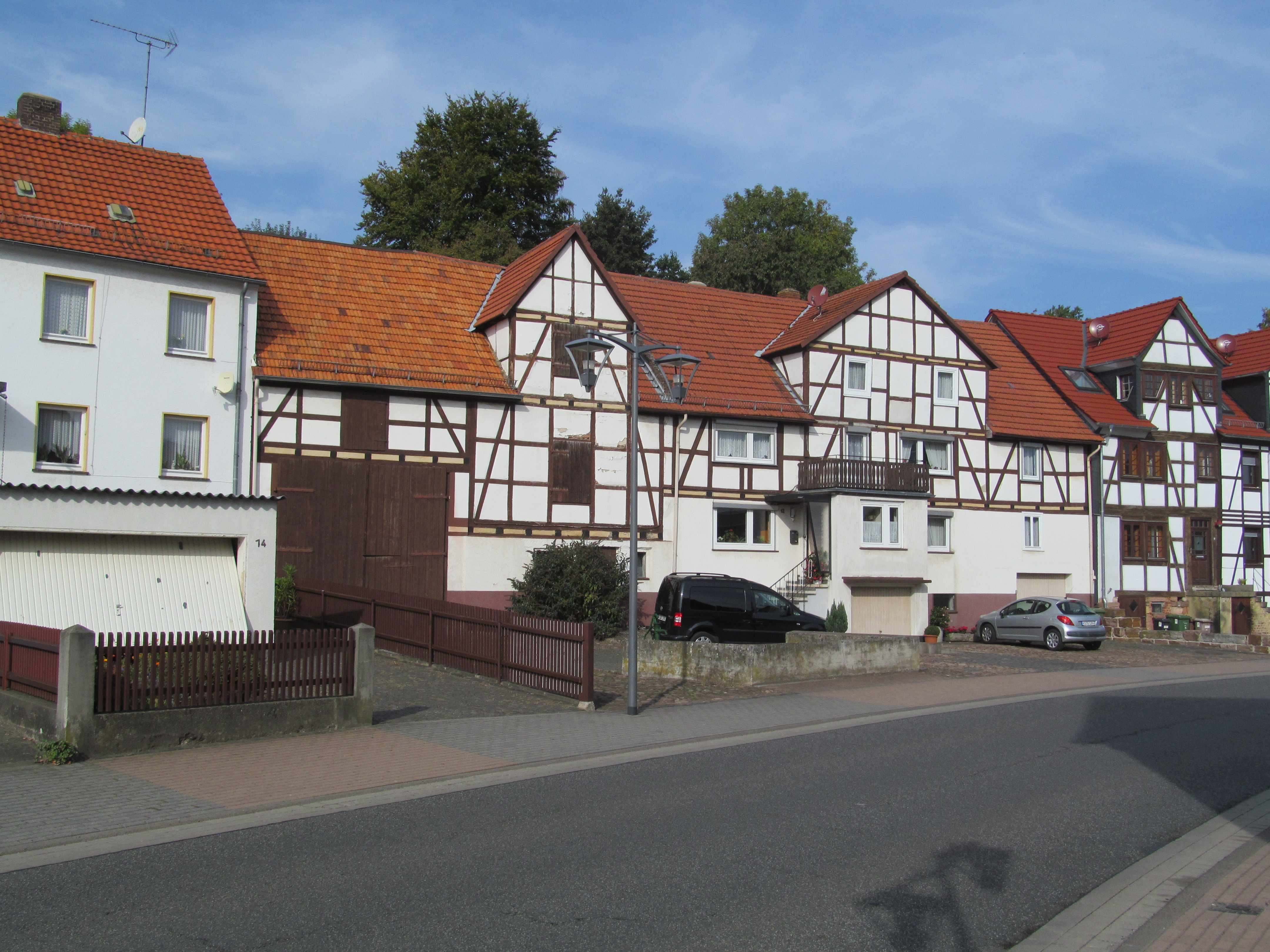
Welleröder Straße 12
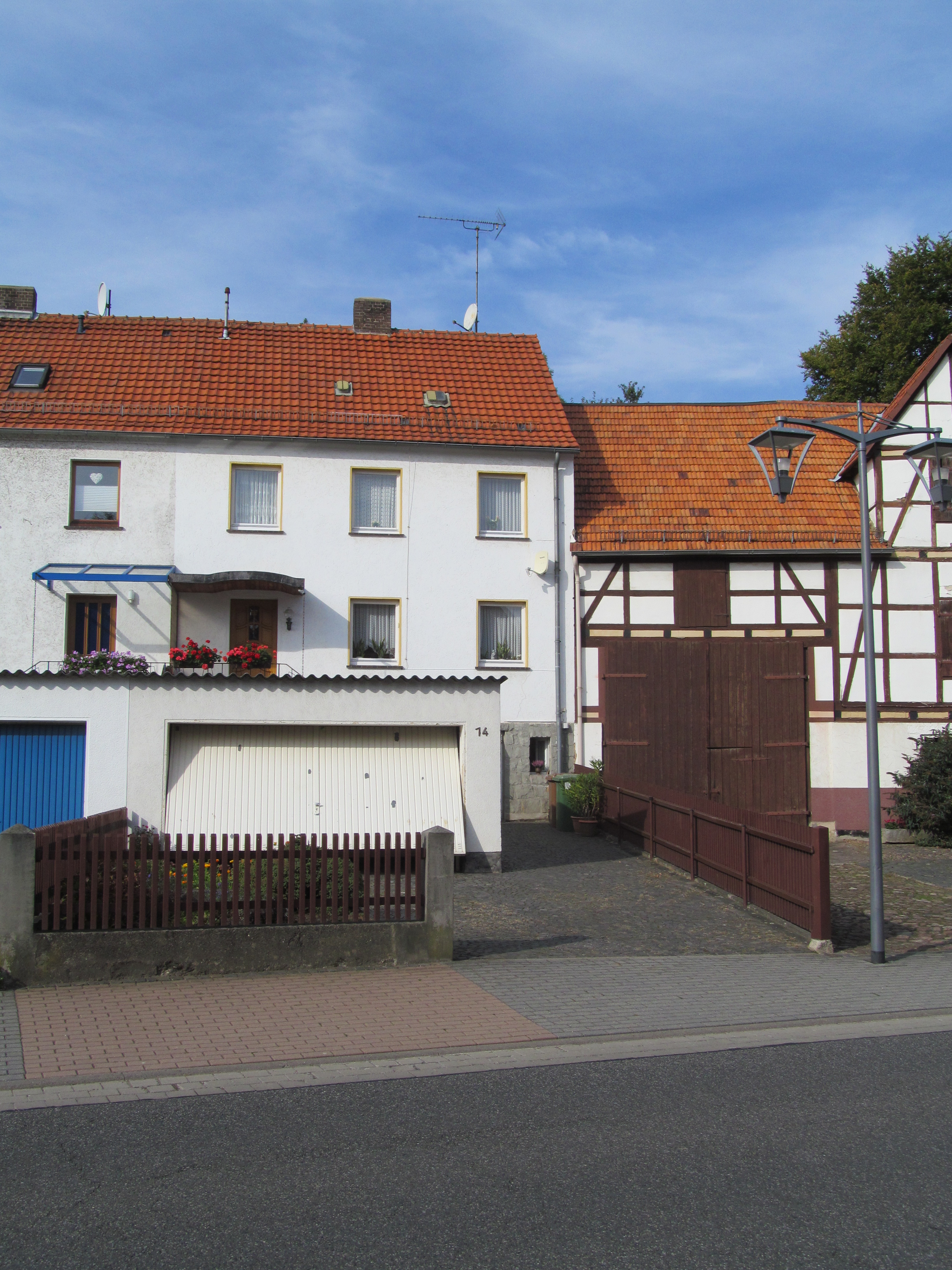
Welleröder Straße 14
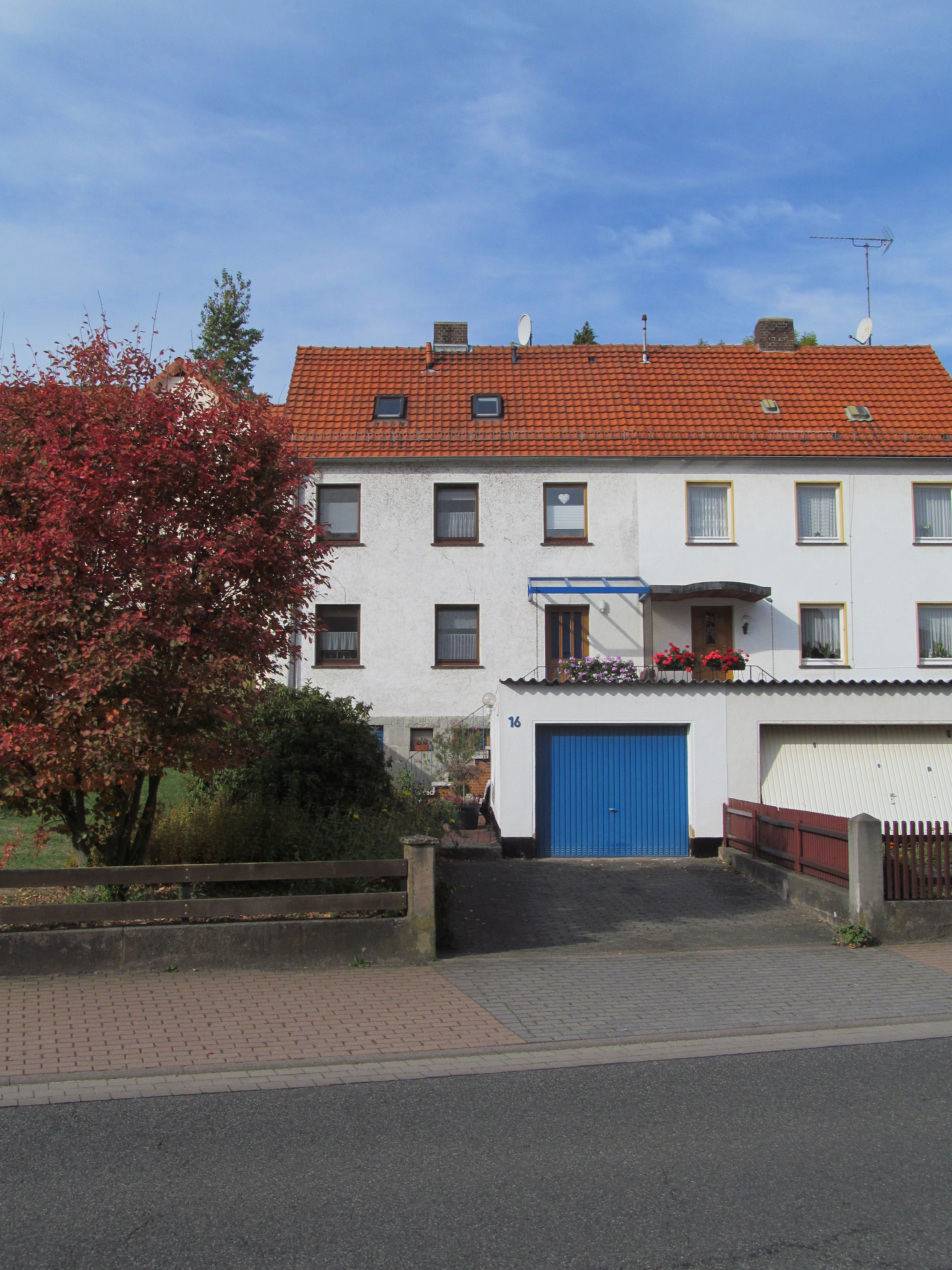
Welleröder Straße 16
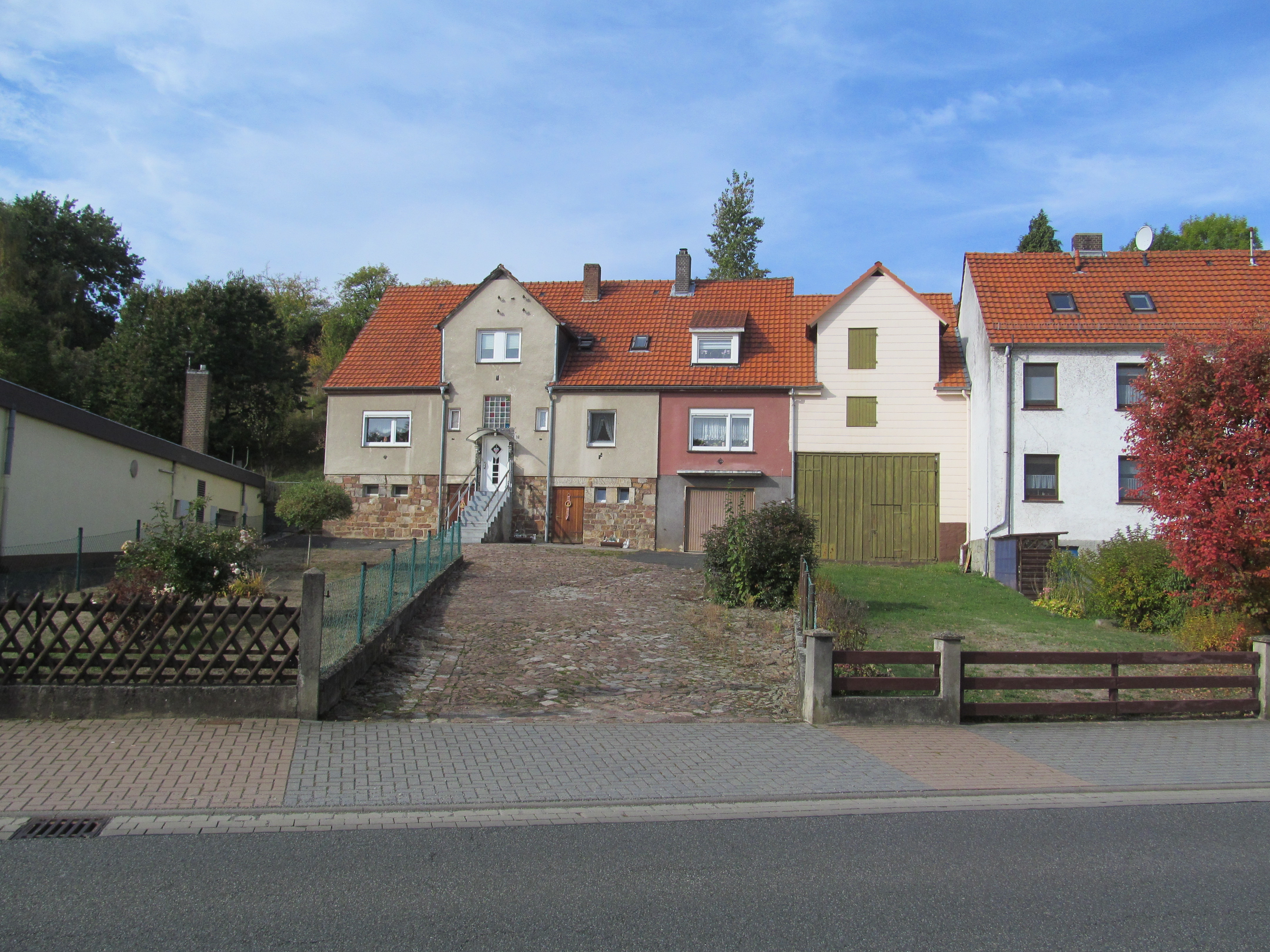
Welleröder Straße 18

### Einzeldenkmäler
| Bild                                 | Bezeichnung                          | Lage                                               | Beschreibung | Bauzeit                           | Daten |
| ------------------------------------ | ------------------------------------ | -------------------------------------------------- | ------------ | --------------------------------- | ----- |
| dreigeschossiges Wohngebäude         | dreigeschossiges Wohngebäude         | Kaufunger Straße 9 LageFlur: 7, Flurstück: 326/6   | (g, k)       | spätes 19. Jahrhundert            |       |
| zweigeschossige Schule aus Backstein | zweigeschossige Schule aus Backstein | Kaufunger Straße 20 LageFlur: 7, Flurstück: 67/28  | (g, k)       | 1894                              |       |
| Bild gesucht BW                      | ehemaliges Wirtschaftsgebäude        | Welleröder Straße 27 LageFlur: 7, Flurstück: 105/1 | (g)          | erste Hälfte des 19. Jahrhunderts |       |
| Bild gesucht BW                      | Obermühle                            | Welleröder Straße 42 LageFlur: 7, Flurstück: 63/5  | (g)          | 1308 erstmals urkundlich erwähnt  |       |